# 博多駅

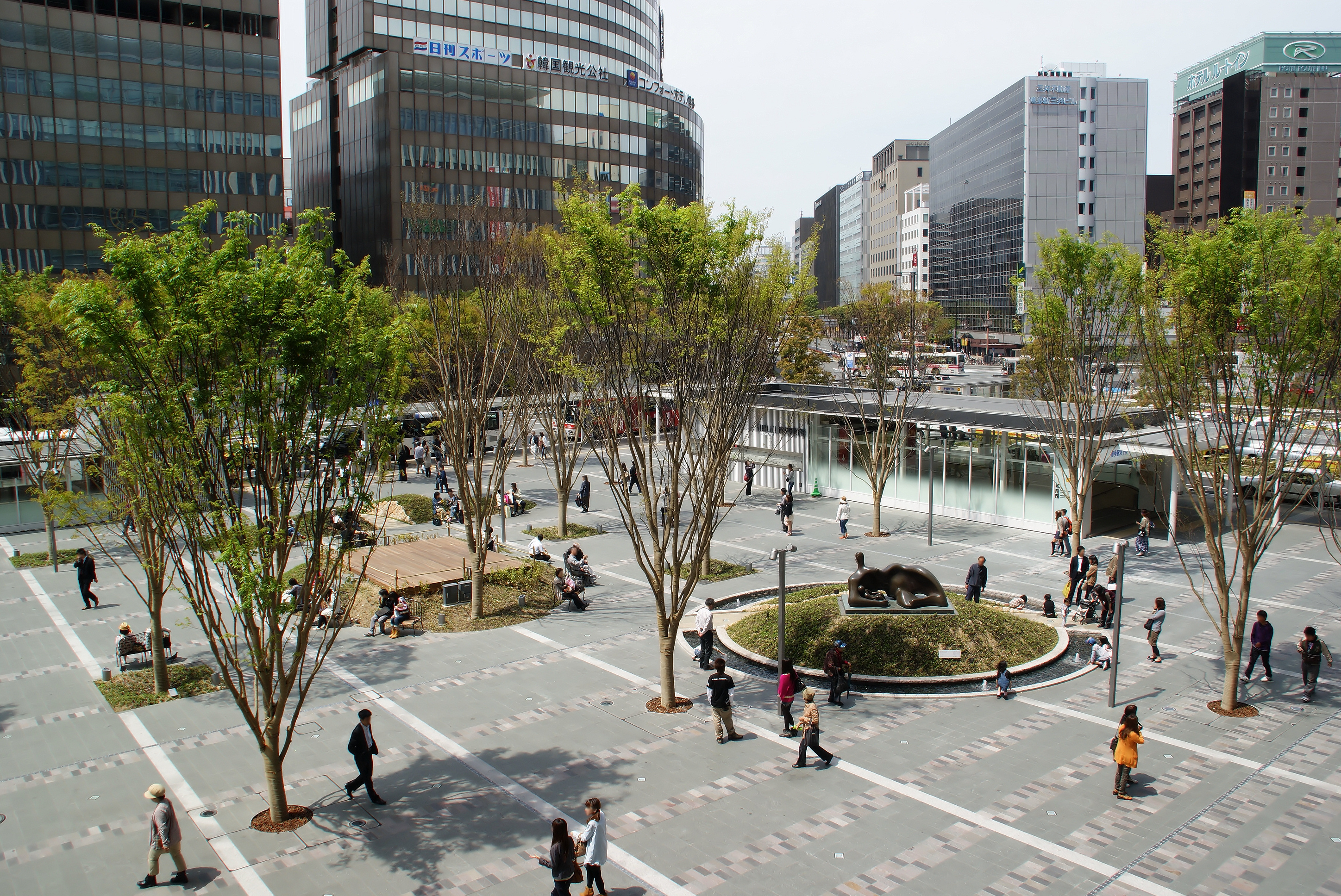
博多口駅前広場

博多駅（はかたえき）は、福岡県福岡市博多区博多駅中央街にある、九州旅客鉄道（JR九州）・西日本旅客鉄道（JR西日本）・福岡市交通局（福岡市地下鉄）の駅。
九州旅客鉄道（JR九州）の本社最寄り駅にして同社最大のターミナル駅。東海道・山陽新幹線／九州新幹線や九州の主要都市とを結ぶ特急列車、福岡都市圏及び北九州・福岡大都市圏を走る多くの路線が乗り入れ、全ての旅客列車が停車する。

## 概要
在来線、新幹線、地下鉄を含めて1日約40万人利用する九州最大の駅であり、福岡市の陸の玄関口。九州鉄道（初代）開業当時から存在する九州最古の駅の一つでもある。
山陽新幹線の終点にして東海道・山陽新幹線系統の西端でもあり、九州新幹線（鹿児島ルート）の起点でもある。また、JR西日本管内でも新幹線、在来線ともに最西端の駅である（狭軌在来線での最西端は梅ケ峠駅）。その他、また、当駅にはJR東海のN700系・N700S系が乗り入れており、JR東海所属の車両が定期運用で乗り入れる最西端となっている。東海道・山陽新幹線系統の「のぞみ」「ひかり」「こだま」は、当駅をまたいで運行する列車はない。また、山陽・九州新幹線系統の「みずほ」は全列車が当駅をまたいで運行されている一方、「さくら」は当駅止まり（九州新幹線内のみ運行）の列車もある。一方、九州新幹線の「つばめ」は熊本駅発小倉駅行と新下関駅発熊本駅行の2本除いて当駅で折り返す。
2007年3月31日に閉店した博多井筒屋が入居していた旧駅ビル（博多ステーションビル）の解体後、新駅ビルのJR博多シティ（アミュプラザ博多・博多阪急）が建設され、九州新幹線鹿児島ルート全線開業9日前の2011年3月3日に開店した。
福岡市地下鉄の駅はJRホームの中心点の地下付近にある。福岡市地下鉄の駅の中では天神駅に次いで二番目に利用者が多く、同線の拠点駅である。2023年3月27日に七隈線が当駅まで延伸した（後述）。
JR博多駅の事務管コードは▲910127、福岡市内の事務管コードは▲919902である。また、福岡市地下鉄博多駅の事務管コードは8551101である。

## 乗り入れ路線
以下の路線が乗り入れる。JR九州の在来線駅には「00」、地下鉄空港線の駅には「K11」、地下鉄七隈線の駅には「N18」の駅番号がそれぞれ設定されている。
- 西日本旅客鉄道（JR西日本）
  - 山陽新幹線
  - 博多南線 - 新幹線ホーム上に発着し新幹線車両を使用するが、正式な取扱上は在来線である。
- 九州旅客鉄道（JR九州）
  - 九州新幹線
  - 鹿児島本線
  - 福北ゆたか線（篠栗線） - 篠栗線の終点は一つ隣の吉塚駅だが、運転系統としては全列車が当駅まで直通する。
- 福岡市地下鉄
  - 空港線（1号線）
  - 七隈線（3号線）

### 乗車カード対応
ICカード乗車券は、JR九州の在来線駅がSUGOCAに、地下鉄の駅がはやかけんに対応しており、いずれも交通系ICカード全国相互利用サービスに対応する。新幹線は山陽新幹線（及びその先の東海道新幹線）、2022年6月より九州新幹線（3社局全線）ともエクスプレス予約のEX-IC・スマートEXサービスに対応する。博多南線はICカード非対応である。
2023年8月1日現在、福岡市地下鉄全線全駅と、JR九州鹿児島本線・香椎線の一部区間その他で、クレジットカード等の非接触型決済による改札乗車の実証実験が行われている。なお、事業者ごとに対応するカードブランドが異なる。また、おサイフケータイ対応スマートフォンにiDまたはQUICPayで登録されたカード等は、この実験用端末では利用できない。

## 歴史

### 駅名の由来
所在地の旧来からの地名「博多」に由来する。「博多」は古代日本、遅くとも六国史が成立した頃からの地名であり、中国の唐代には貿易港としてアジア大陸にも「覇家臺」や「八角島」として知られたほか、明の兵法書『武備志』では日本にある三つの港の一「花旭塔津」として紹介され、江戸時代には福岡藩黒田氏が那珂川対岸に築いた福岡城城下町とともに栄えた。
博多駅は、1889年（明治22年）、九州鉄道が九州初の鉄道路線を敷設するにあたり、当時の「博多」の南限にあたる承天寺境内南端部、現在の「出来町公園」付近に福岡市の玄関駅を開業させ「博多駅」としたものである。
駅開業前の1889年4月に「市制及び町村制」の公布に基づき、県令により博多・福岡をまとめて「福岡市」として市制施行した。その際に市名論争があり「博多市」も候補だったため、九州鉄道の駅名を「博多」とすることによって和解を図ろうとしたという。
所在地の市名と中心駅名に差異の見られる例は全国各地にあるが、その多くは過去に合併等により自治体名が変更になったり、自治体名の表記変更があった場合である。
福岡市内のもう一つのターミナル駅は西日本鉄道の「西鉄福岡（天神）駅」である（2001年に西鉄福岡駅から改称）。同駅が福岡側の天神に開設されたことと、国鉄駅が「博多」であったために、後から開業した西鉄が市名を名乗ることができた。なお、福岡駅という駅は存在するが、富山県高岡市福岡町にあるあいの風とやま鉄道の駅であり、誤認もみられる。

### 移転の歴史

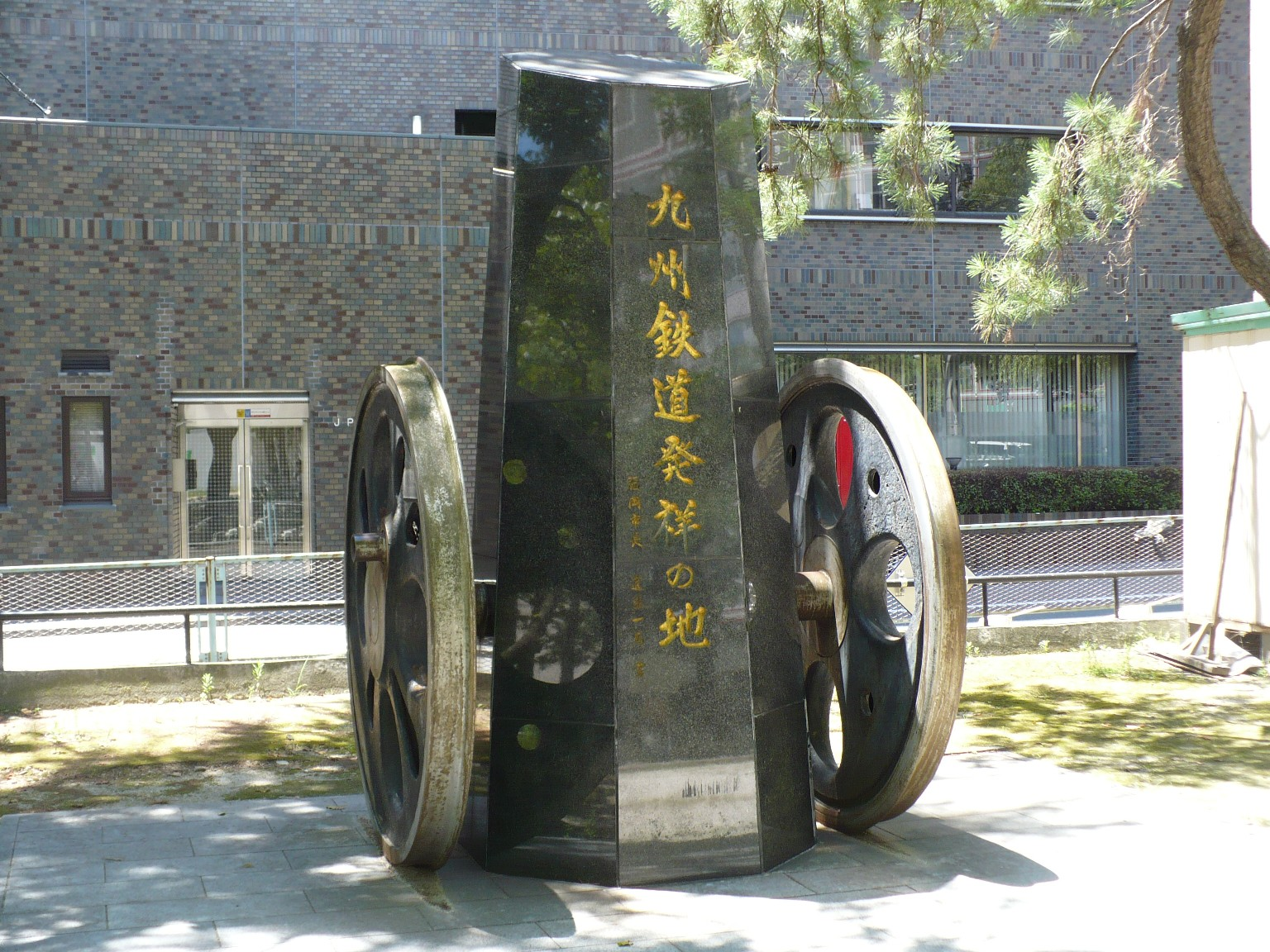
初代博多駅跡地（出来町公園）の記念碑

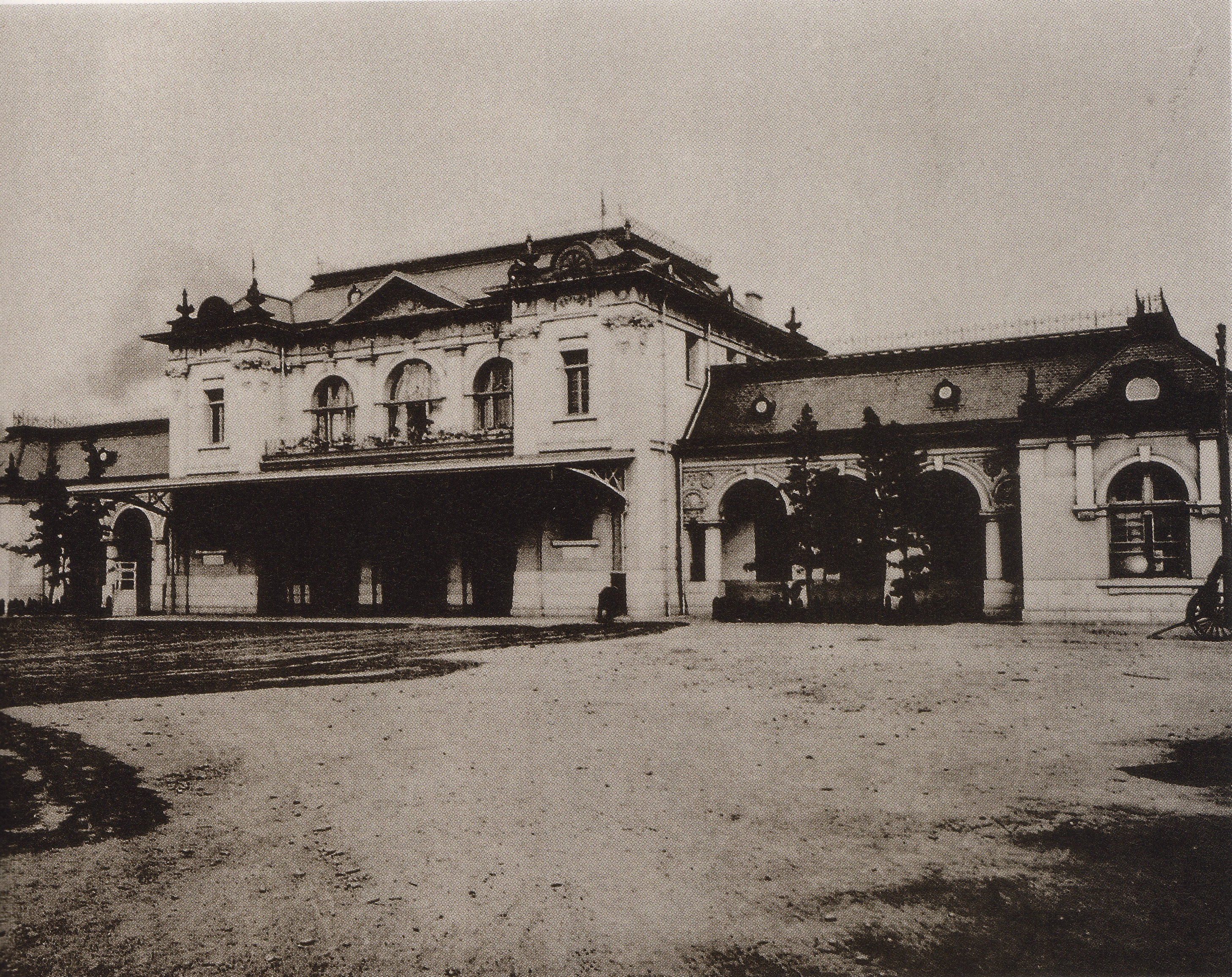
明治終期の博多駅

初代博多駅は現在地の北西600mの出来町公園付近にあった。公園内に「九州鉄道発祥の地」の記念碑がある。
出来町公園付近
明治22年駅舎（初代駅舎）
明治42年駅舎（2代目駅舎）
現在地
昭和駅舎（3代目駅舎）
平成駅舎（JR博多シティ）

### 開業
初代博多駅は、九州で最初の鉄道である九州鉄道（初代）が1889年（明治22年）12月11日に博多駅 - 千歳川仮停車場（佐賀県鳥栖市、現在の肥前旭駅-久留米駅の間、筑後川の北岸）間に開通時に開業した。
当初から東出来町付近に駅を予定していたが、地価が高く、駅南方が急曲線になるため現在地付近に建設することも検討された。しかし地元から、地価を下げる努力をするので市街地から近い所に建設して欲しいという請願があり、この地点が選ばれたという。この場所は当時は福岡市境であって田畑などの耕地だったため駅の建設が容易であり、中洲など市の中心部へのアクセスの利便性も良い位置にあり、また門司・熊本方面へ鉄道を結ぶに好都合であったと考えられる。
それから間もなく、1890年（明治23年）9月28日に博多駅 - 赤間駅間が開通して、中間駅となった。なお、初代の駅が開業1年後に移転したという説もあるが、当時の営業報告書や新聞報道にそうした記述はなく、疑問視されている。
プラットホームは駅舎に面したホームと島式ホームの2面がある駅であったが、島式ホームの外側の線路は片側のみ本線に接続されている留置線で、営業列車の発着に使用されるのは駅舎側のホームと島式ホーム内側の2線のみであった。また島式ホーム外側には転車台（ターンテーブル）などを備えた機関庫が設けられ、駅舎側ホームの一部には貨物ホームが設けられていた。このときの構内総面積は20,486平方メートルであったと記録されている。
この時代から次の明治終期を経て昭和期の現在地移転に至る前までは、博多駅の南側は田畑の広がる田園地帯であった。鉄道は現在の祇園大通り付近、萬行寺、覚永寺や承天寺などの博多の寺社仏閣のすぐ南を通っており、博多の市街地の南端を形成していた。

### 発展
経済の発展に伴い鉄道輸送量は急速に伸びていき、九州の鉄道で最大の需要のある駅にもかかわらず規模が小さかった博多駅では支障を来すようになった。このため更なる駅の改築が計画された。周辺の土地の買い占めなどの動きがあって地価が高騰し、一時は御笠川（石堂川）を挟んで対岸の堅粕村に移転することも計画されたが、結局現在地で改築することになった。1906年（明治39年）1月13日に仮駅舎が完成し、引き続き8月から新駅舎に着工したが、1907年（明治40年）7月1日に九州鉄道が国有化されて、駅の工事は国鉄に引き継がれた。
1909年（明治42年）3月3日に新駅舎が完成した。新駅舎は煉瓦造りの2階建てで、ルネサンス様式の建物であった。総面積3,160 平方メートルで、当時の費用で11万8000円の巨費を投じ、便所にも大理石を用いるなど豪華な建物となっていた。ホームは2面あり、営業列車の発着には3線を利用できるようになっていた。さらに島式ホーム外側の広い敷地に貨物用の側線が用意され、一番南側には貨物用ホームと貨物上屋が設置されていた。
新駅舎が完成して不要となった旧駅舎は、隣接する吉塚駅に移築されたとする説と、直方駅に移築されたとする説がある。直方説については、1910年（明治43年）に落成した駅舎が2011年（平成23年）に解体された際に調査が行われ、建築当時の記録に「新築」とあることや、木材に再利用の痕跡が見られないことなどから、博多駅舎の移築説を否定する報告が出されている。
その後、鉄道貨物取扱量がさらに増加していき、早くも1914年（大正3年）には構内の拡張工事が行われており、貨物扱い設備が増設されている。この間、1911年（明治44年）5月17日に吉塚側を篠栗線の単線部分を転用する形で複線化し、1919年（大正8年）10月15日には南側も二日市まで複線化が完成した。
1925年（大正14年）11月20日に北九州鉄道は新柳町駅（後の筑前高宮駅） - 南博多駅間を開通させた。その後、新柳町駅 - 南博多駅間に南博多分岐点（後の住吉信号所）を設置して、そこから線路を伸ばす形で1926年（大正15年）10月15日に北九州鉄道が博多駅へ乗り入れてきた。このときに南博多駅は旅客営業を廃止して貨物専用となった。
博多駅の貨物需要は増大し続け、この南博多駅（通称「住吉貨物積卸場」）に一部を転嫁したがそれでも間に合わず、吉塚駅・筑前高宮駅・博多港駅へも貨物の処理を分散させた。この北九州鉄道は1937年（昭和12年）10月1日に国有化されて国鉄筑肥線となった。
こうしたことからすぐに明治42年駅舎も手狭となり、1939年（昭和14年）には早くも移転拡張の計画が持ち上がっている。1942年（昭和17年）1月には実際に都市計画決定が申請され、1943年（昭和18年）4月には認可も受けたが、太平洋戦争の激化により11月に中止された。1945年（昭和20年）6月20日には福岡大空襲で駅が被災している。
明治時代に完成した煉瓦造りの駅舎は多少の手を入れてはいたが、抜本的な改築は困難で増大する旅客輸送に対処しきれていなかった。福岡市の急速な発展に伴い乗降客数は激増を続け、特に便所の不足は深刻となっていた。ホームも狭くごったがえしており、混雑する時期には始発駅での座席の確保を目的に、本来は他の駅から出発する乗客も博多駅に集中したためさらに混雑が激化し、死傷者が出かねないと懸念されるほどとなっていた。さらに博多駅が地上にあるため駅の前後に踏切があり、列車の発着の多い時間帯には1時間に50分近くも踏切が閉まる「開かずの踏切」と化していた。こうした問題は、駅を移転し高架化することでしか解決できないと考えられた。

### 戦後

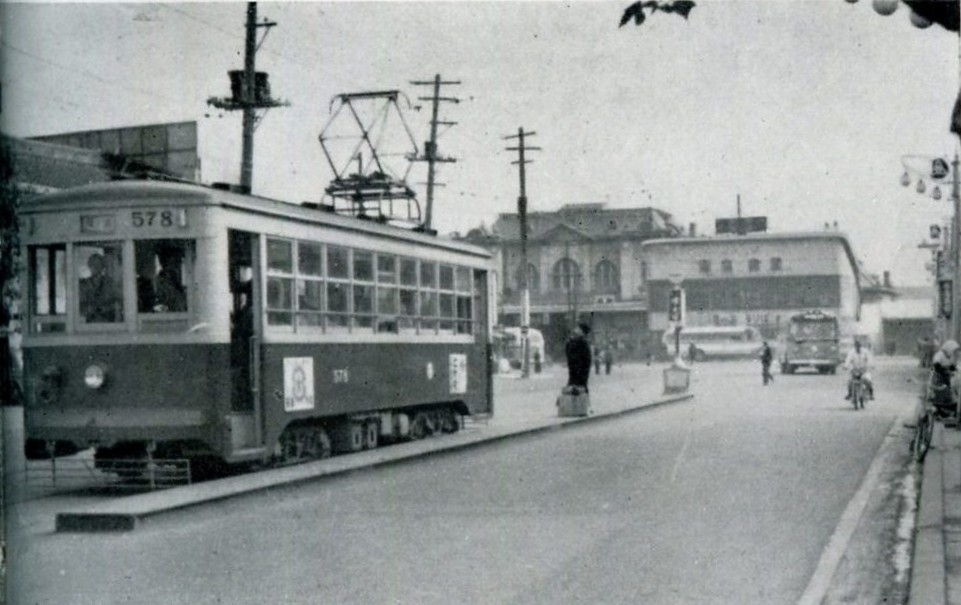
1958年頃の西鉄福岡市内線博多駅前電停。後方に博多駅2代目駅舎（明治42年駅舎）が見える。駅舎の右側前方には日本食堂博多営業所が建てられた。

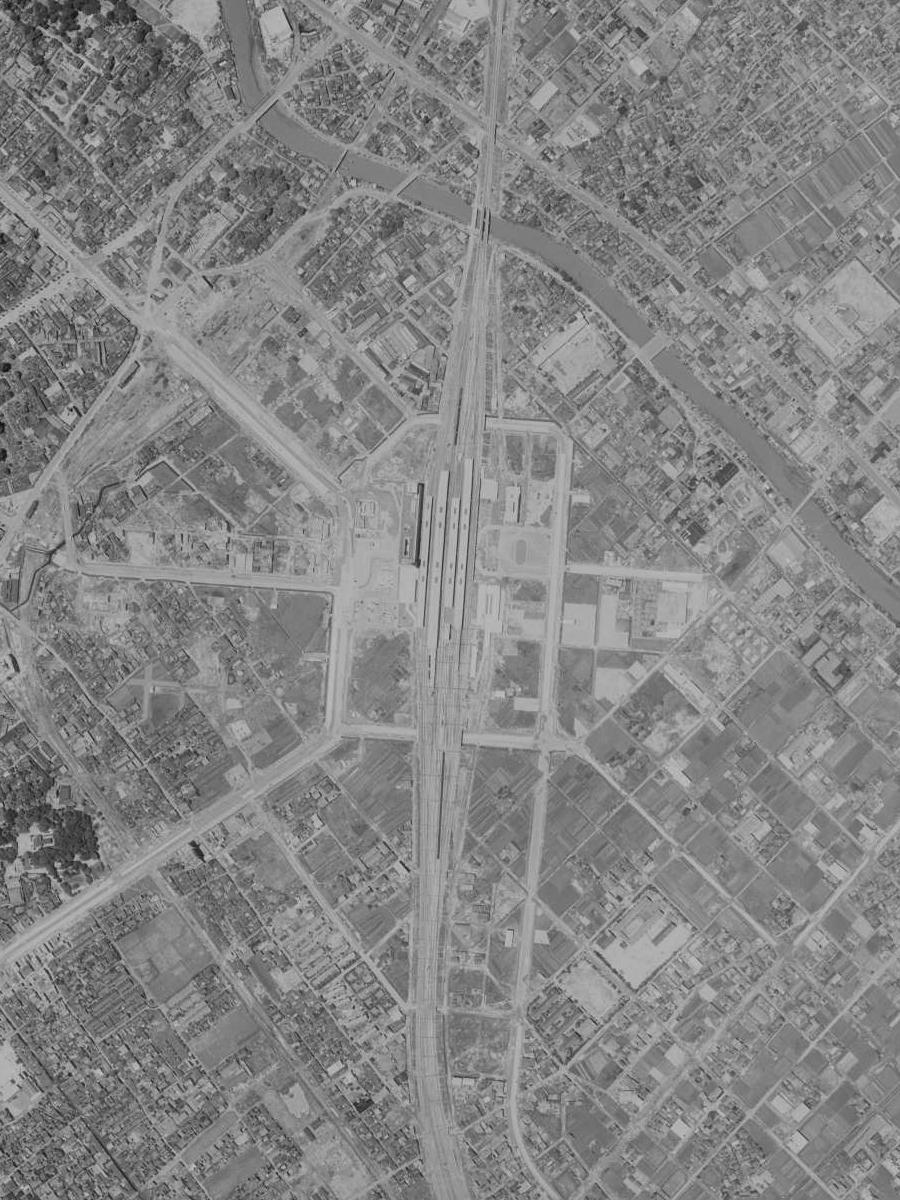
区画整理中の博多駅周辺（1964年5月）

第二次世界大戦後も博多駅の混雑は限界に達しており、1947年（昭和22年）には貨物列車は全て博多駅を通過するようにし、博多駅に発着する貨車のみを吉塚駅で別途編成しなおして運転する形式に変更して、博多駅の負担を緩和した。さらに貨物扱いに使っていたホームを旅客列車用の第3ホームに転用し、旅客用ホームが3面となった。しかし貨物設備を旅客用に転用したために、貨物の処理能力はますます逼迫することになった。
このため大戦中に計画されていた移転拡張案が再度動き始め、1958年（昭和33年）12月9日に高架式の純旅客駅とすることが決定され、1960年（昭和35年）7月に着工された。博多駅で取り扱われていた貨物は1961年（昭和36年）6月1日に廃止されて吉塚駅へ移転された。また香椎操車場が完成して、福岡地区での貨物の入換作業を一手に引き受けている。貨物扱い廃止と同日、門司港駅から久留米駅までの交流電化が完成しており、移転直前の博多駅も電化されている。なお、この際、20,000 Vの高電圧による感電事故防止のため、絶縁間隔の確保には高さが十分でなかった跨線橋の下部が、死電区間とされた。

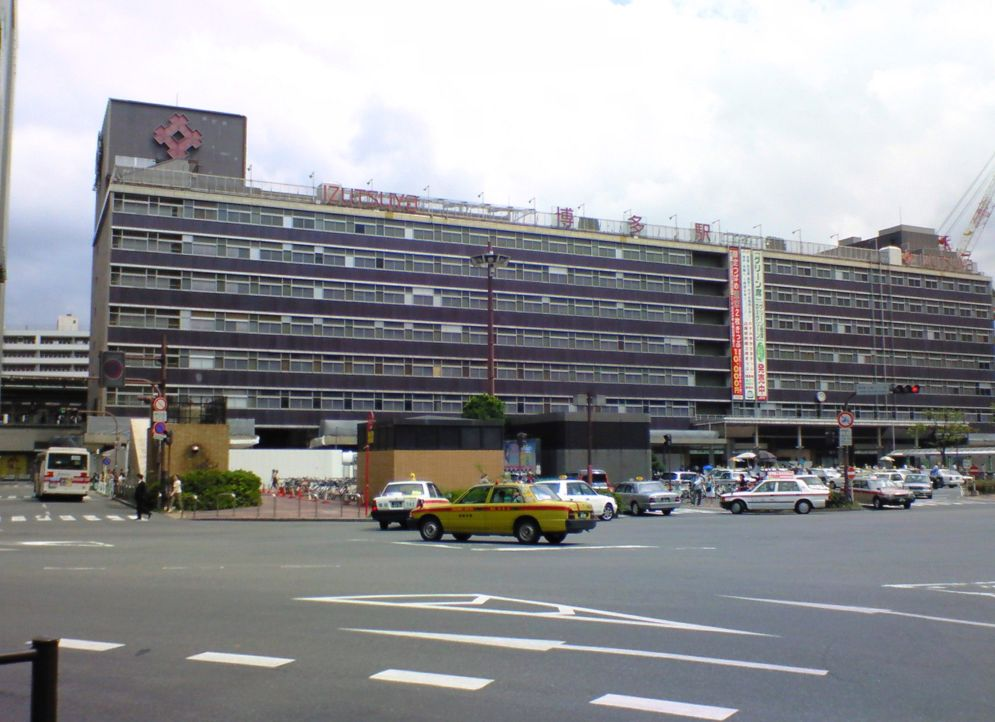
昭和駅舎（博多ステーションビル）（2007年9月）

1963年（昭和38年）12月1日、その後2007年（平成19年）まで使用されることになる昭和の駅舎（駅ビル）が開業した。それまでの博多駅付近で市街地に駅を近づけるために大きく曲がっていた線形はショートカットするように南東方向へ移設されており、これにより鹿児島本線については吉塚駅との距離が1.6 kmから1.8 km、竹下駅との距離が3.4 kmから2.7 kmとなり、合わせて0.5 km短縮され、筑肥線については筑前簑島駅との距離が2.3 kmから1.6 kmとなって0.7 km短縮された。0時52分に旧駅舎最後の列車を送り出すと、新駅舎への慌ただしい引っ越しが行われ、4時28分に新駅最初の列車が出発した。新駅は4面8線で完成し、さらに2面4線分の増設が可能なように配慮されていた。結果的にこの2面4線は、山陽新幹線に生かされることになった。また竹下気動車区と結ぶ本線と独立した線が建設され、博多駅で始終着となる列車の回送が本線の線路容量を圧迫することが無くなった。
新駅舎への通路を建設するために徹夜で旧駅ホームの撤去作業が行われて、旧駅舎の前後に2本の通路が通された。移転前の旧駅舎は貴重な文化財であるとの観点から保存も検討されていたが、12月13日の福岡市議会で西日本文化協会の保存の請願が否決された。福岡市の都市計画に基づいて旧駅舎の地点を貫く道路（大博通り）が建設されて取り壊されている。
1975年（昭和50年）3月10日のダイヤ改正で、山陽新幹線が延伸されて博多駅まで開業した。この際には、昭和駅舎建設時にあらかじめ増設余地として準備されていたスペースが活用された。さらに1983年（昭和58年）3月22日には福岡市交通局の地下鉄1号線が博多駅まで開業した。このときは仮駅（現在の祇園駅方面連絡通路付近）であったが、1985年（昭和60年）3月3日に本駅が開業した。一方、地上を長く走行して福岡市内の道路交通の妨げとなっており、また非電化単線で輸送力に限りのあった国鉄筑肥線の姪浜駅 - 博多駅間は、地下鉄に代替されて地下鉄開業と同時に廃止となった。筑肥線の姪浜駅以西は電化され、地下鉄に直通して博多駅へ乗り入れるようになった。
1987年（昭和62年）4月1日に国鉄分割民営化が行われ、博多駅のうち在来線部分が九州旅客鉄道（JR九州）に、新幹線部分が西日本旅客鉄道（JR西日本）に承継された。

### 平成期
1990年（平成2年）4月1日に、新幹線の車両基地（博多総合車両所）までの回送用の線路を旅客化した博多南線が開業した（JR西日本による運営）。
1992年（平成4年）には駅構内コンコースの大規模なリニューアルを実施している。このリニューアルは有馬裕之がデザインを手がけており、同年度の第6回福岡市都市景観賞を受賞している。
1993年（平成5年）3月3日には福岡市地下鉄が福岡空港まで延伸され、博多駅から2駅で空港へ行けるようになった。
2005年（平成17年）から、九州新幹線の全線開業を見据えたホームの再編および駅舎の大規模な増改築工事が始められた。プラットホーム部分は在来線のスペースを一部削ってそこに山陽新幹線・九州新幹線用の増設ホームを建設するなどの工事が行われた。また昭和期の旧駅ビル（博多ステーションビル）を取り壊して、新しい駅ビル（JR博多シティ）を建設する工事が行われ、2011年3月3日に開業した。
詳細は後述の#九州新幹線開業に向けた動きも参照。

### 年表
- 1889年（明治22年）12月11日：博多駅 - 千歳川仮停車場間開業に合わせ、九州鉄道（初代）の駅として開業[17]。
初代駅は現地点から北西に約650mの出来町公園付近に所在した[16]。
- 1890年（明治23年）9月28日：博多駅 - 赤間駅間に開通時に開業し[19]、現在の地下鉄祇園駅付近に移転。
- 1903年（明治36年）1月10日：博多駅改築計画認可。
- 1905年（明治38年）2月16日：九州鉄道（現・篠栗線）吉塚駅 - 博多駅間延伸[34]。同区間単線並列化。
- 1906年（明治39年）
  - 1月13日：仮駅舎完成。
  - 8月：新駅舎着工。
- 1907年（明治40年）7月1日：九州鉄道が国有化[35]。官設鉄道に移管。
- 1909年（明治42年）3月3日：新駅舎完成。（明治42年駅舎）
- 1911年（明治44年）5月17日：吉塚 - 博多駅間複線化[36]。（篠栗線1線部分を活用[37]）
- 1914年（大正3年）：構内拡張工事を実施、小口ホーム・荒貨場・貨物ホームを増設。
- 1919年（大正8年）10月15日：博多駅 - 二日市駅間複線化。
- 1926年（大正15年）10月15日：北九州鉄道が南博多分岐点 - 博多駅間延伸により乗り入れ[22]。
- 1937年（昭和12年）10月1日：北九州鉄道が国有化、国有鉄道筑肥線となる[23]。
- 1942年（昭和17年）
  - 1月：移転のための都市計画申請。
  - 9月：ホーム下り方にテルハ設置。
- 1943年（昭和18年）4月：都市計画認可。
- 1943年（昭和18年）11月：太平洋戦争激化により移転計画中止。
- 1945年（昭和20年）6月19日：福岡大空襲により被災[22]。
- 1945年（昭和20年）9月：日本の敗戦により進駐してきた占領軍がRTO（鉄道司令部）事務所設置[24]。
- 1947年（昭和22年）：貨物列車を吉塚駅から小運転する方式に変更、第3ホーム増設。
- 1948年（昭和23年）10月：西側跨線橋設置。
- 1952年（昭和27年）11月：RTO（鉄道司令部）事務所閉鎖[24]。
- 1958年（昭和33年）12月：博多駅の移転・高架化決定[24]。
- 1959年（昭和34年）12月15日：小口混載貨物の博多駅での取り扱いを廃止して吉塚駅へ集約[38]。
- 1960年（昭和35年）7月：移転工事起工。
- 1961年（昭和36年）6月1日：門司港 - 久留米駅間が電化。吉塚駅へ貨物の取り扱いを移転して廃止[38]。
- 1963年（昭和38年）12月1日：吉塚駅 - 博多駅 - 竹下駅・筑前簑島駅間経路変更に伴い現在地に再移転して高架化[24]。食堂街一番街（現・博多1番街）、マイング博多駅名店街も同時開業。
- 1964年（昭和39年）
  - 3月：大光百貨店が博多ステーションビル内に開業[39]。
  - 7月：大光百貨店が閉店[39]。
  - 11月：博多駅地下街が竣工、開業[24]。
- 1966年（昭和41年）5月：博多井筒屋が博多ステーションビル内に開業[39]。
- 1968年（昭和43年）1月16日：米海軍原子力空母「エンタープライズ」寄港反対運動のため夜行急行列車から下車した過激派学生が駅構内で機動隊と衝突（博多駅事件）。
この模様を撮影したテレビ局フィルムが裁判の証拠になり後に問題化（博多駅テレビフィルム提出命令事件）。
- 1975年（昭和50年）3月10日：山陽新幹線の岡山駅 - 当駅間開業[25]。
- 1983年（昭和58年）3月22日：福岡市交通局（福岡市地下鉄）1号線の中洲川端駅 - 当駅（仮駅）間が延伸開業[40]。国鉄筑肥線の当駅 - 姪浜駅間が廃止[26]。
- 1985年（昭和60年）3月3日：福岡市地下鉄1号線の当駅（本駅）が完成し、当駅（仮駅）が廃止[40][27]。
- 1987年（昭和62年）4月1日：国鉄分割民営化に伴い、在来線部分をJR九州、新幹線部分をJR西日本が承継[28]。
- 1990年（平成2年）
  - 3月25日：JR九州の7・8番のりば付近に西口改札口を開設[41]。
  - 3月26日：JR西日本の2階改札口内コンコースの一部が自由通路となり、待合広場が新設され[42] る。
  - 3月29日：JR九州の地下1階に中央通路を開設[43]。
  - 4月1日：山陽新幹線の回送線を旅客線化した博多南線が開業[29]。
- 1991年（平成3年）3月16日：吉塚駅 - 博多駅間が鹿児島本線と篠栗線の別線化に伴い9番のりばを新設[44]。
- 1992年（平成4年）3月27日：博多駅の総事業費300億円を掛けた大規模な改装が終了[45]。
- 1993年（平成5年）3月3日：福岡市地下鉄1号線の当駅 - 福岡空港駅間が延伸開業[40][32][33]。1号線に空港線の愛称が設定される。
- 1996年（平成8年）12月17日：福岡市地下鉄の中央口が開設[46]。
- 1998年（平成10年）
  - 11月14日：1・2番のりばのエスカレーターが使用を開始[47]。
  - 11月28日：3・4番のりばのエスカレーターが使用を開始[47]。
  - 12月12日：5・6番・7・8番のりばのエスカレーターが使用を開始[47]。
- 1999年（平成11年）
  - 6月29日：6.29豪雨災害。近くを流れる御笠川の豪雨による氾濫で駅構内が浸水して全面停電となる。
  - 12月4日：JR九州が中央口・西口・東口に自動改札機を導入[48]。
  - 12月11日：JR九州が北口・名店街口に自動改札機を導入[48]。
- 2003年（平成15年）7月19日：1999年と同じく豪雨による御笠川の氾濫で駅構内が再度浸水してJR九州側が全面停電となる。
- 2004年（平成16年）
  - 3月13日：九州新幹線鹿児島ルート新八代駅 - 鹿児島中央駅間が部分開業。
  - 12月21日：駅1階と新幹線改札口、および新幹線改札口を新幹線ホームを結ぶエレベーターが使用を開始[49]。
- 2005年（平成17年）2月27日：JR西日本が自動改札機を導入。
- 2007年（平成19年）
  - 6月10日：新幹線ホーム増設工事に伴い、7・8番のりばの南半分と9番のりばが使用停止になる。
  - 12月末：新幹線ホームに安全柵設置。
- 2009年（平成21年）
  - 3月1日：鹿児島本線（門司港駅 - 荒尾駅間）でICカード「SUGOCA」の利用開始[50]。
  - 3月7日：福岡市交通局がICカードはやかけんの利用を開始（地下鉄利用のみ）[51]。
  - 10月20日：九州新幹線鹿児島ルート全線開業に備え、JR西日本の東改札口が「ひかり広場口」に変更され、改札口前に待合スペースとして「ひかり広場」が新設される[52]。
  - この年の秋：新幹線改札口、みどりの窓口が2階から1階へ移設される。
  - 11月：鹿児島ルート全線開業に備え、新幹線ホームの自動放送の音声が更新される。
- 2010年（平成22年）3月13日：SUGOCA、はやかけん、nimoca、suica相互利用開始（山陽新幹線、博多南線を除く）。
- 2011年（平成23年）
  - 2月5日：在来線中央改札口の発車標がLCDに更新される（東口は翌日より使用開始）。
  - 3月3日：新駅ビル「JR博多シティ」が開業[4]。
  - 3月12日：九州新幹線の当駅 - 新八代駅間が延伸開業し、全線開業[53]。
  - 11月7日：福岡市が2020年度をめどに地下鉄七隈線を天神南駅からキャナルシティ博多[注釈 8]近辺を経由して当駅まで延伸する計画を明らかにする[54][55]。
- 2012年（平成24年）
  - 3月17日：在来線ホームに接近・発車メロディを導入（向谷実作曲）。
  - 6月11日：福岡市地下鉄七隈線延伸にかかる鉄道事業許可を福岡市が取得[56]。
- 2013年（平成25年）10月15日：クルーズトレイン「ななつ星 in 九州」が当駅から九州各地を巡る運行を開始。
- 2015年（平成27年）2月16日：新幹線ホームに接近メロディを導入（過去にひかり・こだまで使われていた始発・終着駅用チャイムのアレンジ）。
- 2016年（平成28年）
  - 3月10日：新幹線ホームに発車メロディを導入（曲はゴダイゴの『銀河鉄道999』）[57]。
  - 3月26日：在来線ホーム7・8番のりばから「マイング」へ直結する改札口を新設[58][59]。
- 2020年（令和2年）11月19日：D&S列車「36ぷらす3」が当駅から九州各地を巡る運行を開始[60]。
- 2021年（令和3年）6月30日：JR九州が地下にシェアオフィス「Q」開業[61]。
- 2023年（令和5年）
  - 3月27日：福岡市地下鉄七隈線の天神南駅 - 当駅間が延伸開業[62][63][64]。
  - 5月5日：ホーム南方の構内空間への新ビル建設および施設交換のため線路切替工事を実施。同日夜間から翌6日早朝まで、在来線の特急含む全種別・福北ゆたか線含む全方面の列車が部分運休となった[65][66]。

## 九州新幹線開業以降の動向

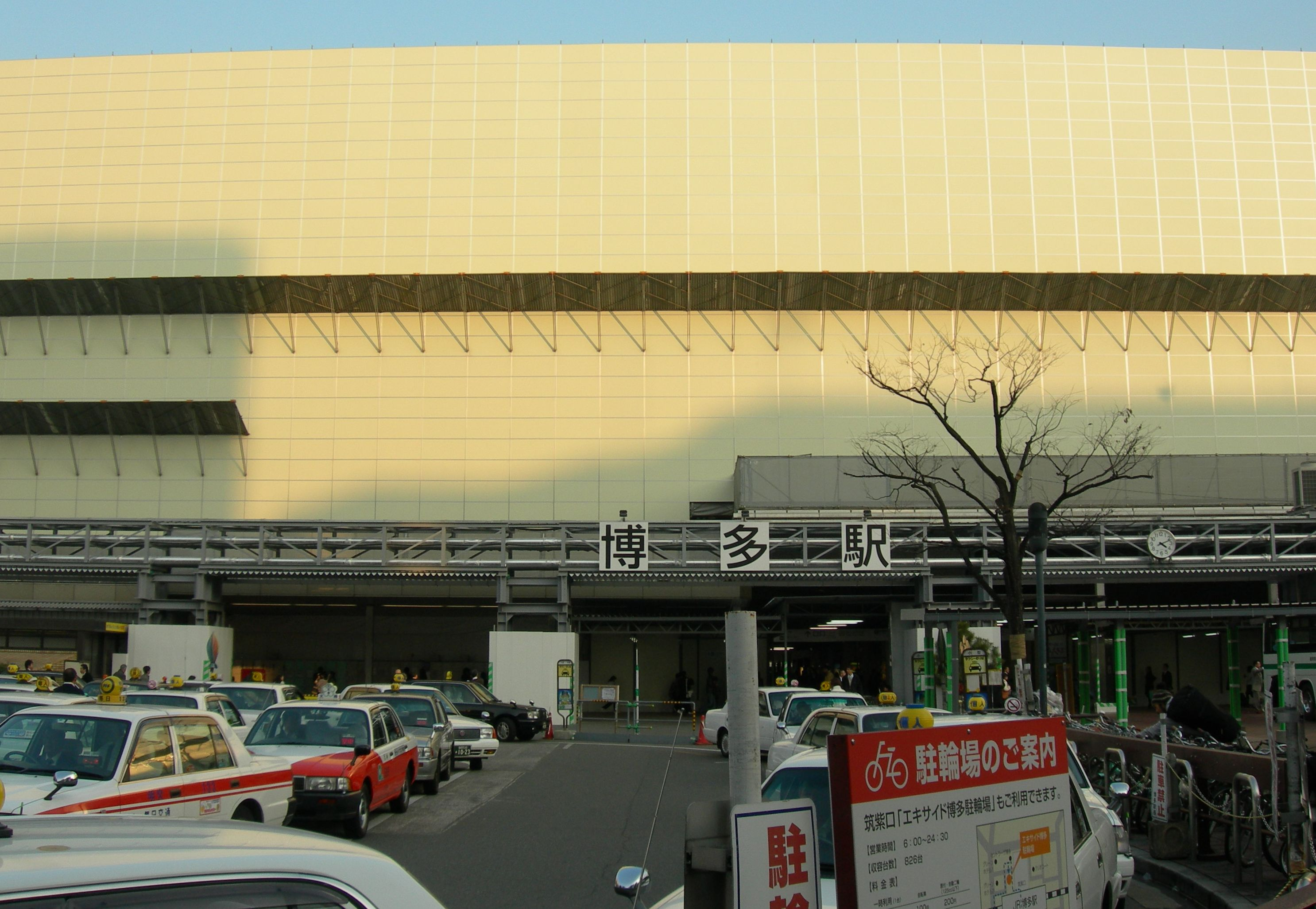
解体直前の駅ビル（2008年1月）

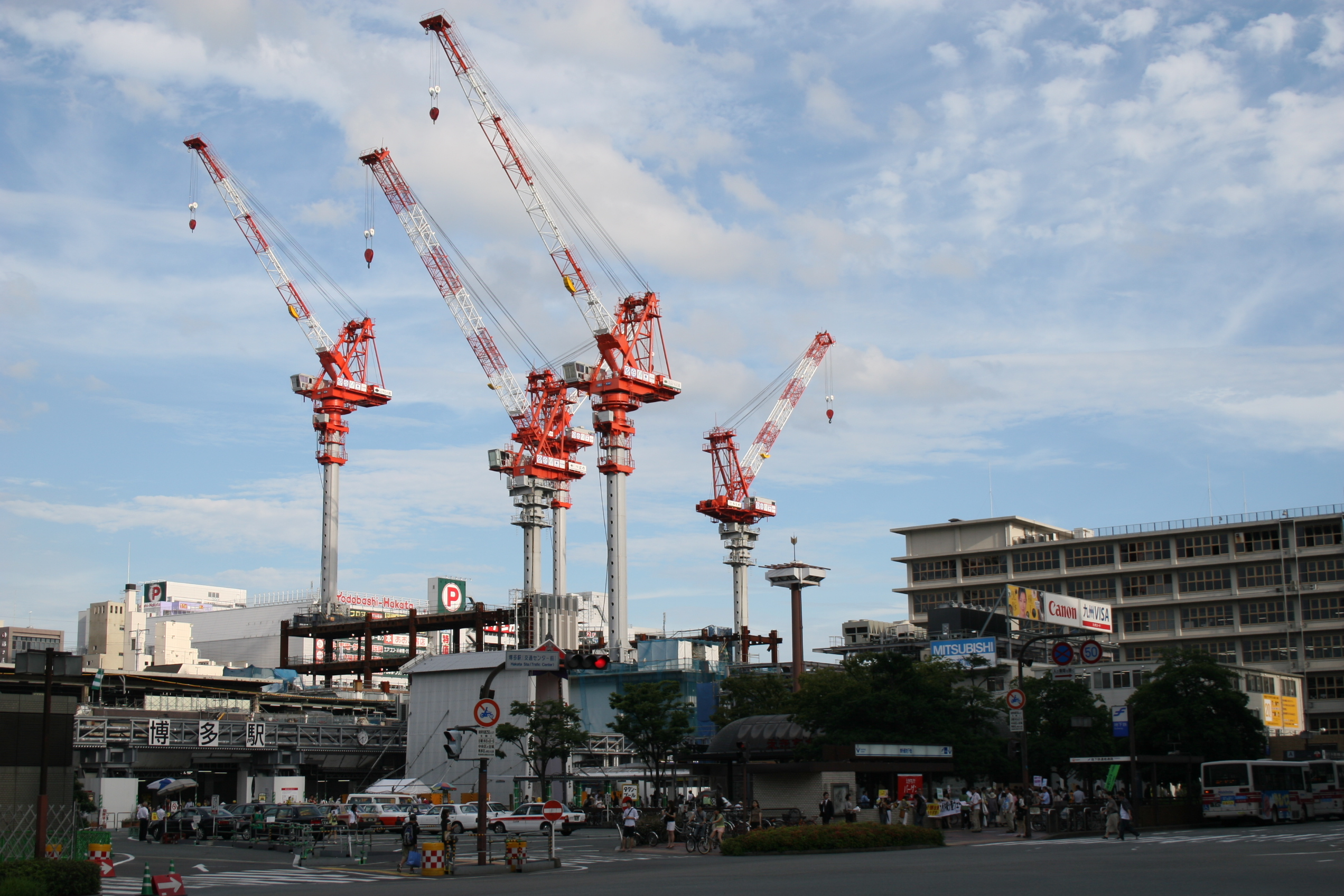
新駅ビルの建設工事（2008年7月）

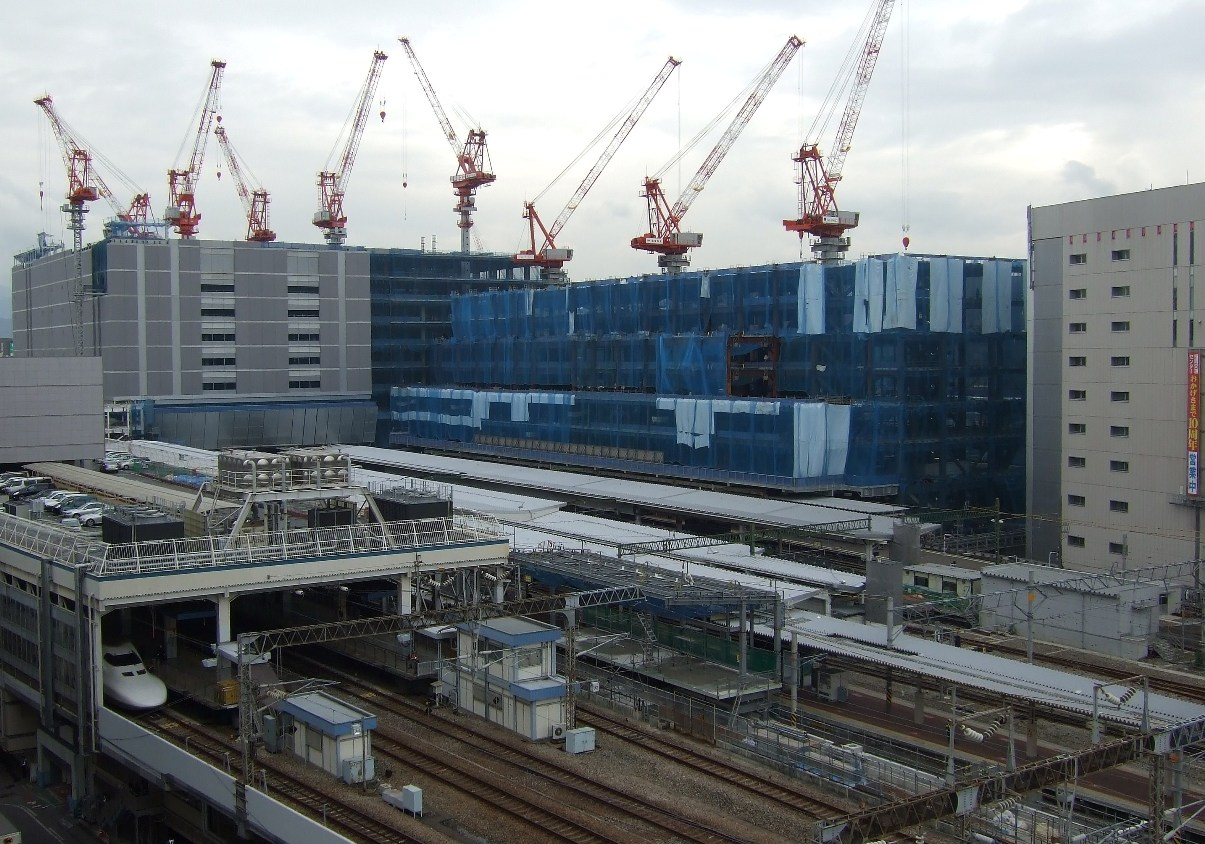
建設途中のJR博多シティビル（2009年10月）

当駅は2011年に全線開業した九州新幹線鹿児島ルートの起点駅で、山陽新幹線との相互乗り入れが行われている。鹿児島ルート全線開業開通に合わせて、2006年から駅本屋解体及び新築、新幹線ホームの増設や在来線ホームの再編、駅周辺の環境整備等の総合再開発が行われた。
ここでは九州新幹線鹿児島ルート開業以降に新設された、博多駅および駅ビル（JR博多シティなど）に直接連絡する関連施設・通路など全般についても扱う。

### 新幹線ホーム工事
2005年10月1日に実施された秋のダイヤ改正と共に九州新幹線開業準備工事（新幹線ホーム新設工事など）が開始されたため、在来線ののりば変更が実施された。
新幹線ホーム新設に伴い、新幹線高架下にあった在来線の9番のりば（単式ホーム、福北ゆたか線専用）が撤去され、7番・8番のりばも南半分が使用停止となった。これにより生まれたスペースに新幹線ホーム島式1面2線が増設されている。スペースが狭隘なため、新設の新幹線ホーム西面（11番のりば）を8両編成対応・車止め設置とし、在来線8番線と突き合わせとなる構造（ホーム階層は異なる）とするなどの策が取られている。
博多駅部分の工事については、九州新幹線全体の建設を担当した鉄道建設・運輸施設整備支援機構から駅を管理するJR九州・JR西日本に委託され、両社が分担して行った。全長約1 キロメートルの区間が4つの工区に分割され、中央の2つの工区をJR九州が、両端の2つの工区をJR西日本が担当した。また、電気設備とレールの敷設はJR西日本が担当した。営業中の在来線と新幹線の線路に挟まれた狭隘な空間で建設を行う困難な条件となっていた。
建設期間の短縮と費用の削減のために、新幹線の高架橋は既存の在来線の高架橋の上に重ねて建設する「高架橋の重層化」が検討された。専門家による耐震性と耐久性の詳しい検討の結果、鋼板を巻いたり浸透固化処理を施したりして基礎補強を行うことで可能と判断された。ホームおよび線路の本体工事は2010年9月23日完了した。

### 博多口駅ビル工事
博多口には九州新幹線乗り入れを前に、地下3階・地上10階、旧駅ビルの約7倍の延べ床面積約20万平方メートルを持つ、新駅ビル「JR博多シティ」が2011年3月3日に開業した。

### 博多駅再整備事業

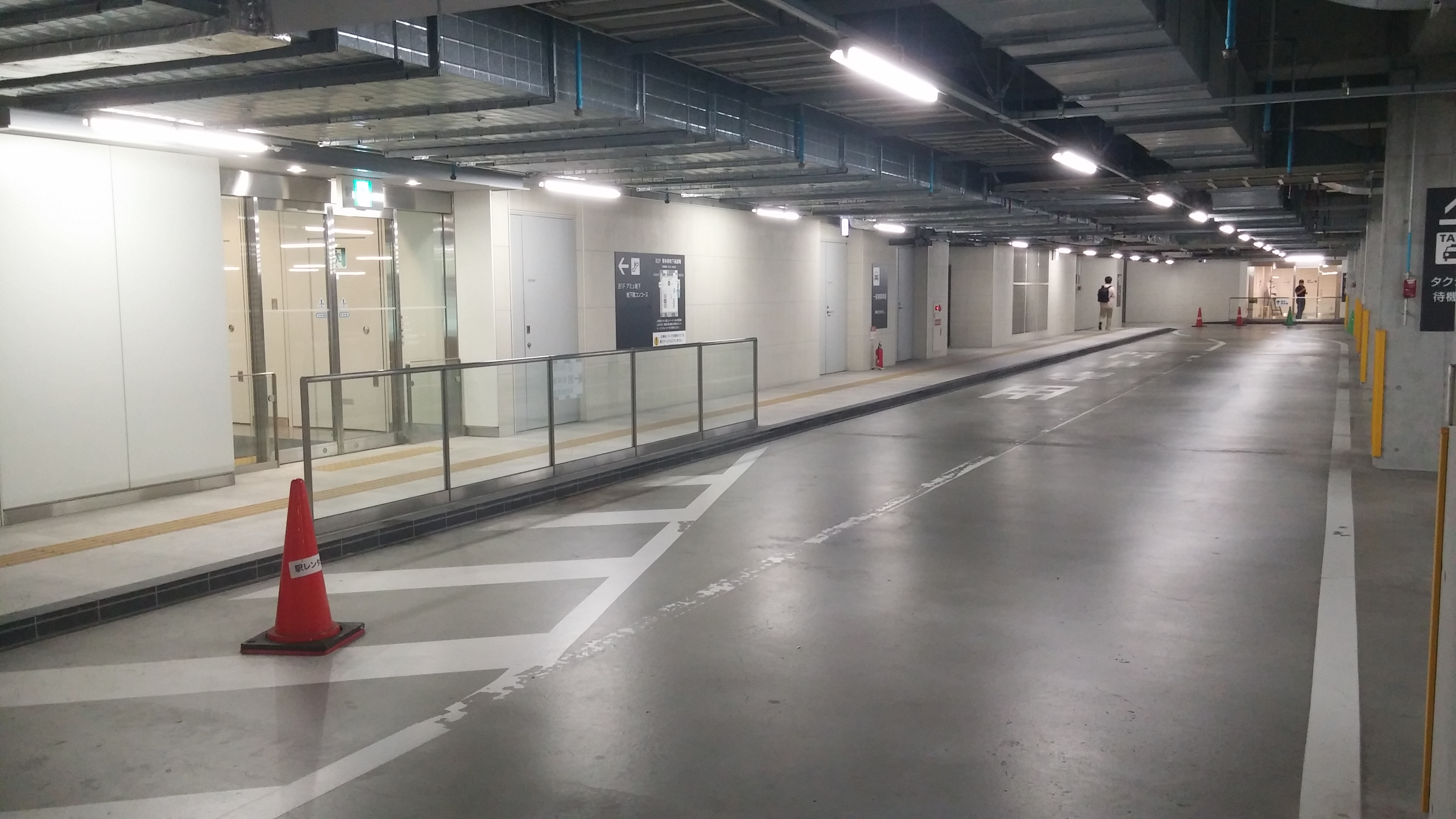
博多駅地下送迎場（2015年9月）

新・駅ビル「JR博多シティ」と並行して、博多口駅前広場ほか駅ビル周辺の再整備事業が福岡市により実施されている。新駅ビルの開業に合わせて使用を開始する予定となっていたが、一部の事業対象施設の完成は、ビル開業以降にずれ込んだ（後述）。
対象事業は次のとおり。
- 博多口駅前広場（新駅ビル前面）の再整備
北寄り地上部、および南寄り地上部と地下部。地下部には地下通路、新地下街（アミュプラザ博多所属）および地下駐車場が整備される。
- 新駅ビル地上2階部分（博多口側）の空中回廊（ペデストリアンデッキ）の設置。
- 博多口駅前広場地下駐車場と地上との車両連絡路の建設。

連絡路など
地上1階には既存の中央コンコース（筑紫口と博多口を結ぶ）の南側に、連絡通路を新設。地上2階部分（博多口側）には隣接する博多バスターミナル（旧・福岡交通センター）、旧・博多郵便局（現・KITTE博多）ビル方面に通じる空中回廊（ペデストリアンデッキ）を設ける計画となっていた。2011年3月3日の新駅ビル開業時点では、この内、博多バスターミナルへのデッキだけが建設され開通した。また、大博通りに面する博多新三井ビル付近の歩道まで、「博多駅歩行者連絡橋」としてデッキを延伸し、2012年12月20日に開通した。また、同デッキはKITTE博多・JRJP博多ビル（現・博多郵便局が入居）方向にもそれぞれ延伸された。
駅前の博多口交差点を横断する地下通路（はかた駅前通地下通路）が整備された。
駅ビル中央コンコース周辺に広場が設けられた。
博多口駅前広場
主として、既存のタクシープールや地下鉄入口がある北寄り部分と、工事開始以前には平面駐車場などがあった南寄り部分とに分かれる。南寄り部分は一新され、特徴的なデザインの巨大な屋根モニュメントが置かれる。福岡市によると、イベントを行なったり、市民の憩いの場となる交流スペースを設けたりする。南寄り部分の地下には、地下1階に新地下街（アミュプラザ博多所属）、地下2階に新設の地下送迎場（後述）が設けられた。なお、地下3階部分は隣接するKITTE博多と連結されKITTE博多・JR博多シティ駐車場となり、出入り口はKITTE博多南側に設置され2016年4月21日に開業した（後述）。2023年3月27日の地下鉄七隈線の当駅まで延伸開業時には、この地下3階駐車場部分の西側直近、駅前の博多口交差点直下付近に七隈線関連施設が構築された（後述）。
駅前広場北寄り部分は地上部に、タクシープール、一般車乗降場が集約され再整備された。
2011年3月3日の時点では地上部分については殆ど完成し使用されている。南寄り部分には、博多警察署博多駅前交番が、筑紫口より移転して設置・使用されている。
駅前広場南寄りの地下1階には、「JR HAKATA CITY駐輪場」がオープンしている。料金は、自転車と50cc未満のバイクが2時間まで駐輪無料。2時間を超えて1日ごとに自転車は100円、バイクは200円となる。
2011年度グッドデザイン賞受賞。
駅前広場地下の送迎場等
駅前広場南寄り部分の地下2階に、46台分の一時駐車場と一般車地下送迎場 および福岡市タクシー協会協賛の「プレミアムタクシー」専用タクシープールを持つ「博多駅地下送迎場」が新たに建設された。博多駅地下送迎場の出入口は、博多口交差点から西方の「はかた駅前通り」上に西向きに設置されている。この施設の完成は九州新幹線鹿児島ルート全線開業から2度の延期を経て2011年10月31日にずれ込んだ。当初は地下2階と3階に計約200台分の駐車場を建設する予定だったが、前述のとおり地下2階部分だけの小規模な駐車場に留まった。一方、隣接するKITTE博多 の地下2階・地下3階に約120台分の駐車場が設置されるが、この地下3階部分は、「JR博多シティ地下駐車場」の3階部分（約110台分、新設）と接続され一体化する。なお、どちらも出入りはKITTE博多の敷地南面の専用出入口からとなる。
地下鉄七隈線の当駅まで延伸開業時
2023年（令和5年）3月27日の地下鉄七隈線の当駅まで延伸開業時には、前述の地下3階駐車場部分の西側直近、駅前の博多口交差点直下付近に七隈線関連地下施設が構築された。
七隈線関連部分の地下2階では、以下の各方面の連絡出入口とそれぞれ分岐してエスカレーター・階段で連絡している。七隈線改札口（地下4階）と連絡する貫通エレベーターは、「西15」の1基（地上1階 - 地下4階）と、後述の「C」方面連絡出入口付近に1基（地下1階 - 地下4階）がある。七隈線改札口階と七隈線ホームを連絡するエレベーターが別にある。
- 「A」方面：空港線博多改札口（地下1階）から南西向きの、博多駅地下街との接続部付近に連絡する。博多バスターミナル方面との連絡も、こちらを案内している。ほか、JR博多シティ「アミュ地下」にも連絡する。
- 「B」方面：前述の地下3階駐車場（KITTE博多・JR博多シティ駐車場）、地下2階の地下送迎場等を既存のエスカレーターで経由して、地下1階の「アミュ地下」に連絡する。ここからは既存の地上1階に連絡するエスカレーター・階段があり、JR博多シティの南側連絡通路（AMU、AMU EST出入口）付近で地上と連絡する。JRの各新幹線・在来線との連絡は、こちらを案内している。
- 「C」方面：駅前の博多口交差点の直下、地下1階「はかた駅前通地下通路」の西側寄り（西日本シティ銀行方面通路と福岡センタービル方面通路が交差する付近）と連絡する。

七隈線ホーム（地下5階相当）と空港線ホーム（地下3階相当）は、専用の地下のりかえ通路が設けられ、一部は「動く歩道」で移動できる。各線のイメージカラーに対応した分かりやすいビジュアルが設置されている。なお、のりかえ通路に改札等はないため、七隈線改札口・空港線改札口のいずれからも七隈線ホーム・空港線ホームへ到達できる。

## 駅南方在来線部分の新ビル建設に向けて
博多駅在来線ホーム（現博多阪急などのビル内ホーム躯体部分を含む）より南方の在来線部分に、2028年竣工に向けて新ビルの建設構想が持ち上がっている。
構想としては、現在の博多阪急などのビル躯体からさらに南方の、在来線構内スペース（現状は盛り土等による高架）の上空などに新ビルを建設する。用途としてはオフィスやホテルなどを主眼とした複合ビルとされているが、規模や詳細については構想中の段階である。2023年5月5日夜間から翌未明にかけて、新ビル建設等の目的のために線路切替工事を実施した。

## 駅構造
ホームはJR在来線、JR新幹線と福岡市地下鉄の3群がある。JR在来線・新幹線ホームは南北方向に高架化されており、福岡市地下鉄は東西方向の地下にある。
駅西側を博多口（はかたぐち）、駅東側を筑紫口（ちくしぐち）という。
駅本屋はJR九州とJR西日本で分かれており、駅長室もそれぞれにある。駅本屋については、在来線と新幹線11・12番のりば部分がJR九州、新幹線13 - 16番のりば部分がJR西日本の管轄である。ただし、新幹線11・12番のりばの運転取扱等はJR西日本が担当する。駅ビルも、博多口・JR九州側はJR博多シティが、筑紫口・JR西日本側は山陽新幹線ホームの直上にオフィスビルの「新幹線博多ビル」があり、後者の直下に商業施設の博多デイトスが入居している。また、中央コンコースの北寄りの在来線ホーム直下にはマイング博多駅名店街が入居している。
博多口と筑紫口は、東西に伸びる駅中央のコンコースで繋がっている。博多口はJR九州の在来線乗り場に近く、筑紫口はJR西日本の新幹線乗り場に近い位置にある（改札口の位置は各鉄道ごとに後述）。
また、新駅ビルJR博多シティの落成に伴い、中央コンコースより南寄りのビル1階部分と同ビル3階に東西に伸びる新連絡通路が設置されている。

### JR九州・JR西日本
JRの特定都区市内制度における「福岡市内」の駅であり、運賃計算の中心駅となる。東京駅発着のぞみ号の最西・最遠の駅で、JR東海の自社車両が乗り入れる最西の駅でもある。

#### 構造・通路など
在来線のホームは2階にあり島式ホーム4面8線と留置線1線を有する。新幹線ホーム増設の影響で5面9線の構造から縮小したが、1・2番のりばが拡幅されている。吉塚駅 - 博多駅間の三線区間の福北ゆたか線を走行する列車は7・8番のりばにのみ入線が可能なことと、8番のりば竹下方は行き止まりとなっているため、福北ゆたか線の列車専用となっている。かつては新幹線高架下7・8番のりばの東に福北ゆたか線専用の単式ホーム9番のりばがあったが、新幹線ホーム増設に伴い廃止された。在来線ホームでは、2006年1月頃から、列車（博多駅終着列車、回送列車及び貨物列車を含む）接近時に、チャイムとともに発車標に「列車が入ります ご注意下さい」の表示が出されるようになっている。
新幹線のホームは3階にあり島式ホーム3面6線を有する。1975年の山陽新幹線開業時は2面4線だったが、2011年の九州新幹線鹿児島ルート全線開業に伴い、従前の11 - 14番のりばを13 - 16番のりばに変更（改番）した上で、西側に1面2線を増設している（詳細は別記）。増設ホームのうち1線（11番のりば）は8両編成対応の短いホームで、小倉方に車止めがある関係で九州新幹線・博多南線専用となっている。
在来線ホーム間の連絡通路は、ホーム下の中2階の南北に「中央通路」と「東通路」の2本がある。両通路ともに新幹線乗り換え改札口がある。博多口の新駅ビルJR博多シティの落成に伴い、駅ビル3階にも新通路・新改札口「博多シティ3階改札口」が設置され、2011年3月7日に使用開始した。コンコースが広場状になっておりコーヒースタンドや休憩用のイスが並んでいる。3階連絡通路は7・8番のりばを除く在来線ホームに直接連絡する。
3階改札口には新幹線コンコースとの乗換連絡改札口もあったが（エスカレーターを2台経由する）、2022年2月末をもって閉鎖となった。また同日以降、同改札口は在来線かつICカード利用専用となっている。

#### 改札口など
新駅ビル開業とほぼ同時に、前述の「博多シティ3階改札口」と「阪急百貨店改札口」、「アミュプラザ博多改札口」・「東急ハンズ改札口」が新駅ビル開業とほぼ同時に新設された。後2者は、それぞれ中央通路・東通路と同じ階の中2階にあり、また朝の時間帯は出口のみの一方通行となり、博多口方面の降り客をさばく。なお、東通路の東口は「北改札口」に、名店街口は「マイング改札口」にそれぞれ名称変更されている。
中央・北出札及び「中央口」改札はJR九州の直営で、博多シティ3階出札および「北口改札」「博多シティ3階改札口」「阪急百貨店改札口」「アミュプラザ博多改札口」「東急ハンズ改札口」はJR九州サービスサポート(旧JR九州鉄道営業)、「マイング改札口」は博多ステーションビルの業務委託である。
みどりの窓口はJR九州管轄が「中央口」近くに有り、JR西日本管轄が新幹線口1階と新在乗換口（改札内）にそれぞれある。なお、中央改札口横にあるみどりの窓口には外国人専用の窓口がある。一部の企画きっぷは発売会社の自社窓口でしか発券できない場合がある。
3階新通路の改札外には「ななつ星 in 九州」の旅行説明及び乗客用専用ラウンジ「金星」がある。
2016年3月26日に、在来線ホーム7・8番のりばと直結する改札口が、マイング博多駅名店街の北端中央に新設された。無人（監視つき）改札であり、階段のみ・ICカード専用となっている。なお、従来の「マイング改札口」とは別である。
2018年9月28日より、JR九州在来線にて駅ナンバリングを導入したが、当駅はJA・JB・JCの区間の起点となるため、路線記号を使わず、鹿児島本線が赤色で00、福北ゆたか線が黄色で00としている。

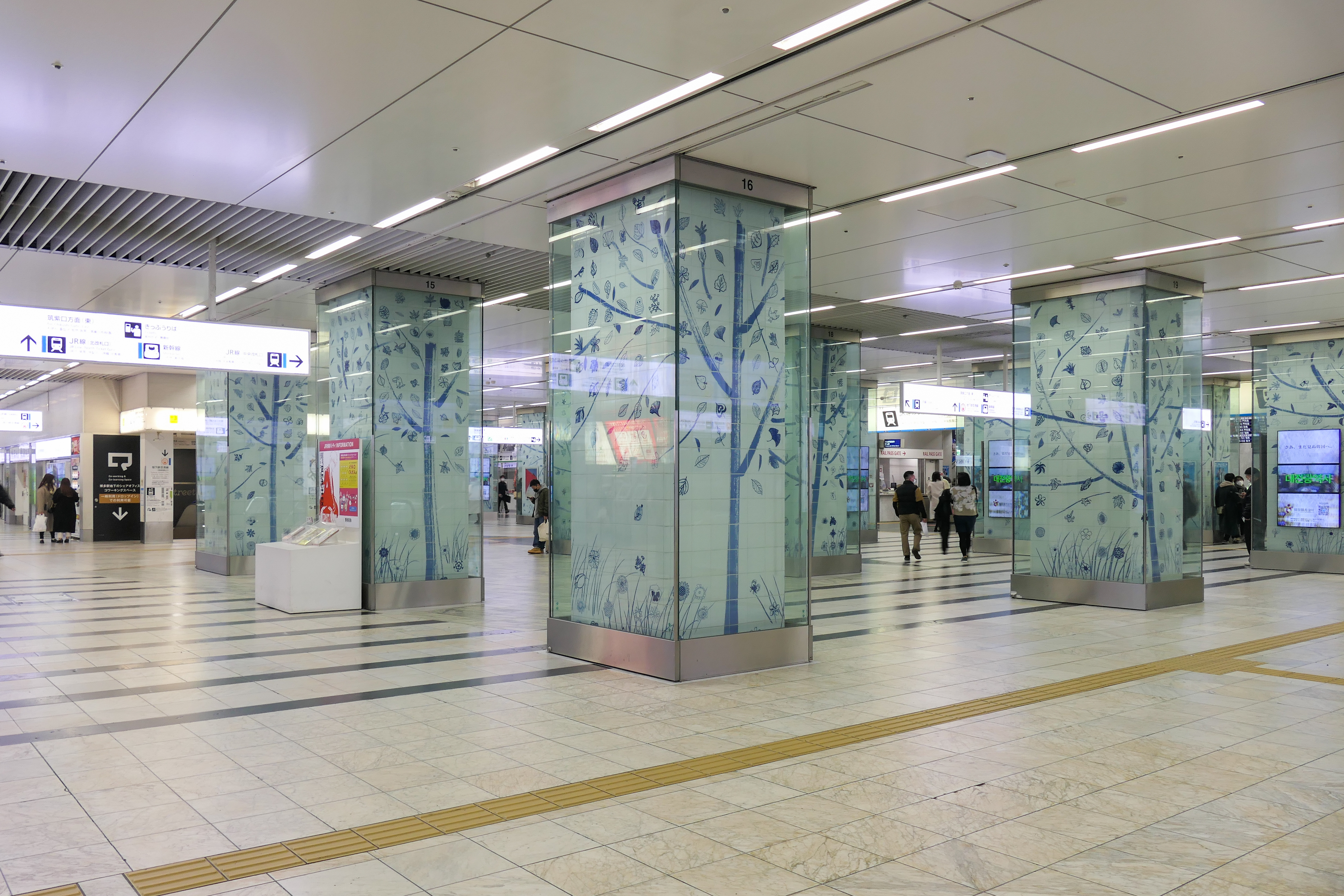
中央コンコース（2023年1月）
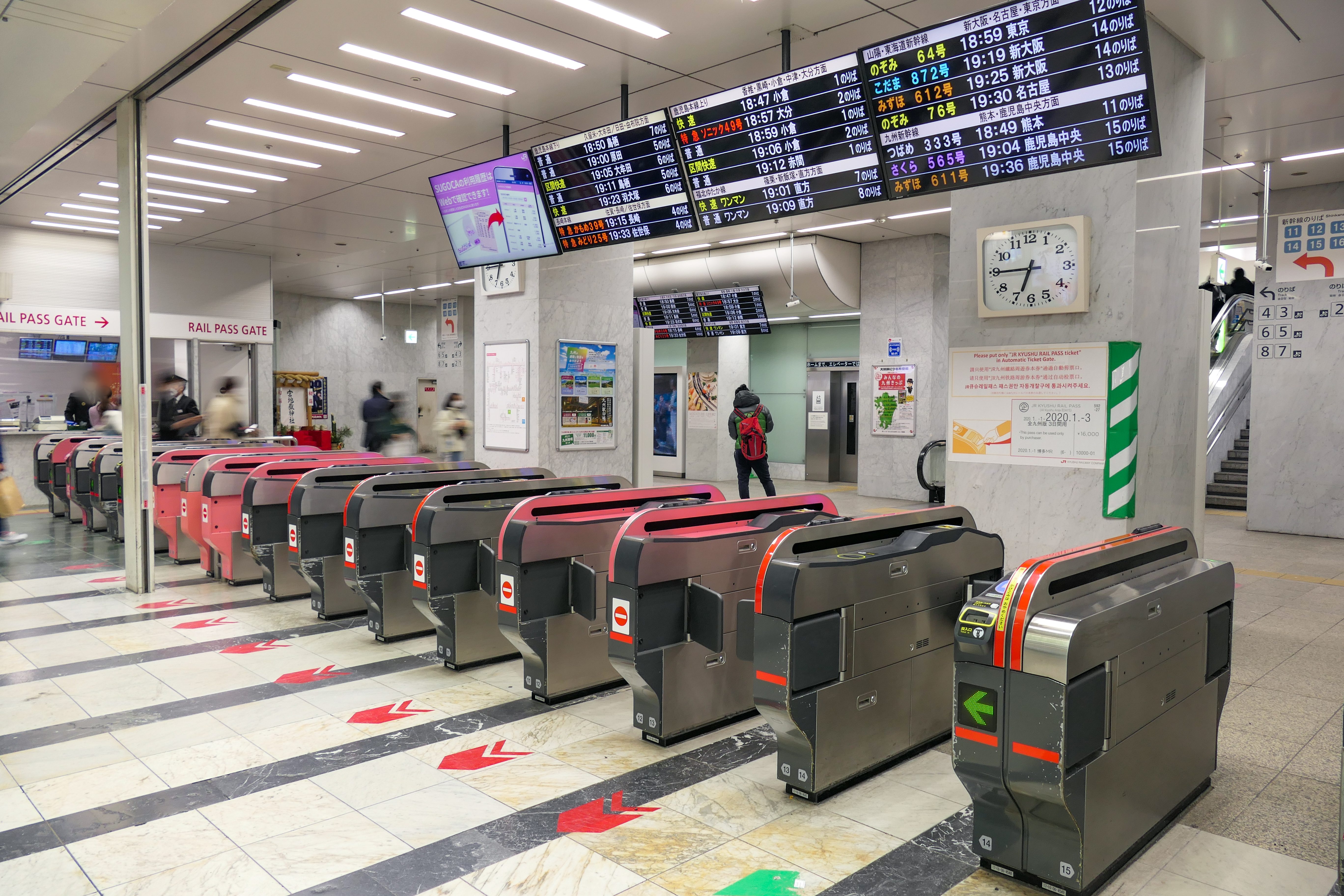
在来線中央改札口（2023年1月）
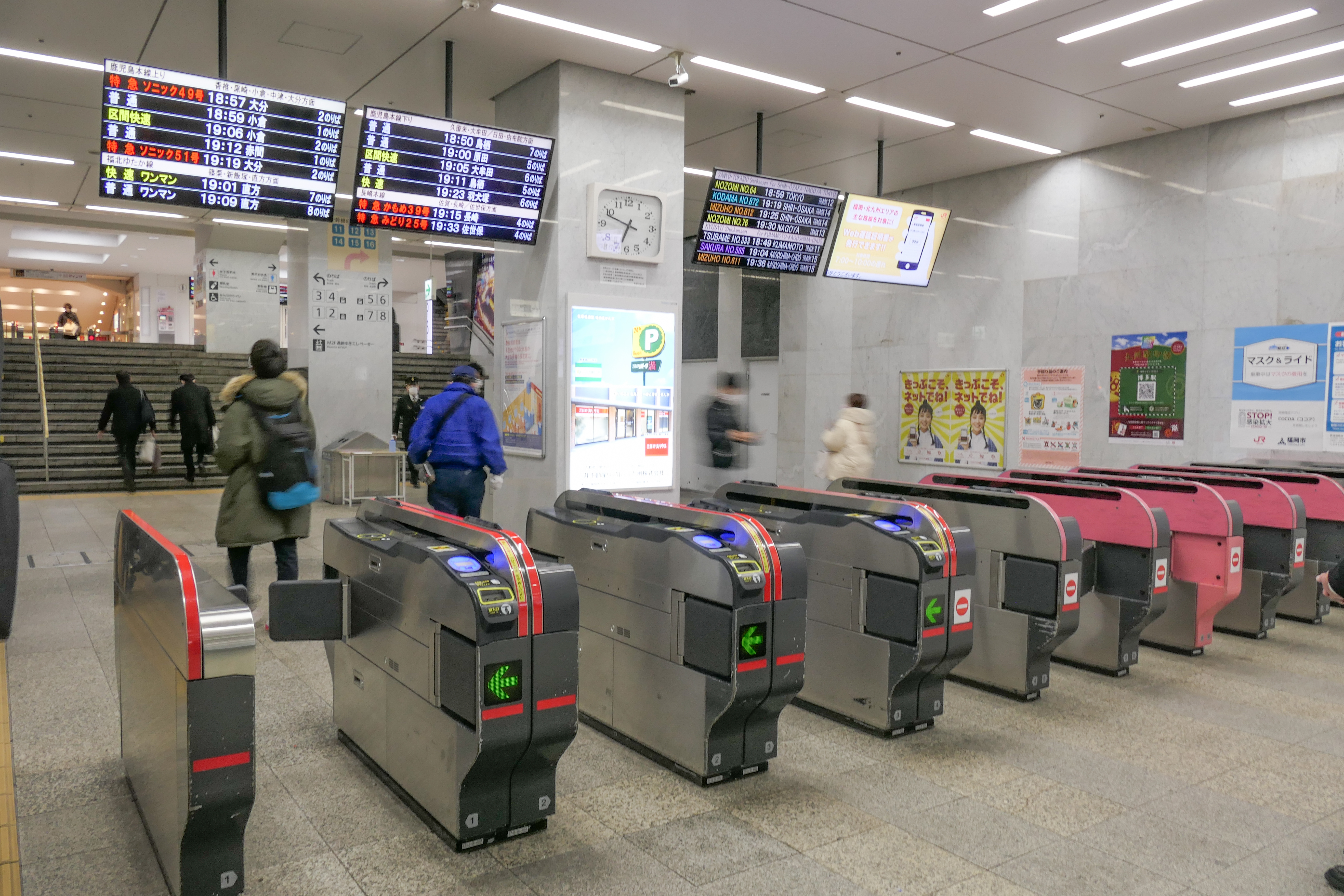
在来線北改札口（2021年12月）
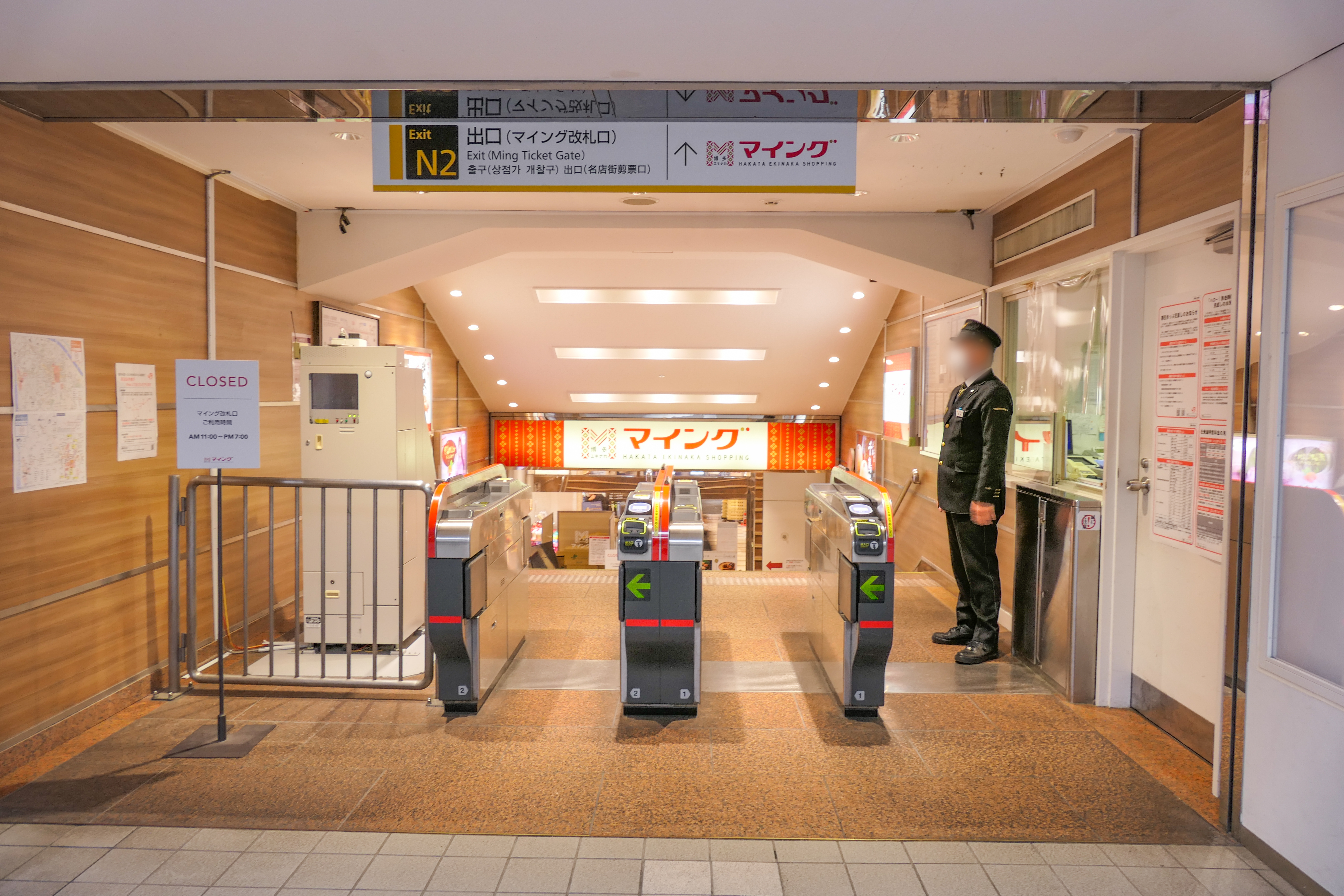
マイング改札口（2021年12月）
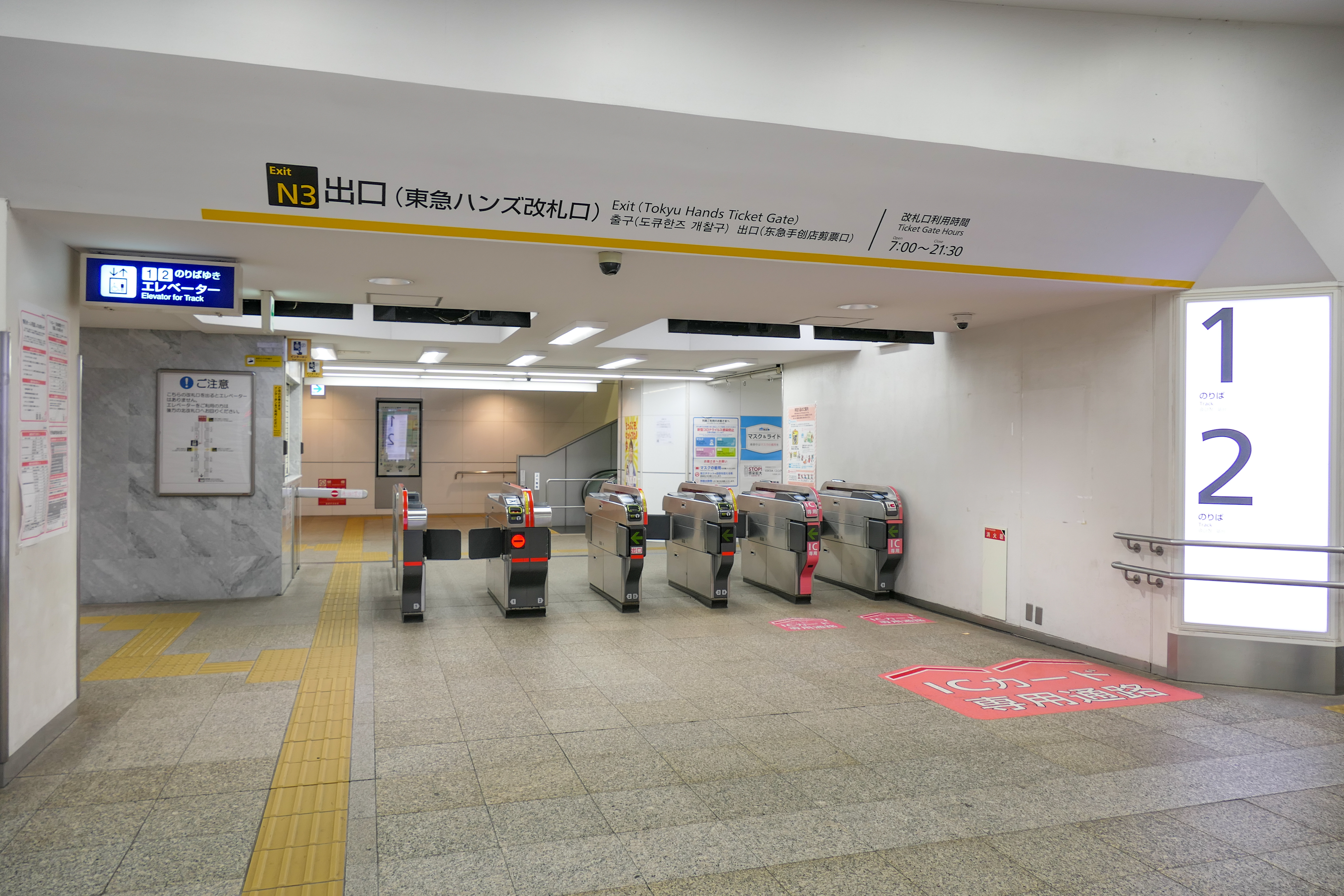
東急ハンズ改札口（2021年12月）
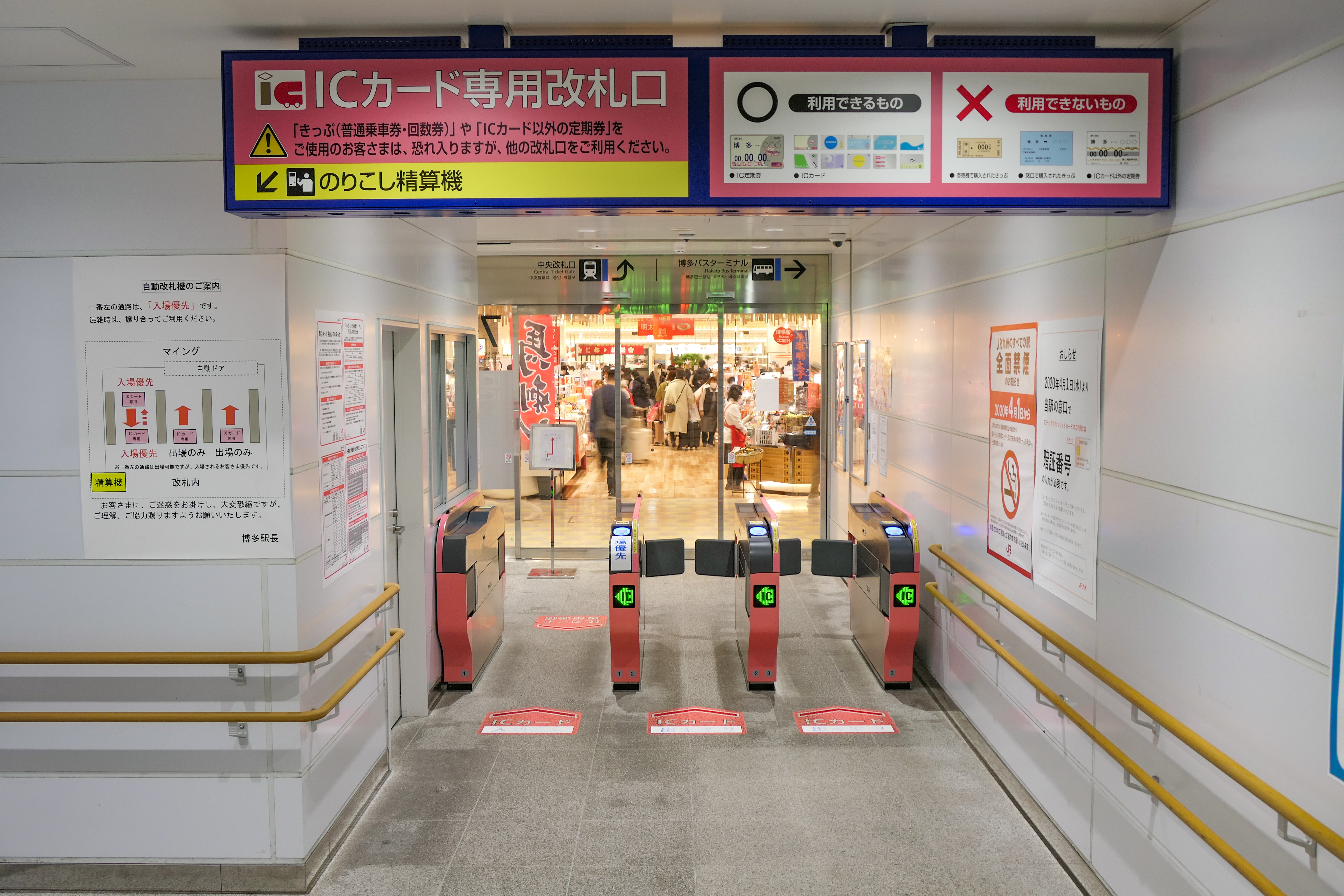
7・8番のりば直通ICカード専用改札口（2021年12月）
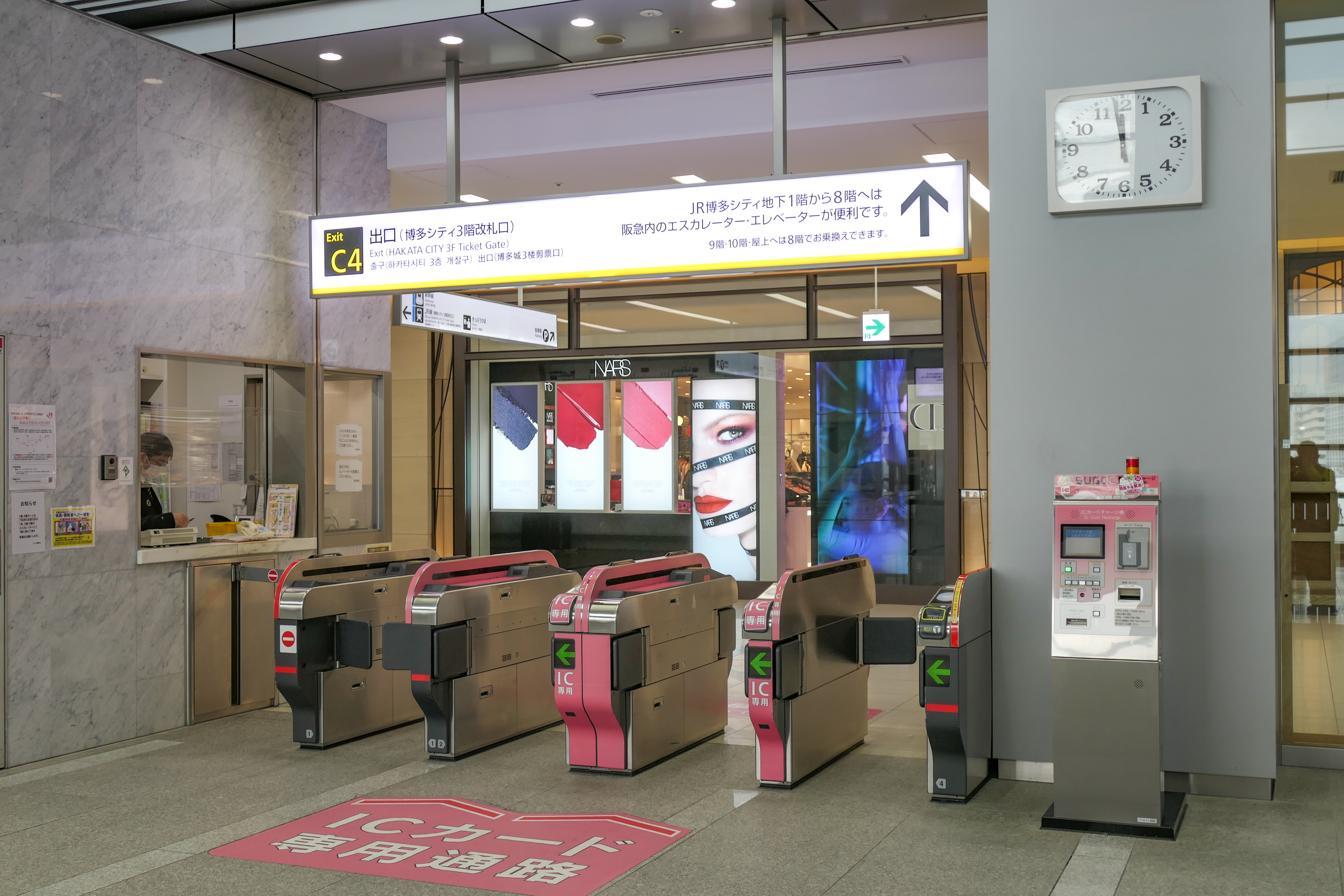
博多シティ3階改札口（2021年12月）
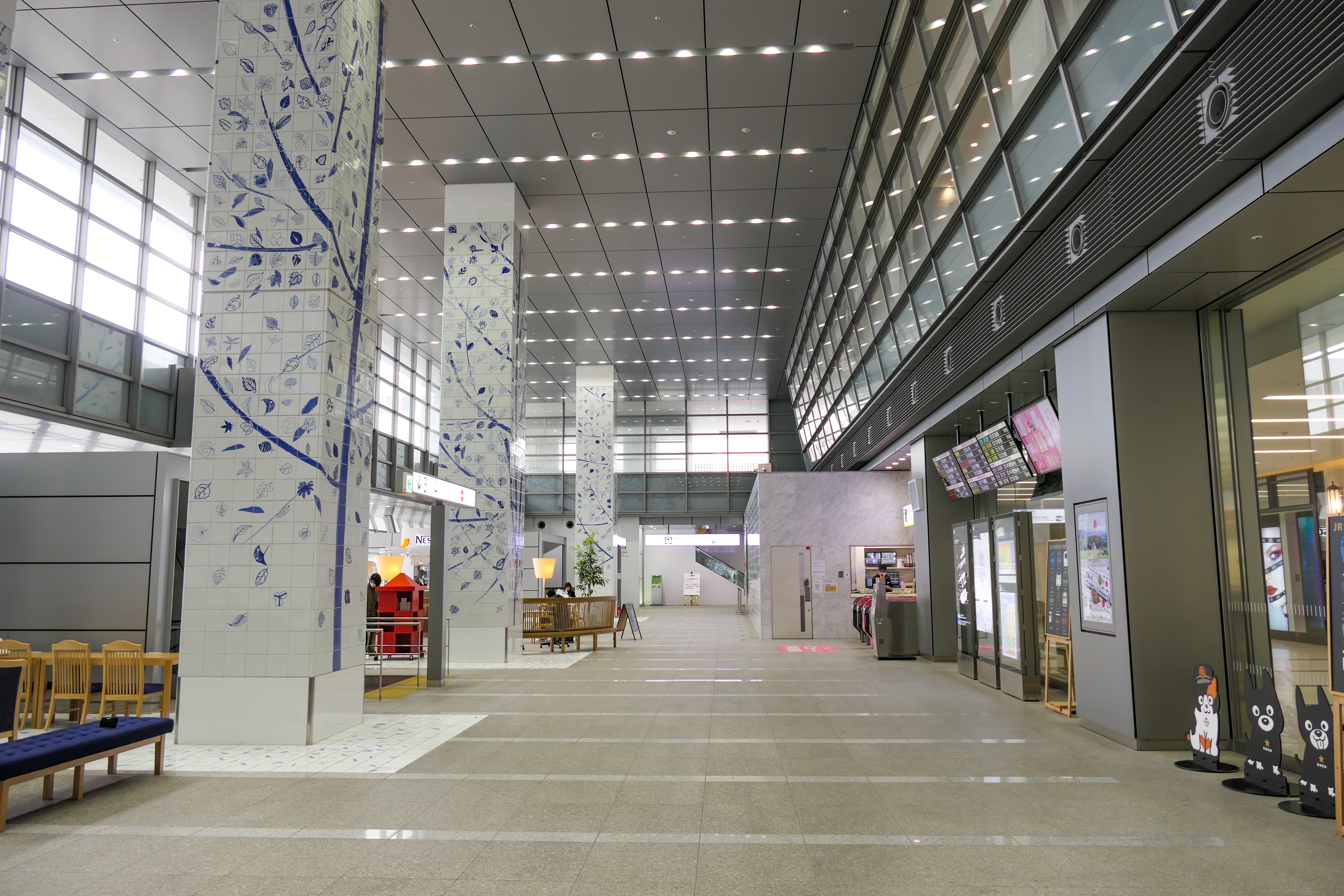
博多シティ3階改札口内（2021年12月）
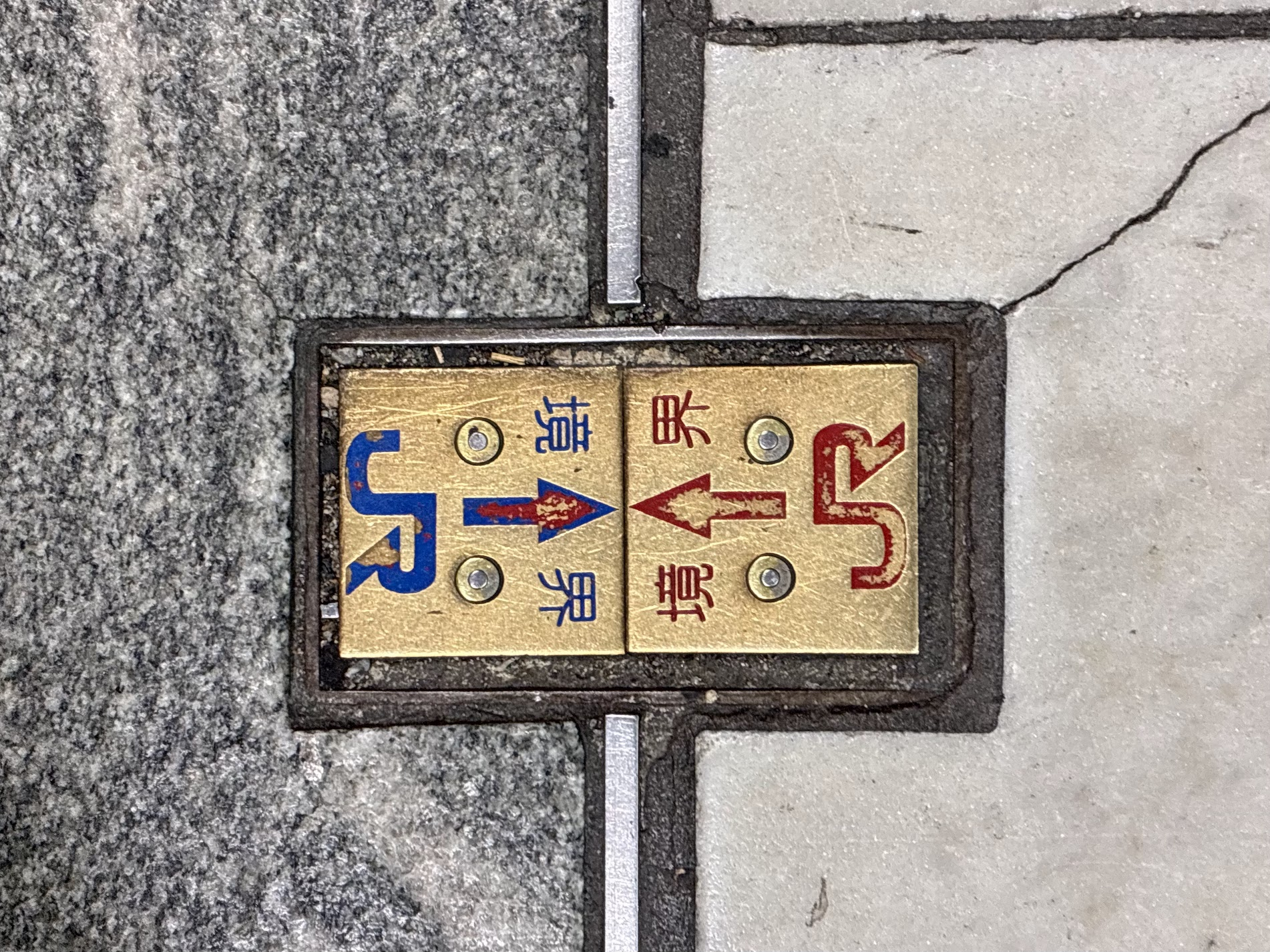
JR博多駅内会社境界線（2025年5月）

#### のりば (JR)
| のりば | 路線         | 方向 | 行先                                     | 備考                  |
| ------ | ------------ | ---- | ---------------------------------------- | --------------------- |
| 在来線 |              |      |                                          |                       |
| 1 - 4  | 鹿児島本線   | 上り | 福間・赤間・折尾・小倉・門司港・下関方面 | 特急は2・3・6番のりば |
| 5 - 7  | 鹿児島本線   | 下り | 二日市・鳥栖・久留米・大牟田方面         | 特急は3 - 6番のりば   |
| 8      | 福北ゆたか線 | -    | 長者原・桂川・新飯塚・直方方面           | 一部7番のりば         |

留置線は竹下寄りと吉塚寄りと4番のりばと5番のりばの間（5番線）にある。吉塚寄りの留置線には4番のりばと5番のりば到着列車のみ引き上げられる西側のものと、福北ゆたか線用の東側のものがある。また、別に有効長の長い留置線（吉塚電留線と呼ばれている）が吉塚駅北方、高架前の旧箱崎駅付近にある。一方、竹下寄りの留置線は、専用線である「竹下小運転線（単線並立）」を経由し、留置専用の車両基地である南福岡車両区竹下車両派出構内の留置線まで回送する（中には竹下小運転線を利用し、南福岡車両区本所まで回送することもある）ほか、行き止まり式の留置線もある。吉塚電留線や竹下車両派出には特急列車や長大編成の列車等が留置されることが多い。
鹿児島本線の上り本線は2番線(2番のりば)、下り本線は8番線(7番のりば)である。貨物列車や回送列車など当駅を通過する列車は両のりばを通過する。
2012年3月17日から、在来線ホームにおいて向谷実作曲による接近メロディーおよび発車メロディーの使用が開始された。ただし、回送列車や貨物列車などの非営業列車に対しては従来通りベルが流れる。

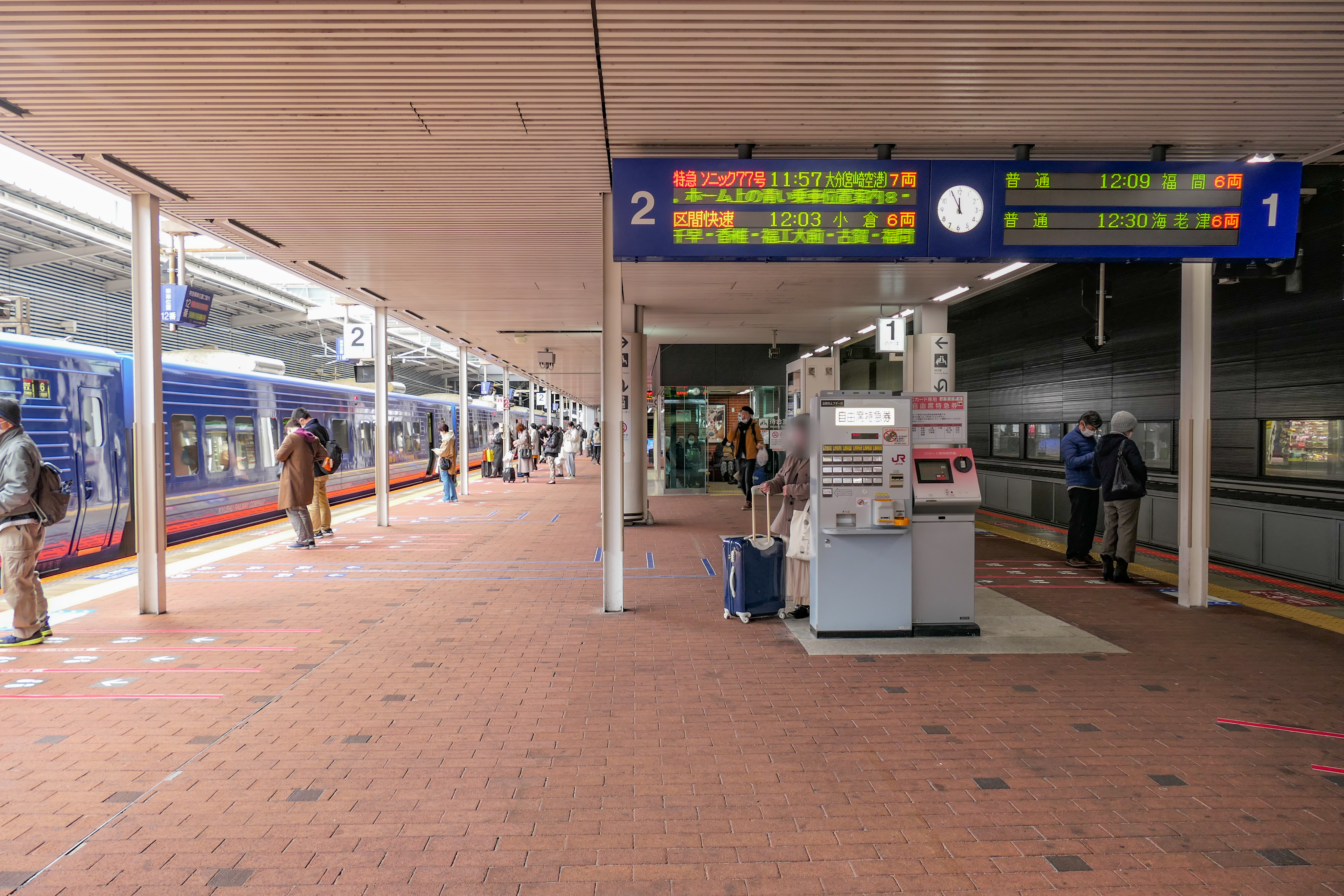
1・2番のりば（2021年12月）
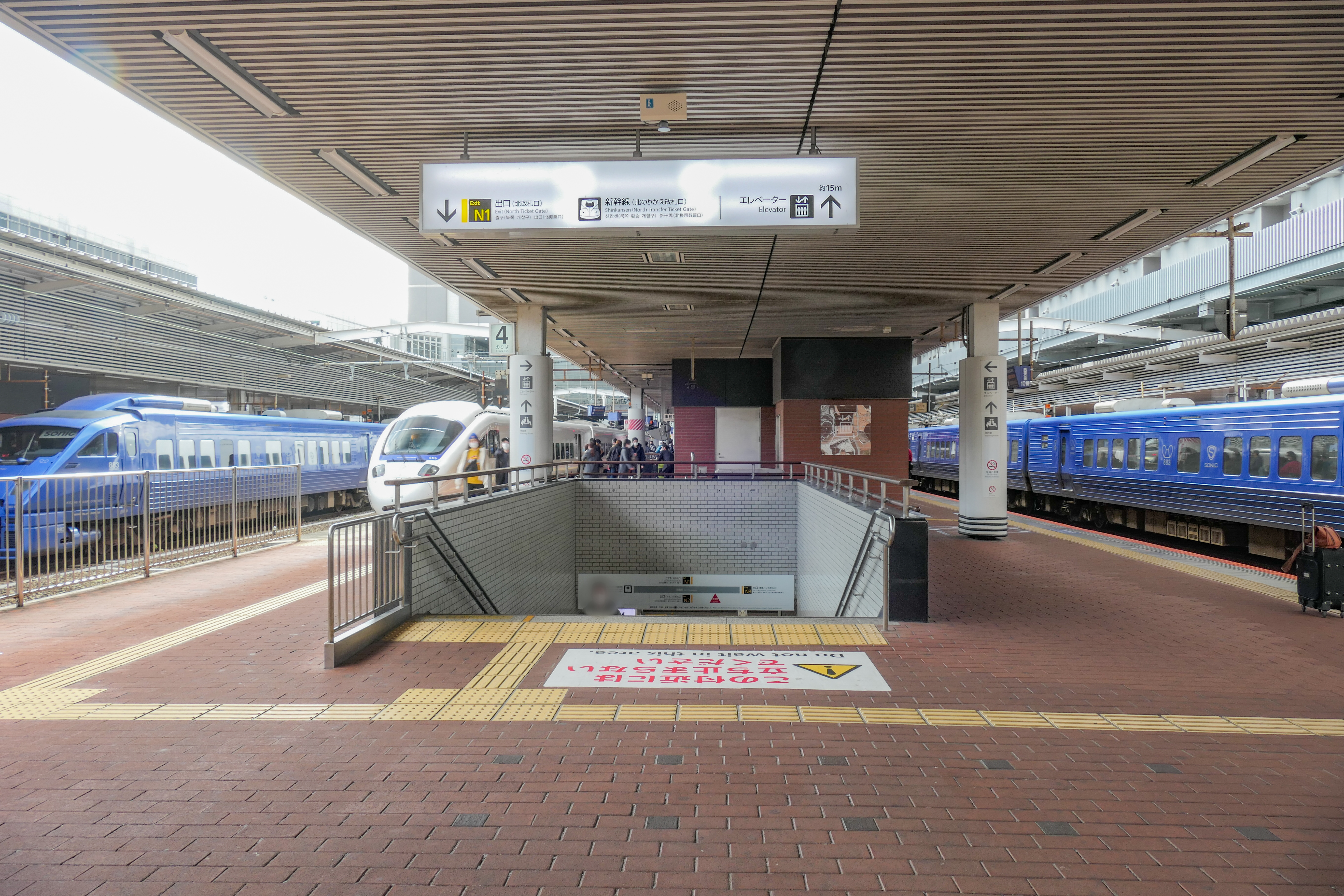
3・4番のりば（2021年12月）
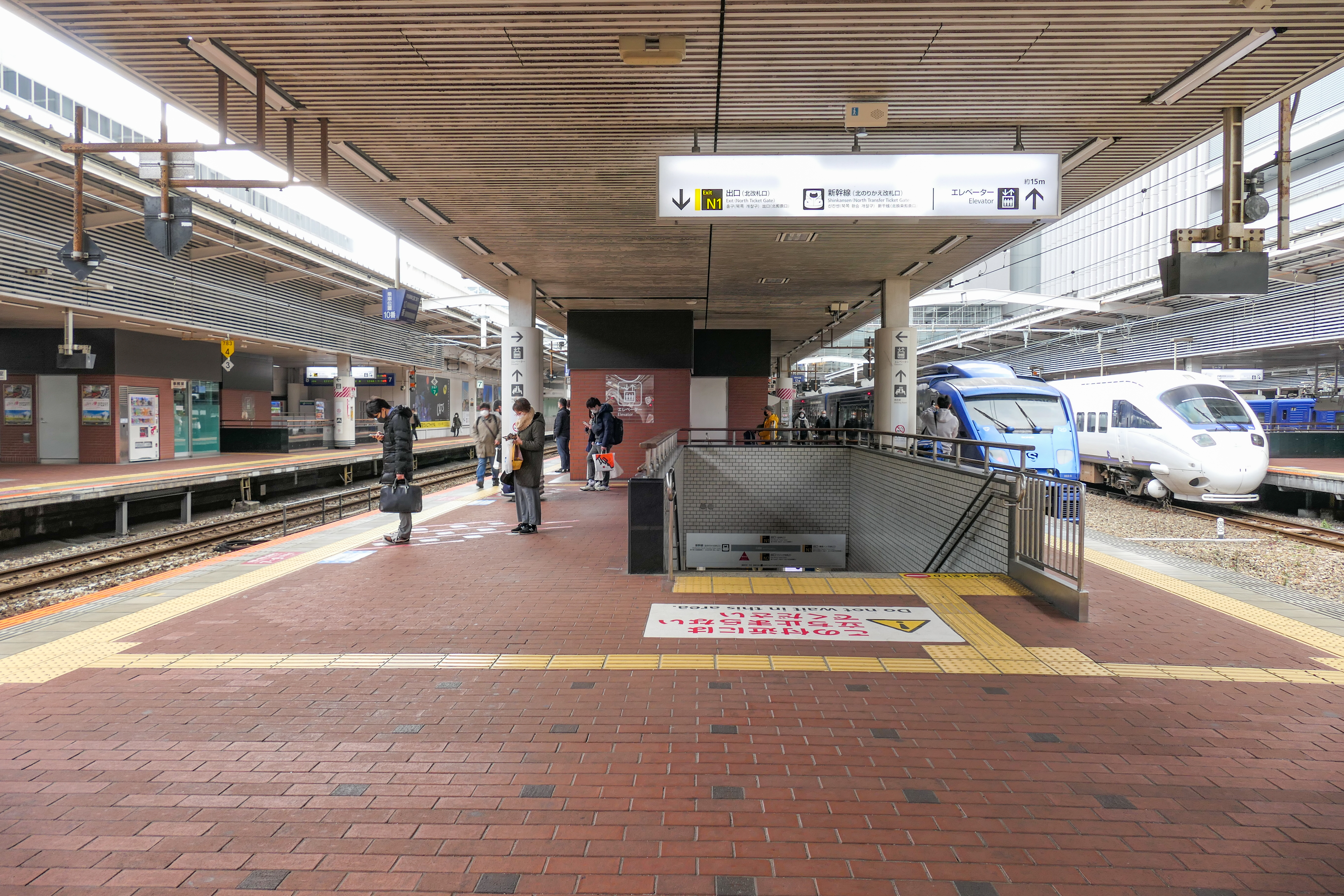
5・6番のりば（2021年12月）
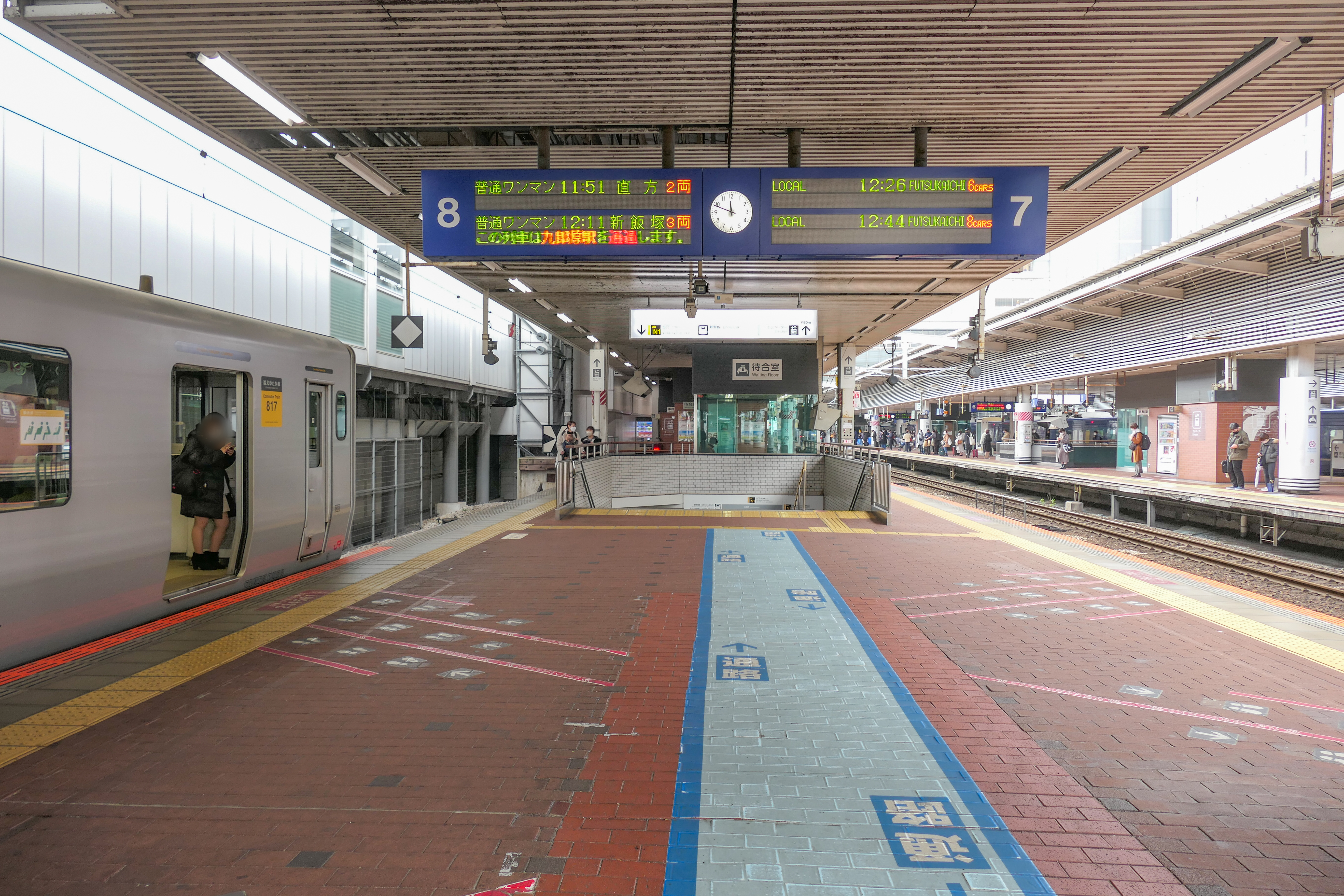
7・8番のりば（2021年12月）
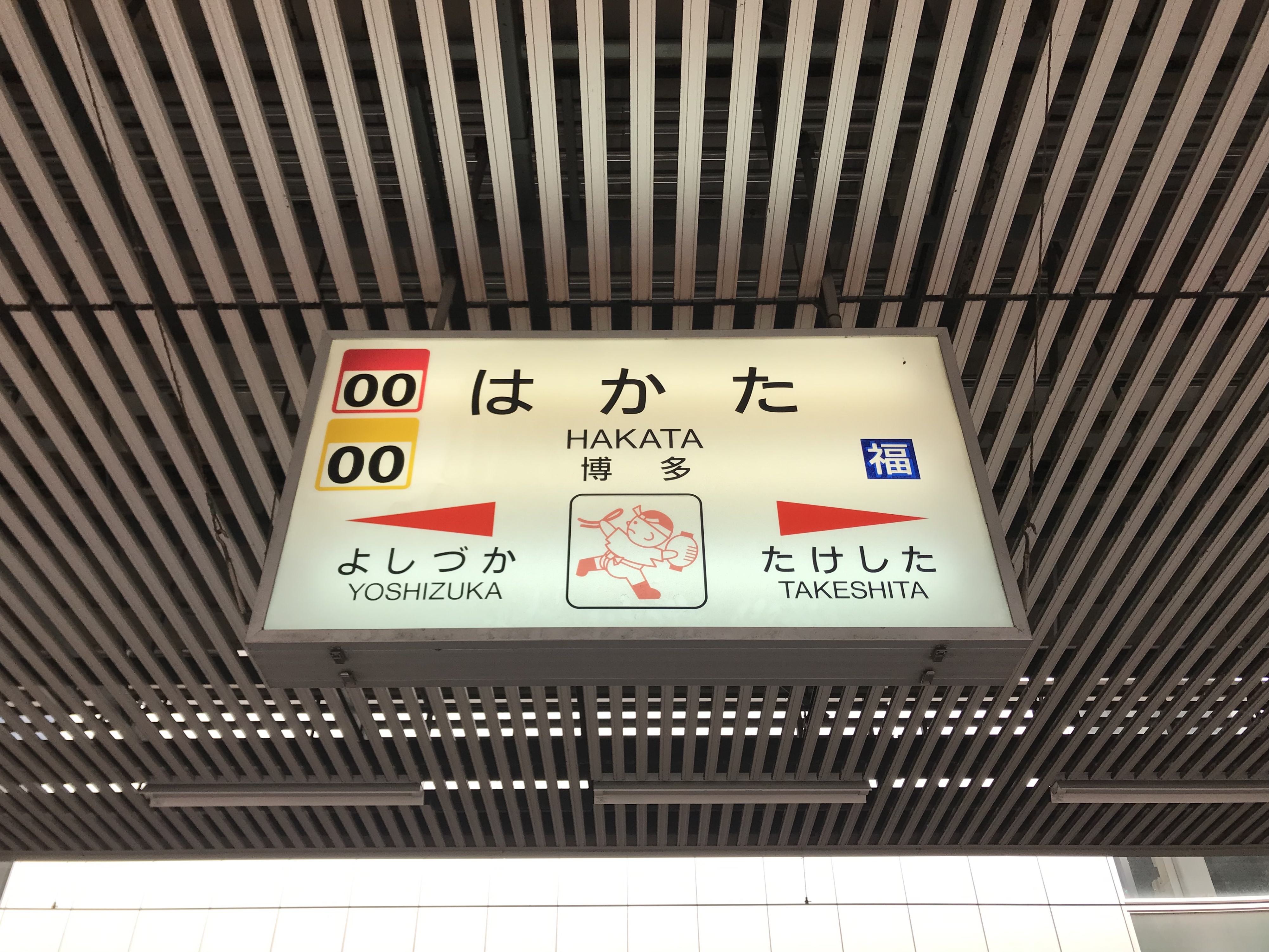
博多祇園山笠のイラストが書かれた駅名標（2018年12月）

| のりば  | 路線       | 方向 | 行先                                 | 備考     |
| ------- | ---------- | ---- | ------------------------------------ | -------- |
| 新幹線  |            |      |                                      |          |
| 11      | 九州新幹線 | 下り | 熊本・鹿児島中央方面                 | 当駅始発 |
| 11      | ■博多南線  | -    | 博多南行                             | 当駅始発 |
| 12 - 16 | 九州新幹線 | 下り | 熊本・鹿児島中央方面                 |          |
| 12 - 16 | ■博多南線  | -    | 博多南行                             |          |
| 12 - 16 | 山陽新幹線 | 上り | 小倉・広島・新大阪・名古屋・東京方面 |          |

前述のとおり、11番線は切り欠き式のホームとなっており、九州新幹線及び博多南線の当駅折り返し列車のみが発着する。博多駅始発の「のぞみ」は日中は12番線発着と13番線発着が交互に運行され、九州新幹線方面への乗り継ぎに配慮されている。

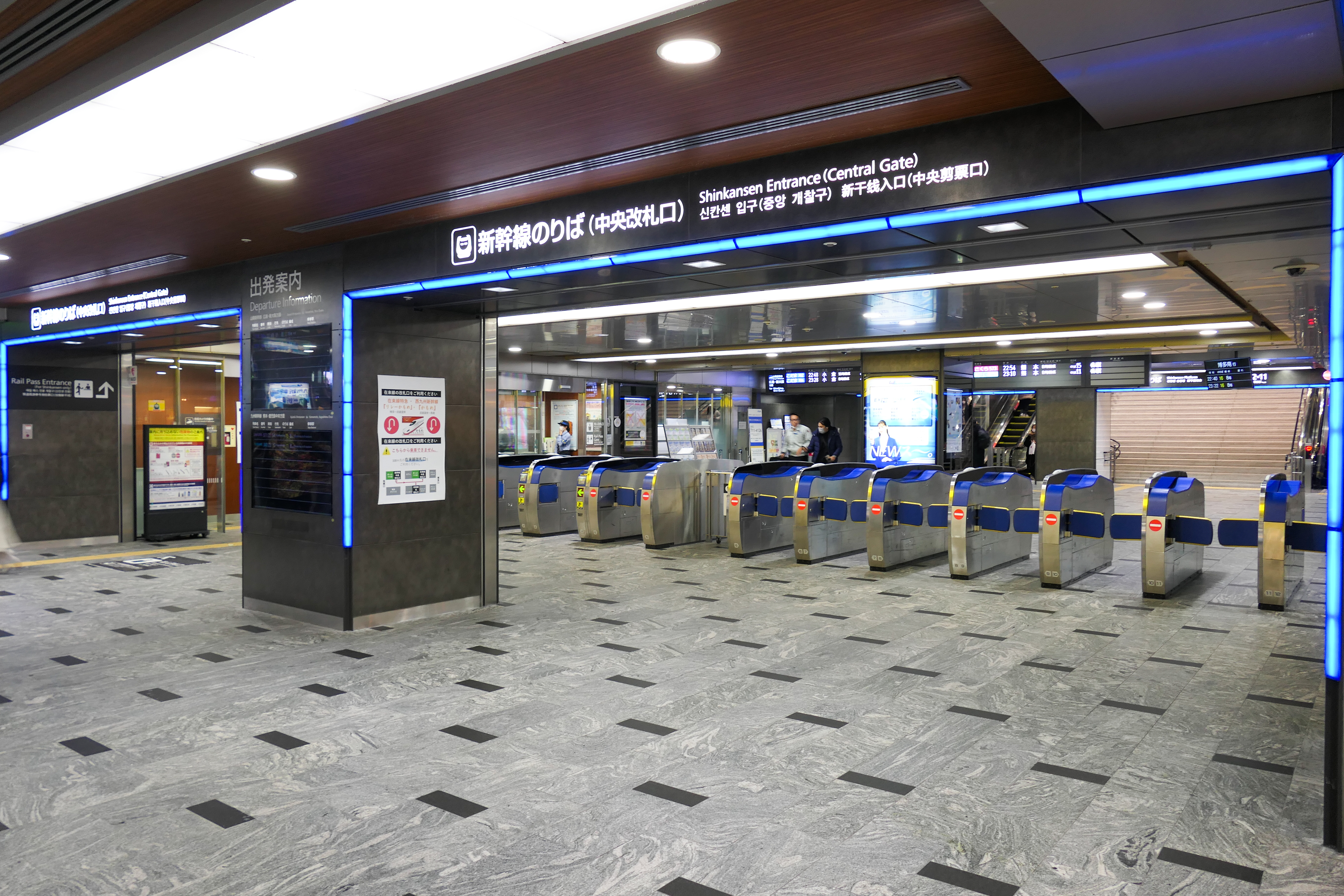
新幹線中央改札口（2023年1月）
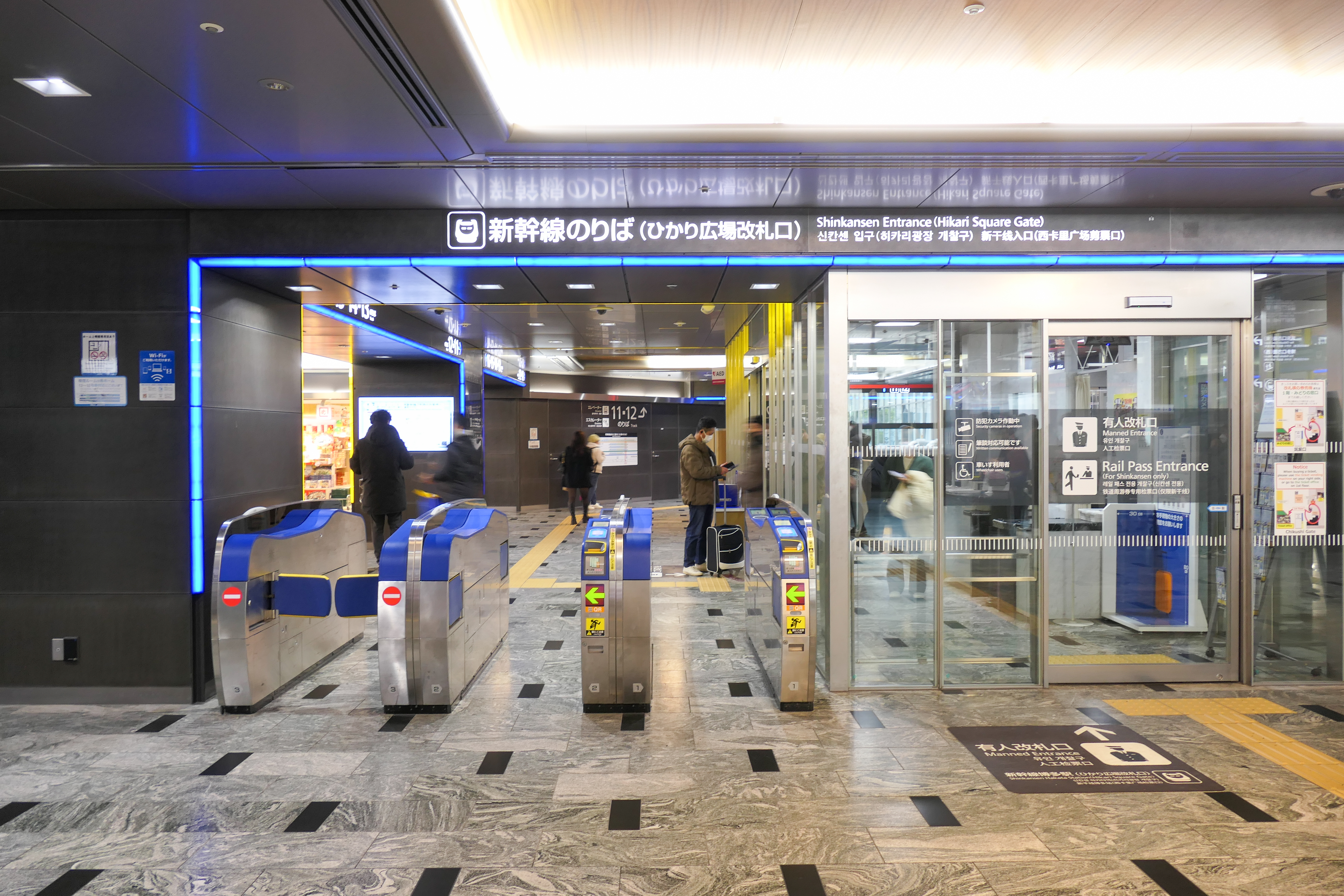
ひかり広場改札口（2023年1月）
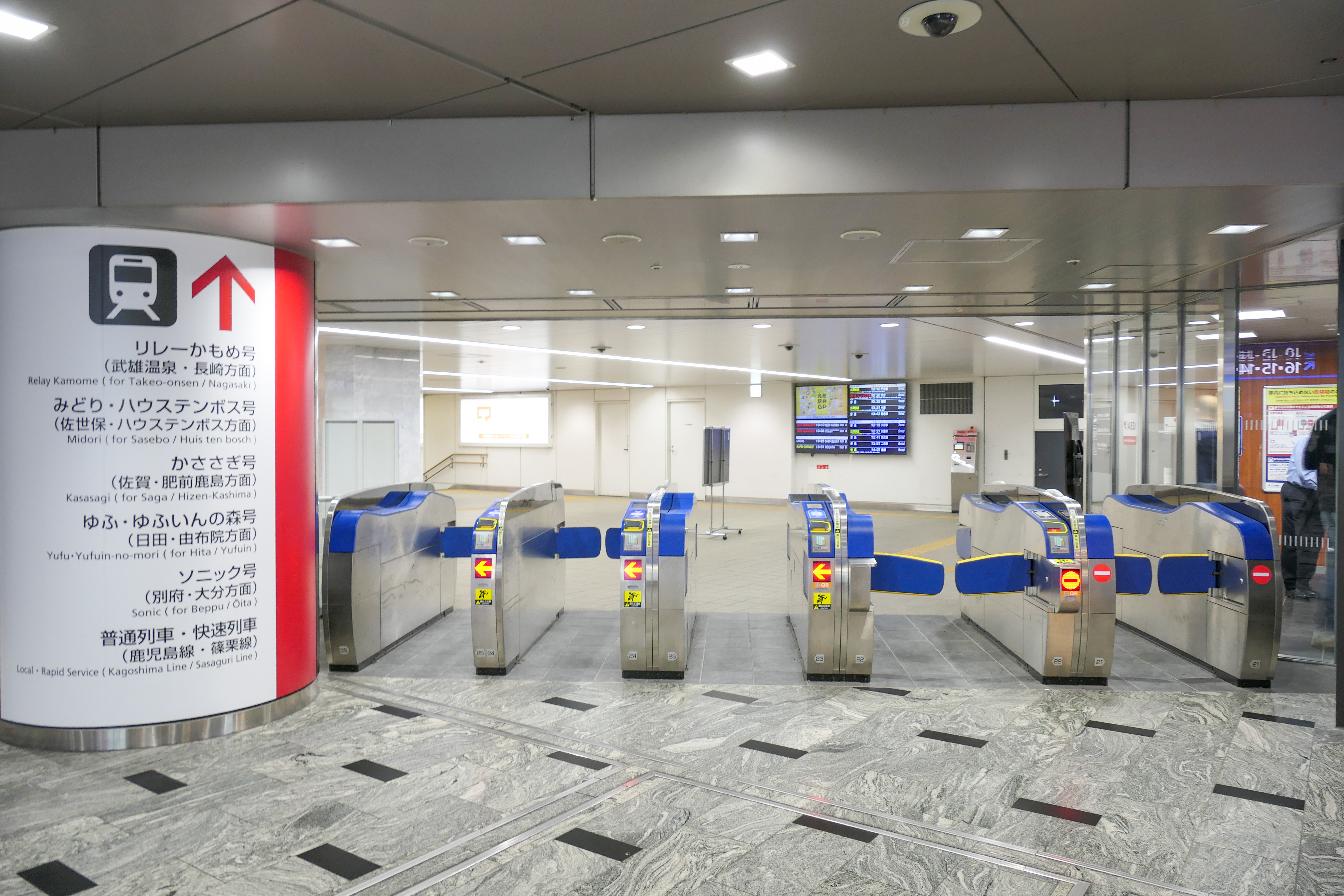
中央のりかえ改札口（2023年1月）
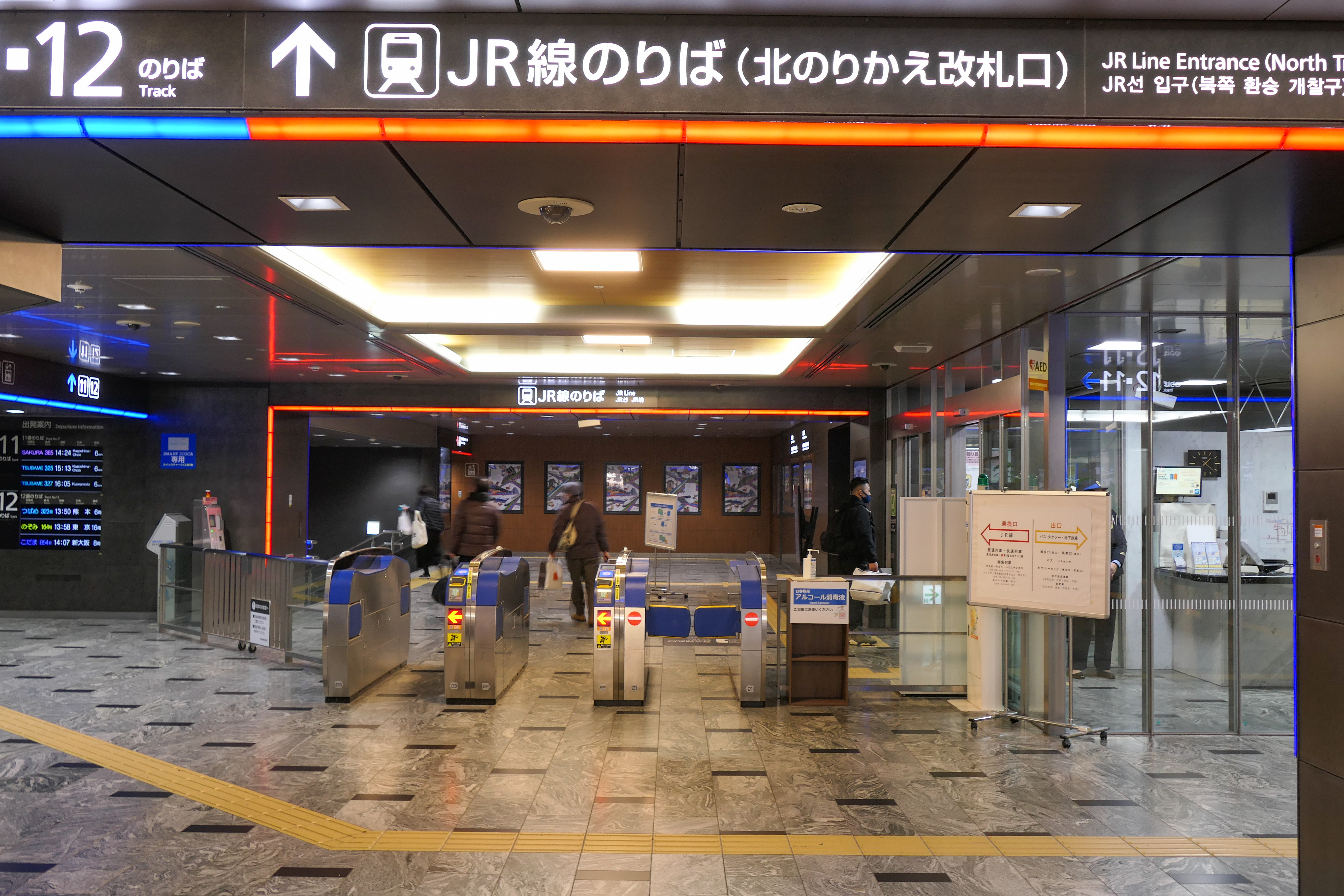
北のりかえ改札口（2022年12月）
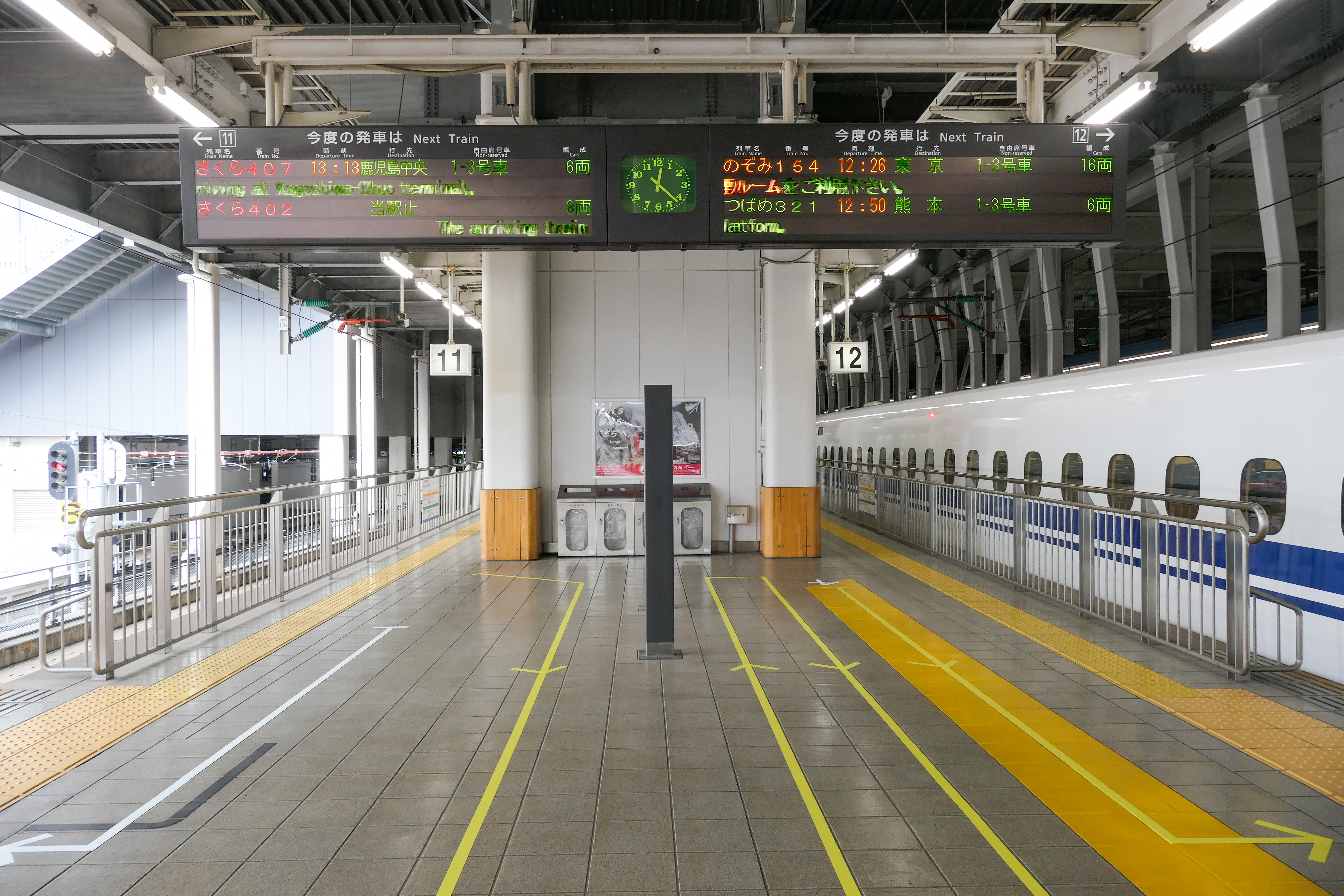
11・12番のりば（2022年12月）
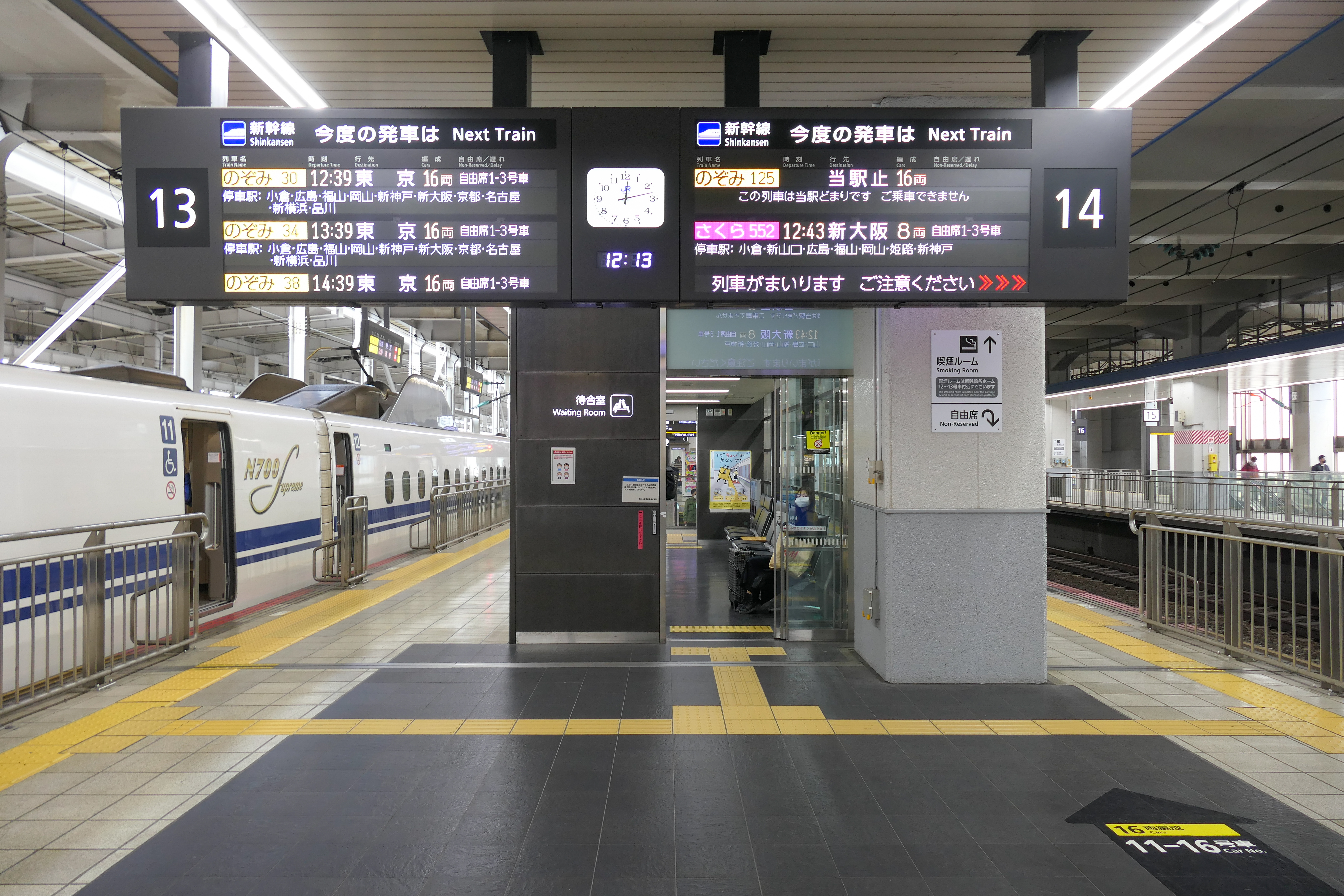
13・14番のりば（2022年12月）
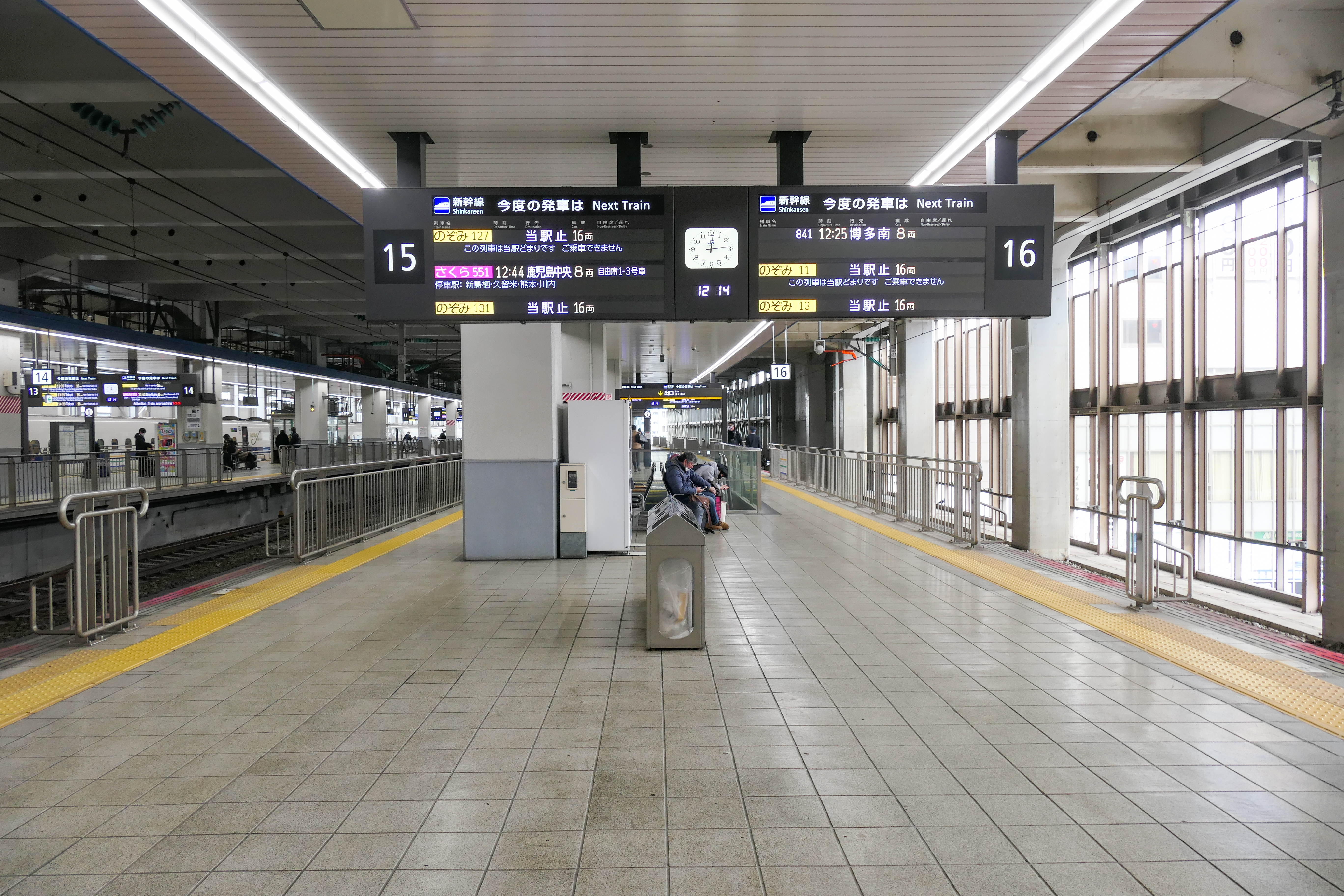
15・16番のりば（2022年12月）
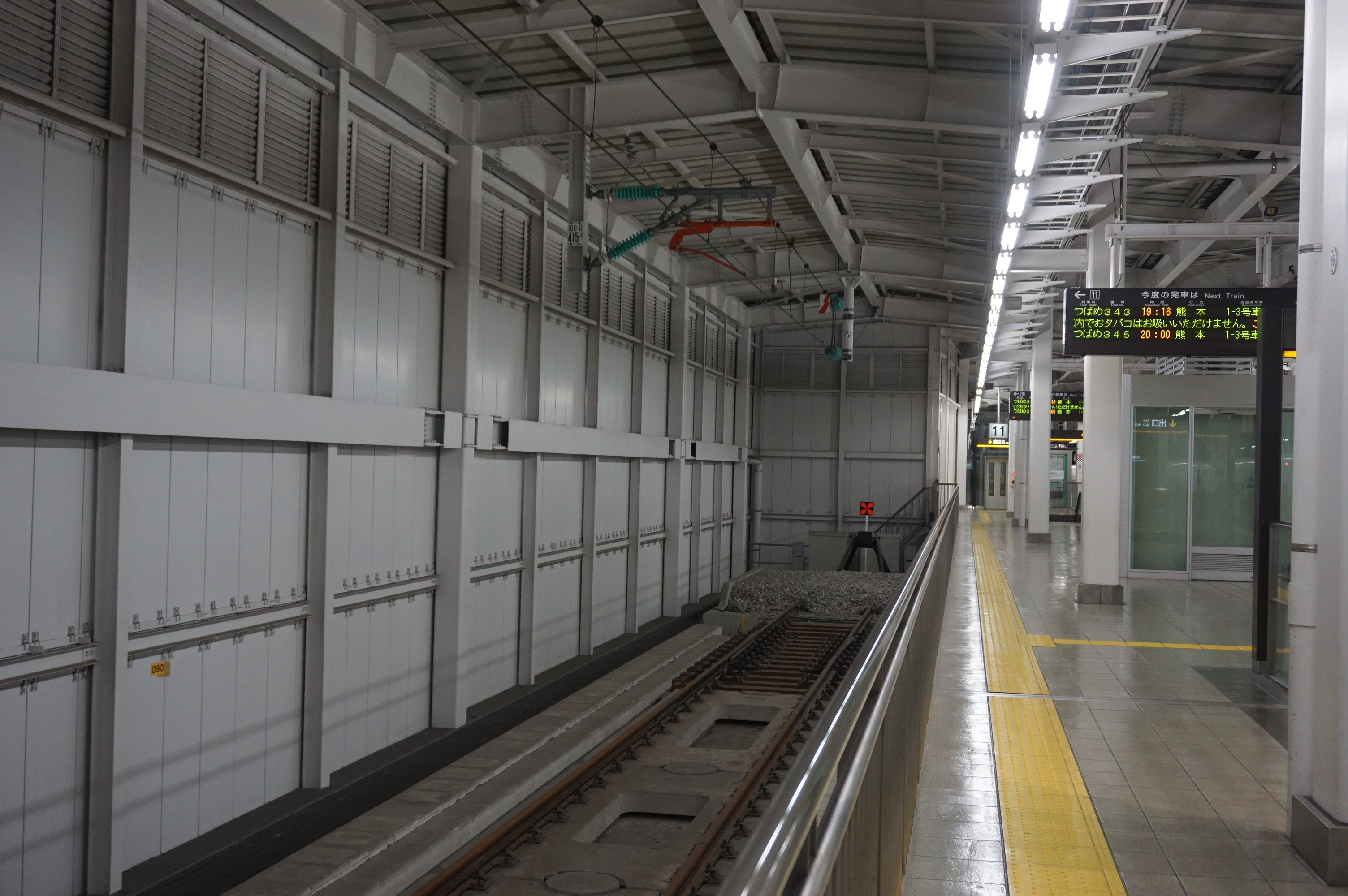
11番のりば車止め（2017年11月）

### 福岡市地下鉄
管区駅長所在駅で、博多管区駅として空港線祇園駅 - 福岡空港駅間を管理している直営駅である。また七隈線の終点駅でもある。
空港線・七隈線とも地下駅で、それぞれ島式ホーム1面2線を有する。空港線は東比恵方に引上線があり、定期列車では終電のみに使用する。空港線ホームは地下3階相当、七隈線ホームは地下5階相当である。
空港線コンコースは地下1階に博多口側の「博多口」と筑紫口側の「筑紫口」が、駅中央コンコース直下の地下2階に「中央口」があり3箇所に分かれている。博多口コンコースと中央口コンコースは地下で直結している（改札内・改札外とも）が、筑紫口コンコースから改札外に出た場合は一旦地上に出る必要がある。出入口の番号は博多口が西1番 - 15番、筑紫口が東1番 - 6番、中央口が中1番 - 3番である。駅長事務室は西1番出口の下に設けられている。
1983年3月22日の空港線（当時は1号線）開業当時は仮駅として現在の祇園駅方面連絡通路に設けた駅で営業していた。1985年3月3日に現在の駅が開業した。なお、祇園駅とは博多駅地下街経由で大博通り地下のコンコースにより直結しており、コンコースに地上出口 (P1 - P9) が設けられている。
七隈線ホームは、はかた駅前通りと住吉通りの交差点付近の直下、地下26メートル付近にある（福岡市地下鉄では最も深い駅となった）。地下4階にコンコース、地下5階にホームが設けられ、各地下街やJR駅コンコースと接続されている。空港線ホームとの連絡は地下レベルで直接連絡し、一旦地上間と昇り降りする必要はない。相互の乗り換え距離は水平方向に約150メートルである。博多地区と天神地区を行き来する場合、空港線経由では天神駅、七隈線経由では天神南駅で連絡する。
駅のシンボルマークは福岡市出身のグラフィックデザイナー、西島伊三雄がデザインしたもので、博多献上模様の生地である。駅識別カラーは   DIC-2486（系統色名：こい黄みの赤）で、渡辺通駅・野芥駅と共通。
| 地階    | 出入口                           | 出入口                                       |
| 地下1階 | コンコース階                     | コンコース、案内所、自動券売機、自動改札口   |
| 地下1階 | コンコース階                     | トイレ（改札内）                             |
| 地下2階 | コンコース階                     | コンコース、案内所、自動券売機、自動改札口   |
| 地下2階 | コンコース階                     | トイレ（改札内）                             |
| 地下3階 | 1番ホーム                        | ■空港線 福岡空港方面（東比恵駅）→            |
| 地下3階 | 島式ホーム，右側のドアが開く     |                                              |
| 地下3階 | 2番ホーム                        | ←■空港線 姪浜・唐津方面（祇園駅）            |
| 地下4階 | コンコース階                     | コンコース、案内所、自動券売機、自動改札口   |
| 地下4階 | コンコース階                     | トイレ（改札内）、空港線、七隈線のりかえ通路 |
| 地下5階 | 3番ホーム                        | ←■七隈線 橋本方面（櫛田神社前駅）            |
| 地下5階 | 島式ホーム，ホーム側のドアが開く |                                              |
| 地下5階 | 4番ホーム                        | ←■七隈線 橋本方面（櫛田神社前駅）            |

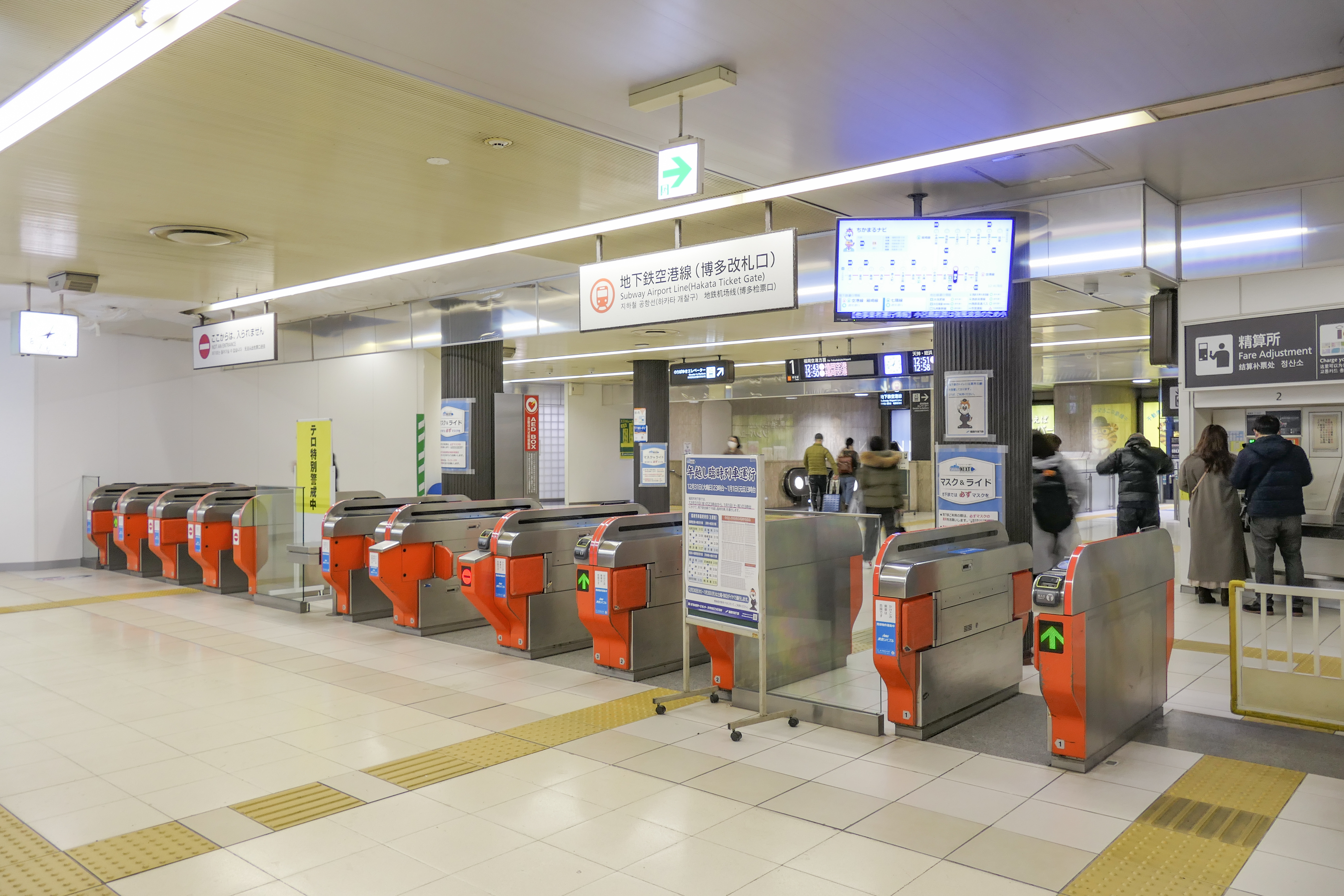
博多改札口（2021年12月）
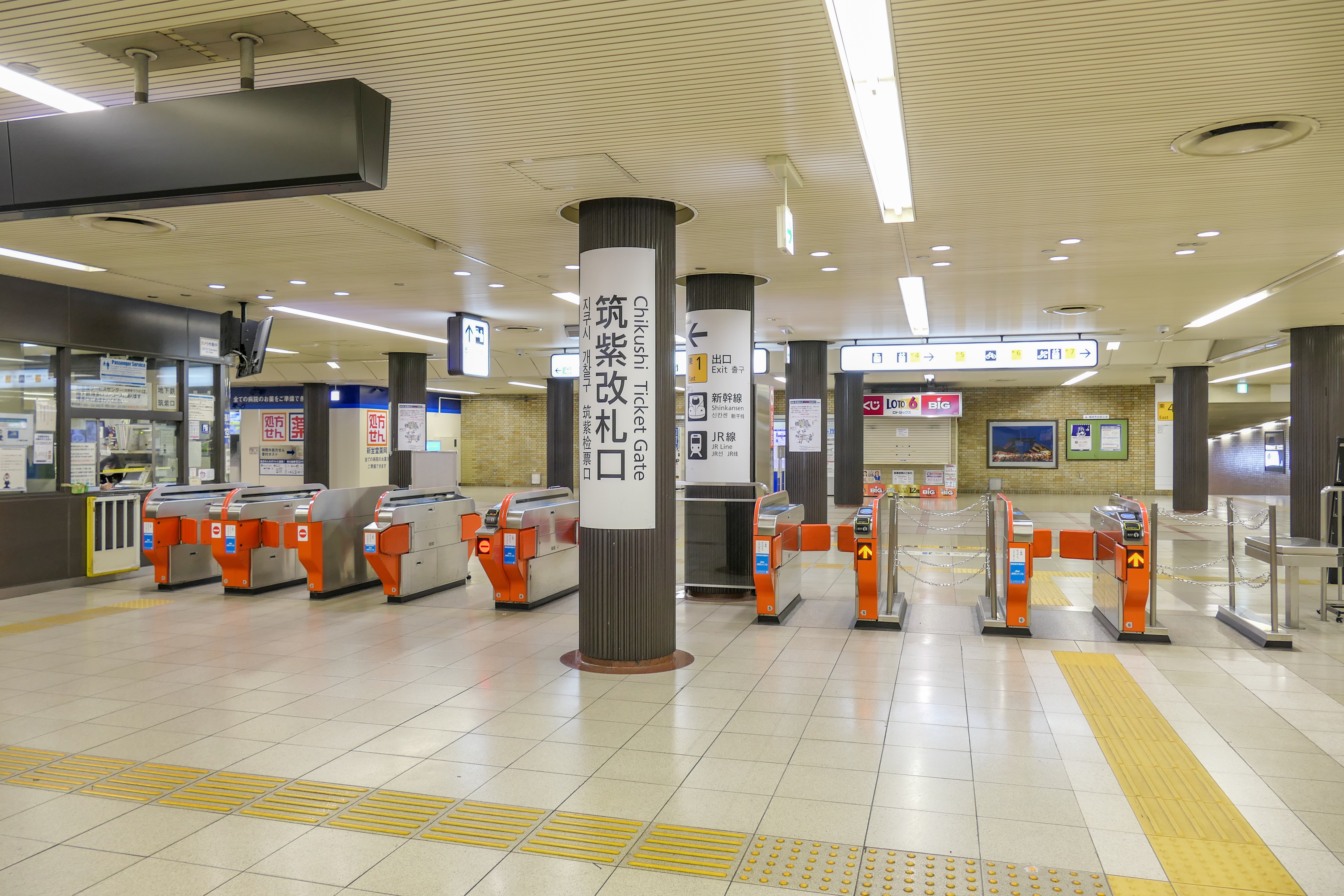
筑紫改札口（2021年12月）
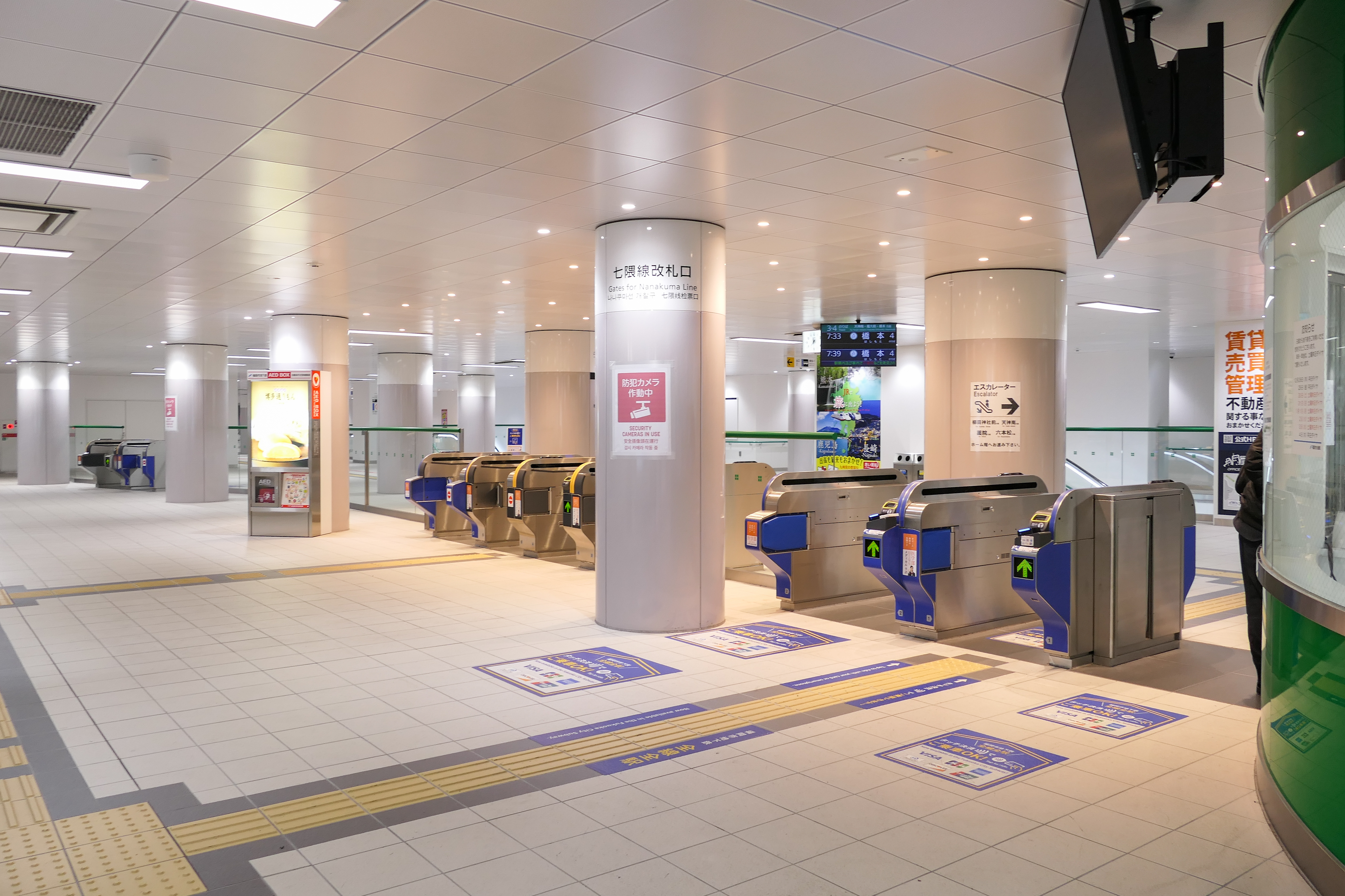
七隈線改札口（2024年1月）
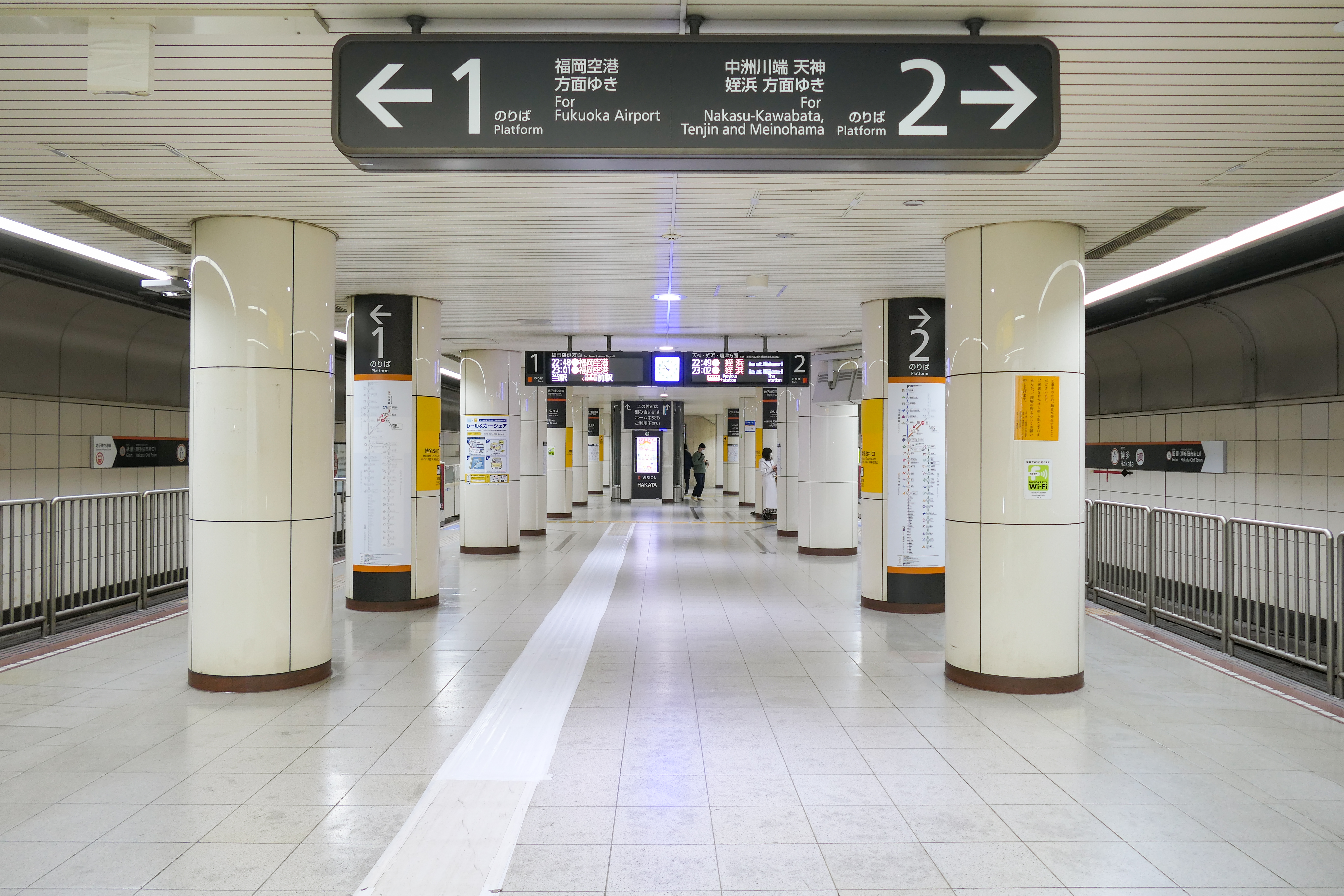
1・2番のりば（2023年1月）
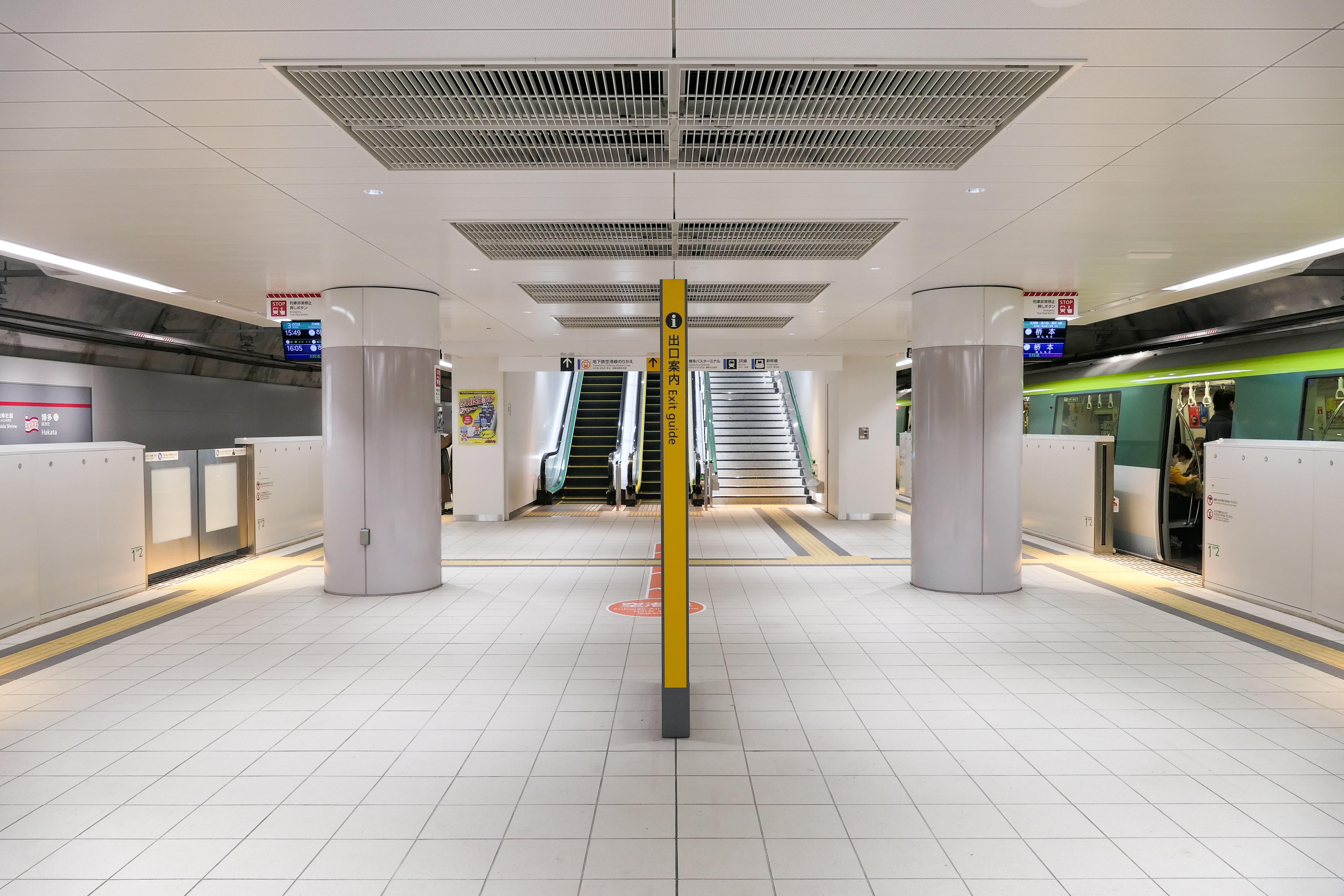
3・4番のりば（2024年1月）
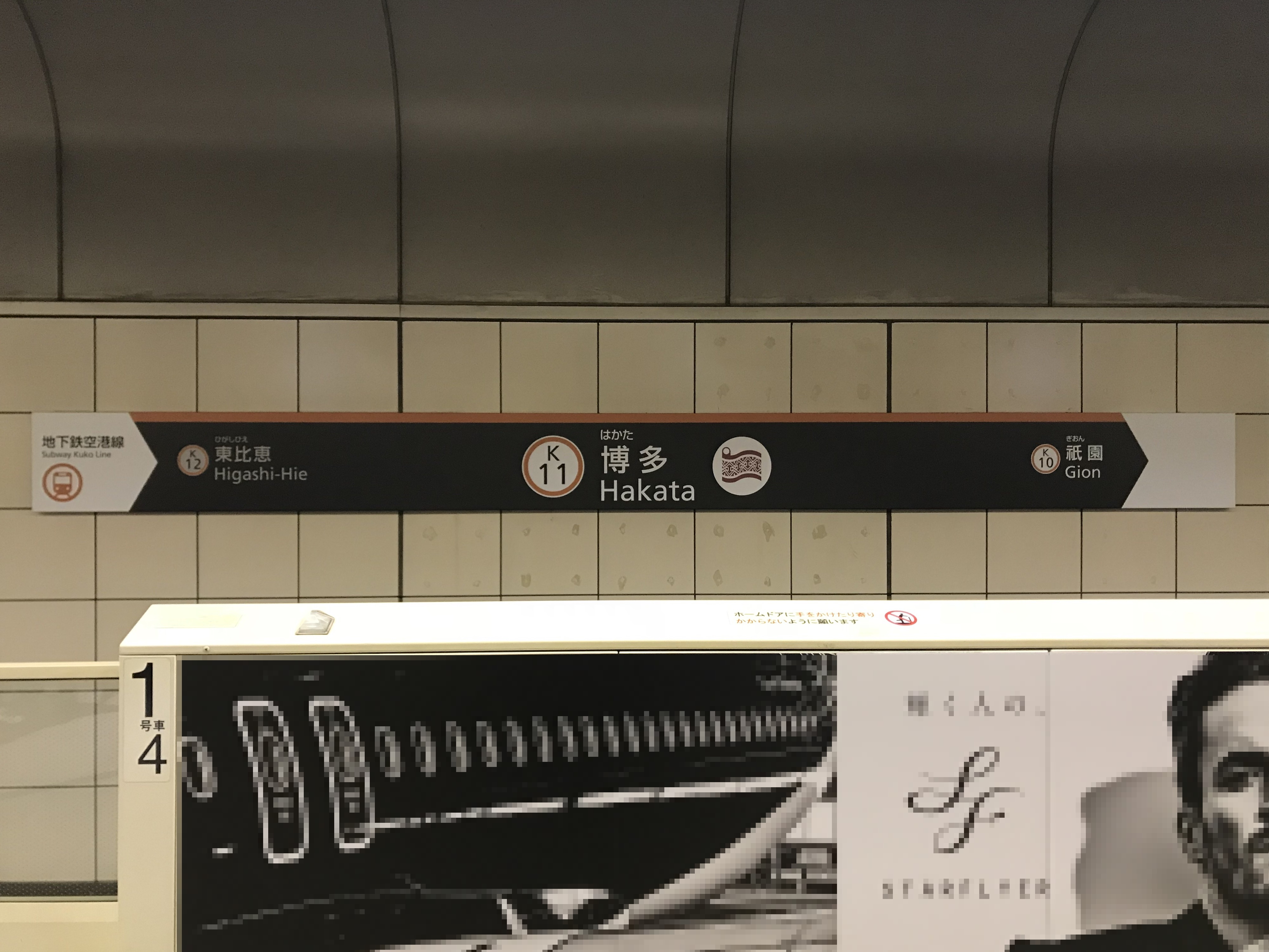
駅名標（2018年2月）

#### 途切れたエスカレーター

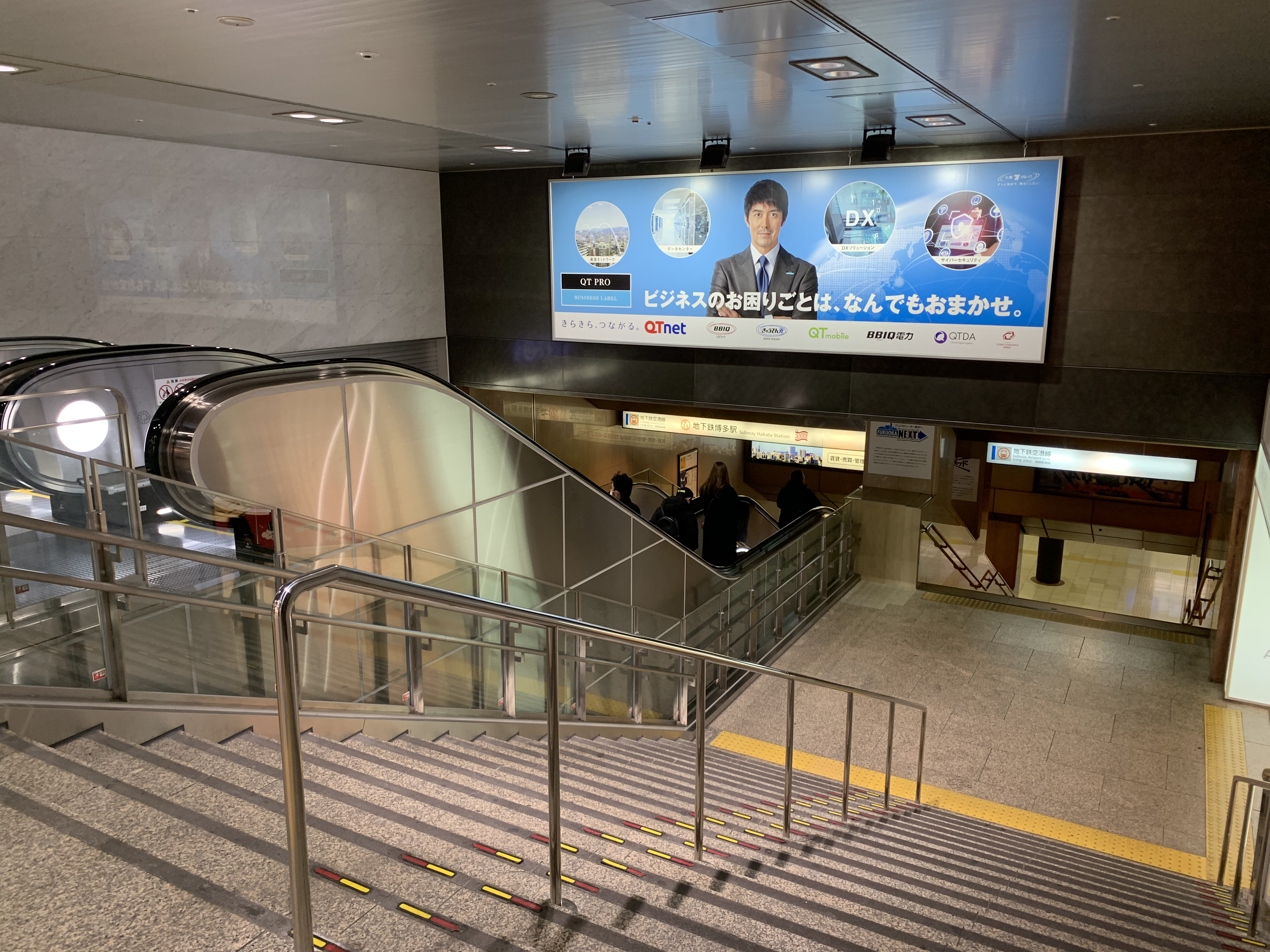
エスカレーターの開通後。踊り場（水平部）から上が延伸された部分。

筑紫口側出口（東1出口）からJR博多駅筑紫口への階段に敷設された上りエスカレーターは、長らく中間の踊り場から下の部分だけしかなく、利用者は途中から階段の利用を余儀なくされていた。これは、通路の管理者が踊り場から上がJR西日本・下が福岡市交通局に分かれ、福岡市の管理部分だけにエスカレーターを設置したことによるもの。
福岡市交通局は2012年以降JR西日本にエスカレーターの設置を要請したが、JR西日本は「既存の階段へ新たにエスカレーターを設置するのは難しい」との理由で応じず、2018年になってようやく残余部分へのエスカレーター整備（正確には既存部を含めた改修・延伸）が決定。設置費用（約3億3000万円）は福岡市が約85%・JR西日本が約15%の比率で負担し、新設の下りエスカレーターとともに2021年9月28日に供用を開始したことにより、積年の課題が解決した。

## 駅弁
主な駅弁は下記の通り。
- 佐賀牛極味弁当
- 博多彩時記
- 博多食弁当
- やまやの駅弁当
- 九州TRIP弁当
- 黒豚めんたい弁当
- 香草物語
- 長崎街道焼麦弁当
- 博多わっぱ弁当
- 栗めし

## 利用状況
博多駅は九州で最大の乗降客数であり、首都圏・中京圏・近畿圏の三大都市圏以外の駅では最多である。JR博多シティや九州新幹線鹿児島ルートの全線開業の影響で近年は大幅な増加傾向にある。
- JR九州 - 1日平均乗車人員は119,562人（2023年度） - JR九州では最多。2011年度にJR九州の駅として初めて乗車人員が10万人を突破した。
- JR西日本 - 1日平均乗車人員は22,522人（2023年度）- JR西日本の駅では、森ノ宮駅に次いで第39位。
- 福岡市交通局 - 1日平均乗車人員は93,330人。そのうち空港線が70,011人、七隈線が23,319人（2023年度） - 福岡市交通局で第1位。2013年度には西鉄福岡（天神）駅の乗車人員を上回った[100]。また、2022年度には長年1位だった天神駅を抜き福岡市交通局ではトップとなった。

| 年度   | 1日平均 乗車人員 | 1日平均 乗車人員 | 1日平均 乗車人員 | 1日平均 乗車人員 | 1日平均 乗車人員 | 1日平均 乗車人員 | 1日平均 乗車人員 |
| 年度   | JR九州           | JR九州           | JR西日本         | JR西日本         | 地下鉄           | 地下鉄           | 地下鉄           |
| 年度   | JR九州           | JR九州           | JR西日本         | JR西日本         | 空港線           | 七隈線           | 合計             |
| ------ | ---------------- | ---------------- | ---------------- | ---------------- | ---------------- | ---------------- | ---------------- |
| 1987年 | 56,608           | [ 101 ]          |                  |                  |                  | 未開業           |                  |
| 1988年 | 62,047           | [ 101 ]          |                  |                  |                  | 未開業           |                  |
| 1989年 | 68,318           | [ 101 ]          |                  |                  |                  | 未開業           |                  |
| 1990年 | 73,295           | [ 102 ]          |                  |                  |                  | 未開業           |                  |
| 1991年 | 79,682           | [ 102 ]          |                  |                  |                  | 未開業           |                  |
| 1992年 | 85,889           | [ 102 ]          |                  |                  |                  | 未開業           |                  |
| 1993年 | 88,997           | [ 102 ]          |                  |                  |                  | 未開業           |                  |
| 1994年 | 91,099           | [ 102 ]          |                  |                  |                  | 未開業           |                  |
| 1995年 | 94,034           | [ 103 ]          |                  |                  |                  | 未開業           |                  |
| 1996年 | 97,844           | [ 103 ]          |                  |                  |                  | 未開業           |                  |
| 1997年 | 96,762           | [ 103 ]          |                  |                  |                  | 未開業           |                  |
| 1998年 | 97,795           | [ 103 ]          |                  |                  |                  | 未開業           |                  |
| 1999年 | 97,595           | [ 103 ]          |                  |                  |                  | 未開業           |                  |
| 2000年 | 96,123           | [ 104 ]          |                  |                  |                  | 未開業           |                  |
| 2001年 | 97,794           | [ 104 ]          |                  |                  | 52,915           | 未開業           | 52,915           |
| 2002年 | 98,199           | [ 104 ]          |                  |                  | 53,138           | 未開業           | 53,138           |
| 2003年 | 97,945           | [ 104 ]          |                  |                  | 52,364           | 未開業           | 52,364           |
| 2004年 | 97,530           | [ 104 ]          |                  |                  | 52,045           | 未開業           | 52,045           |
| 2005年 | 97,988           | [ 106 ]          | 16,606           |                  | 52,222           | 未開業           | 52,222           |
| 2006年 | 99,019           | [ 106 ]          | 16,776           |                  | 54,582           | 未開業           | 54,582           |
| 2007年 | 98,653           | [ 106 ]          |                  |                  | 54,957           | 未開業           | 54,957           |
| 2008年 | 98,353           | [ 106 ]          | 17,123           |                  | 54,942           | 未開業           | 54,942           |
| 2009年 | 96,518           | [ 108 ]          | 15,853           |                  | 52,731           | 未開業           | 52,731           |
| 2010年 | 99,006           | [ 109 ]          | 16,617           |                  | 55,301           | 未開業           | 55,301           |
| 2011年 | 107,112          | [ 111 ]          | 17,793           | [ 112 ]          | 61,496           | 未開業           | 61,496           |
| 2012年 | 108,867          | [ 114 ]          | 18,075           |                  | 63,357           | 未開業           | 63,357           |
| 2013年 | 112,288          | [ 116 ]          | 19,018           | [ 117 ]          | 66,514           | 未開業           | 66,514           |
| 2014年 | 113,566          | [ 119 ]          | 19,315           |                  | 69,711           | 未開業           | 69,711           |
| 2015年 | 118,082          | [ 121 ]          | 20,406           | [ 122 ]          | 73,938           | 未開業           | 73,938           |
| 2016年 | 121,370          | [ 124 ]          | 20,700           | [ 125 ]          | 76,366           | 未開業           | 76,366           |
| 2017年 | 124,436          | [ 126 ]          | 21,902           | [ 127 ]          | 79,046           | 未開業           | 79,046           |
| 2018年 | 126,213          | [ 129 ]          | 22,956           | [ 130 ]          | 82,154           | 未開業           | 82,154           |
| 2019年 | 126,627          | [ 132 ]          | 22,741           | [ 133 ]          | 82,086           | 未開業           | 82,086           |
| 2020年 | 87,674           | [ 135 ]          | 10,777           |                  | 46,101           | 未開業           | 46,101           |
| 2021年 | 93,823           | [ 137 ]          | 13,016           | [ 138 ]          | 53,021           | 未開業           | 53,021           |
| 2022年 | 108,383          | [ 140 ]          | 19,320           |                  | 68,449           | 317              | 68,766           |
| 2023年 | 119,562          | [ 142 ]          | 22,522           |                  | 70,011           | 23,319           | 93,330           |

## 駅周辺
駅周辺は中央区の天神地区と並ぶ福岡市の都心部、並びにビジネス街・商業地となっている。山陽・九州新幹線の主要駅と言う立地もあり、各企業などの支社・支店が多数存在している。博多口・筑紫口を問わず、オフィスビル・商業施設・ビジネスホテルが混在する。また、駅ビルのJR博多シティ（博多阪急・アミュプラザ博多など）やKITTE博多（博多マルイ）などの大型商業施設を核とした繁華街を形成している。博多口には博多地下街が広がっており、博多口方面に所在するビルの地下階と直結している。ただ、市内最大の繁華街は当駅周辺ではなく西鉄福岡（天神）駅・地下鉄天神駅・地下鉄天神南駅を中心とした天神地区であり、博多駅界隈はオフィス街としての側面が強かったが、2011年のJR博多シティや2016年の博多マルイ開業により天神・博多間の商業地競争が激化している（天神流通戦争も参照）。なお、博多駅は福岡空港から4キロメートル以内に位置し、航空法に基づく水平表面による高さ制限（標高54.1メートル）が適用される ため、周辺に超高層ビルは見られない。2019年からは駅周辺で「博多コネクティッド」と呼ばれる再開発計画が進行中である。
なお、 中世からの商業都市として栄えた「博多」の旧市街（博多部）と現在の博多駅一帯は地理的な位置が異なる（博多旧市街は祇園駅や櫛田神社前駅などが最寄駅）。
諸企業、諸店舗については著名な物だけ列挙。

### 駅ナカ
ファミリーマート、キヨスク、うどん店、ラーメン店など。在来線の博多シティ3階改札内に「エキナカカフェ」がある。

### 駅ビル・商業施設
1963年に博多駅が現在地に移転してから現在まで、博多駅の駅ビル・商業施設は次のような構成になっている。
博多口側駅ビル
博多ステーションビル → JR博多シティ（2011年）
現在地移転後以来の駅ビル「博多ステーションビル」には、1966年より百貨店の博多井筒屋が入居していた。九州新幹線鹿児島ルートの博多駅乗り入れに伴い、博多ステーションビルを解体して、床面積を大幅に拡大した新しい博多口駅ビルが建設されることになった。2007年3月に博多井筒屋が駅ビルから退店し、2007年夏から解体が開始された。新しい博多口駅ビル「JR博多シティ」は2011年3月3日にオープンした。「JR博多シティ」は、在来線ホーム南寄り部分をビル内ホームとしている。JR九州が手がけるファッションビルの「アミュプラザ博多」や百貨店の「博多阪急」などで構成される大型商業施設であり、駅ビルとしては国内最大級を誇る。
在来線ホーム高架下（北寄り部分）
マイング博多駅名店街
筑紫口側駅ビル（新幹線ホーム直上、直下）
博多デイトス→DEITOS、AMU EST
新幹線博多ビル、博多駅屋上駐車場
周辺地下街
博多駅地下街
アミュ地下、ほか近傍ビルの各地下部(「バスチカ」など)
隣接ビル
博多バスターミナル、デイトスアネックス、KITTE博多。

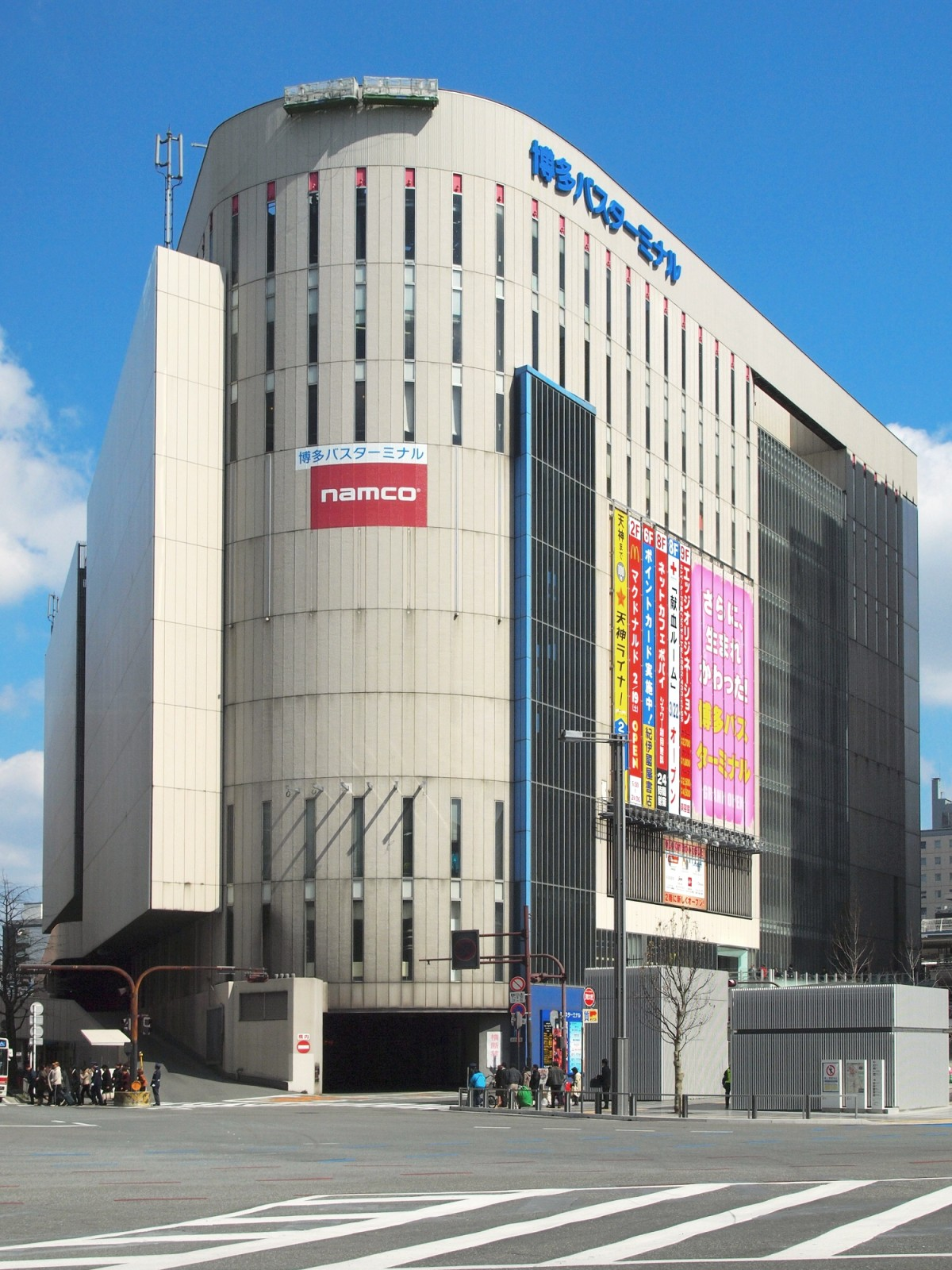
博多バスターミナル（博多口）
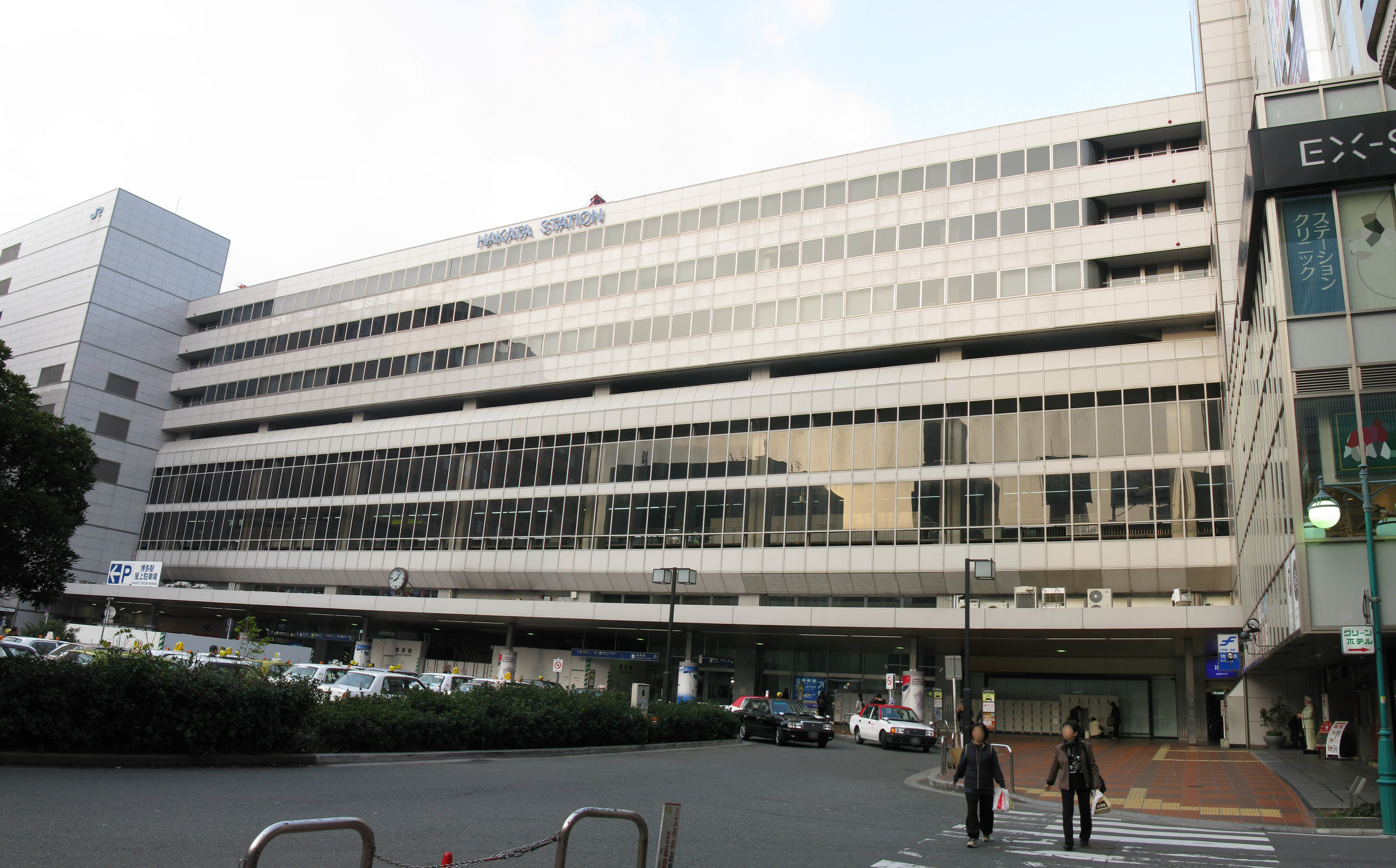
新幹線博多ビル（筑紫口）
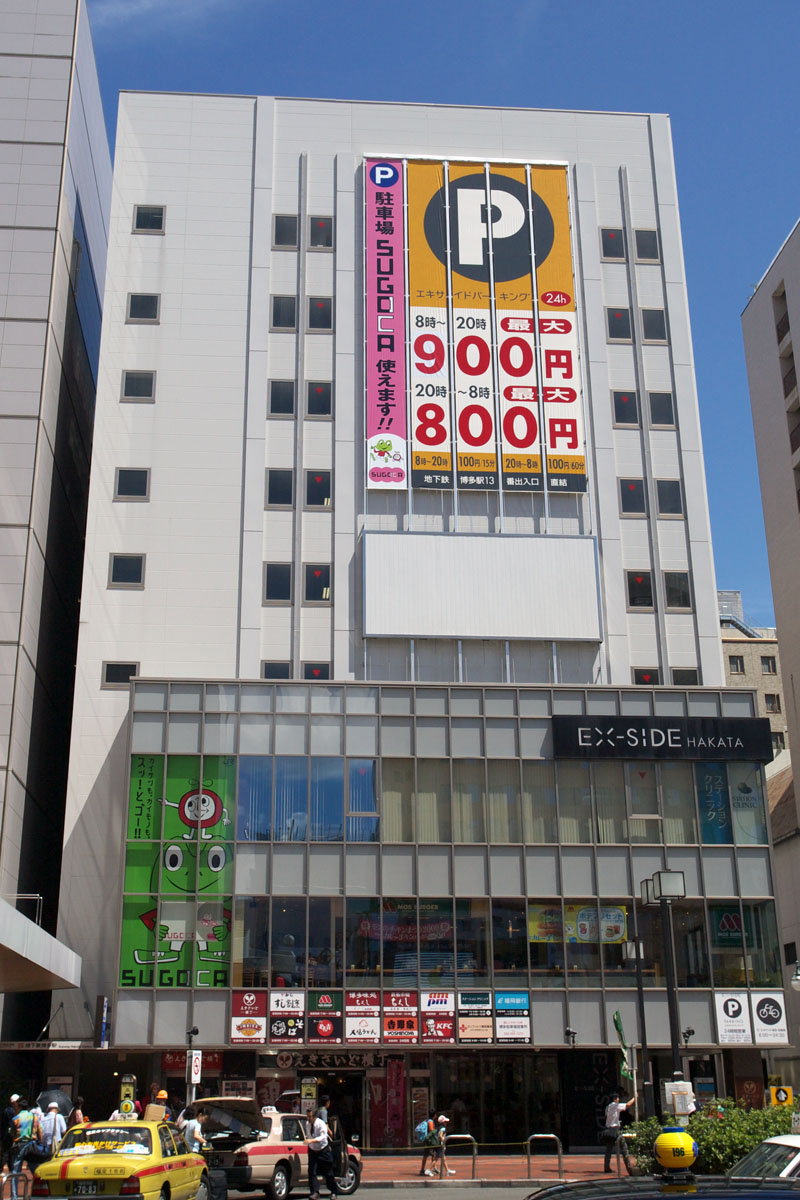
デイトスアネックス[注釈 24]（筑紫口）

以下の◎：駅と地下街、ベデストリアンデッキ等で直結している施設等

### 博多口
博多駅の表玄関であり、JR博多シティも博多口に位置している。
- ◎博多バスターミナル
- ◎KITTE博多（核テナント:博多マルイ） [72]
- ◎JRJP博多ビル（◎博多郵便局）
- 西日本鉄道博多自動車営業所
- JR九州バス博多支店
- 明治公園
- 藤田公園
- 人参公園
- 西日本シティ銀行本店（旧・福岡シティ銀行本店）
- ◎博多新三井ビル
- ◎福岡朝日ビル
  - 朝日新聞福岡本部
  - 日刊スポーツ新聞西日本西部本社
  - コンフォートホテル博多（旧・ホテルステーションプラザ）
- ANAクラウンプラザホテル福岡（旧・博多全日空ホテル）
- ◎ホテル日航福岡
- ◎福岡センタービル
- 博多駅前ビジネスセンター・JR九州本社
- 博多 東急REIホテル（旧・ホテル東急ビズフォート博多）
- 西鉄ホテルクルーム博多（旧・西鉄イン博多）
- JR九州ホテルブラッサム博多中央
- ホテルルートイン博多駅前
- デュークスホテル博多
- ホテルキャビナス福岡（男性のみ日帰り入浴可）
- 三井ガーデンホテル福岡祇園（旧・三井アーバンホテル福岡→ホテルコムズ福岡）
- THE BLOSSOM HAKATA Premier
- 東横イン博多口駅前
- 博多シティホテル
- 八百治博多ホテル
- キャナルシティ博多（西約800m）
  - 福岡県赤十字血液センター（献血ルーム・キャナルシティ）
  - グランドハイアット福岡
  - キャナルシティ劇場
- ロアンヌ
- ◎博多深見パークビル[147]

以下は、◎福岡市地下鉄祇園駅の方がやや最寄りとなる
- 出来町公園（初代博多駅跡地の一部）
- 博多区役所
- 博多警察署
- ◎西日本シティ銀行福岡支店（旧・西日本銀行本店）
- TVQ九州放送
- 東長寺

### 筑紫口
- ◎デイトスアネックス[注釈 24]
- 福岡高速2号線博多駅東出入口
- 国道3号
- 国道385号
- 音羽公園
- 御笠川
- 福岡合同庁舎（国機関）
- 福岡県東総合庁舎
- 福岡市立堅粕小学校
- 西日本シティ銀行博多駅東支店[注釈 25]
- 北九州銀行博多駅東支店（旧山口銀行博多駅東支店）
- 日本経済新聞西部支社
- ヨドバシカメラ マルチメディア博多
  - ロピア博多ヨドバシ店
- ◎オリエンタルホテル福岡 博多ステーション
- ホテルクリオコート博多
- 東横イン博多駅南
- ホテルルートイン博多駅南
- マルショク駅南店
- サニー駅南店
- TKPサンライフホテル
- 博多グリーンホテル
- ◎都ホテル 博多
- ホテルフォルツァ博多筑紫口I / II
- 東洋ホテル - 福岡
- 博多第一ホテル（閉店）
- the b 博多[148]
- ホテルセンチュリーアート
- JR九州ホテルブラッサム福岡
- HOTEL LA FORESTA - BY RIGNA -（旧：博多グラン水晶ホテル）
- 博多ターミナルホテル
- THE BASICS FUKUOKA
- WITH THE STYLE FUKUOKA
- ホテルウイングインターナショナル博多新幹線口

## バス路線
博多口に位置する博多バスターミナル（旧称：博多駅交通センター）は西鉄天神高速バスターミナルに次ぐ福岡市の高速バスの拠点となっており、西鉄バスの福岡市内・近郊路線の一部と昭和バス・JR九州バス、およびこれらと共同運行またはこれらの会社が運行支援を行う九州各都市や関西、東京に向かう多数の高速バスが発着する。
ほかに、博多口側大通り沿いに博多駅A - Fまでの各乗り場と降車場があり、筑紫口側にも乗り場がある。これらの乗り場・降車場には西鉄バスの福岡市内・近郊路線バスが発着する。福岡都心150円エリア内であれば、どの区間のバスでも150円で利用できる。ほかに高速ツアーバスから乗合バスに移行した各社の高速バス路線もここに発着する。なお、筑紫口側の乗合バスに移行した各社の高速バス路線に関しては、2018年12月16日にHEARTSバスステーション博多が開業したことから、全便が同施設に移転した。

## レンタカー
- レンタカー各社。駅地区には駅レンタカー、日産レンタカーなどが、また駅周辺にも多数ある。なお、事務所と実際の貸渡場所は異なる事が多いため、事前に予約や確認が必要。

## 駐車スペース等・その他
九州新幹線鹿児島ルート全線開業を受けて、新設駐車スペースは、九州新幹線ホーム上に約150台設置された。こちらは既存の博多駅屋上駐車場の増設となるため、出入口も共用となる。
また、筑紫口のJR九州・旧本社ビル跡地には立体駐車場（約380台収容）が入る「JR九州筑紫口ビル」（愛称：旧・エキサイド博多、現デイトスアネックス）が2007年4月9日にオープンしている。
全線開業後しばらくして、前述の博多駅地下送迎場が整備された。
また、博多口駅前広場地下部分に、約110台分が駐車可能な「JR博多シティ地下駐車場」が新設され、KITTE博多の地下駐車場と接続。出入り口はKITTE博多側となる。
各駐車場の店舗利用提携サービスの有無については、JR博多シティ、KITTE博多等の各記事を参照。
駐輪スペースは駅前広場南寄りの地下1階に「JR HAKATA CITY駐輪場」がオープンした（前述）。また、KITTE博多地下にも900台の24時間一時駐輪場が開設。

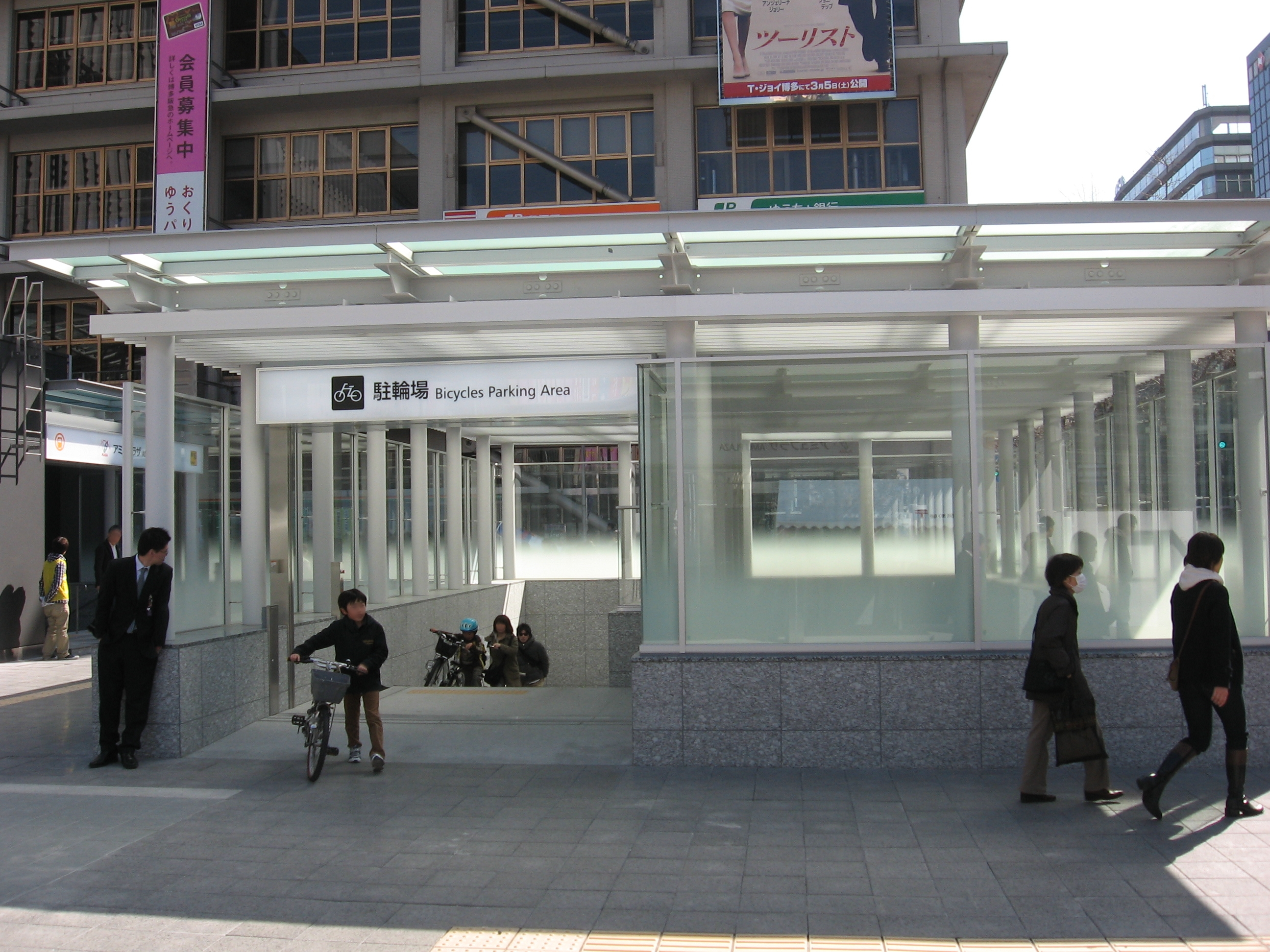
駅駐輪場（JR博多シティ駐輪場）

## 隣の駅
九州旅客鉄道（JR九州）
 九州新幹線
（山陽新幹線(JR西日本)） - 博多駅 - 新鳥栖駅
  鹿児島本線
- 特急「きらめき」「かささぎ」「リレーかもめ」「みどり」「ハウステンボス」「ソニック」「にちりんシーガイア」「ゆふ」「ゆふいんの森」発着駅

- 特急「かささぎ」吉塚行は、当駅 - 吉塚駅間普通列車
- 特急「きらめき」「リレーかもめ」「かささぎ」の一部は門司港駅まで運転。

■快速・■区間快速
吉塚駅 (JA01) - 博多駅 (00) - （一部竹下駅 (JB01)） - 南福岡駅 (JB03)
■普通
吉塚駅 (JA01) - 博多駅 (00) - 竹下駅 (JB01)
 福北ゆたか線
- 特急「かいおう」発着駅

■快速・■普通
吉塚駅 (JC01) - 博多駅 (00)
西日本旅客鉄道（JR西日本）
 山陽新幹線
小倉駅 - （鞍手信号場） - 博多駅 - （九州新幹線(JR九州)）
■博多南線
博多駅 - 博多南駅
福岡市交通局
 空港線
祇園駅 (K10) - 博多駅 (K11) - 東比恵駅 (K12)
 七隈線
櫛田神社前駅 (N17) - 博多駅 (N18)

### かつて存在した路線
日本国有鉄道
筑肥線
博多駅 - 筑前簑島駅